# Trédrez-Locquémeau
Trédrez-Locquémeau [tʁedʁɛz lɔkemo] est une commune française des Côtes-d'Armor, en Bretagne. Elle se compose de deux parties distinctes : Locquémeau (où se situent les plages et le port) et le bourg de Trédrez, proche des falaises.
Ses habitants sont les Trédréziens et les Trédréziennes.

## Géographie

### Situation
La commune est bordée par la Manche (baie de Lannion) au nord et à l'ouest. À l'est, se trouve la commune de Ploumilliau et au sud Saint-Michel-en-Grève,
| La Manche | La Manche             |             |
| La Manche | Trédrez-Locquémeau    | Ploumilliau |
| La Manche | Saint-Michel-en-Grève |             |

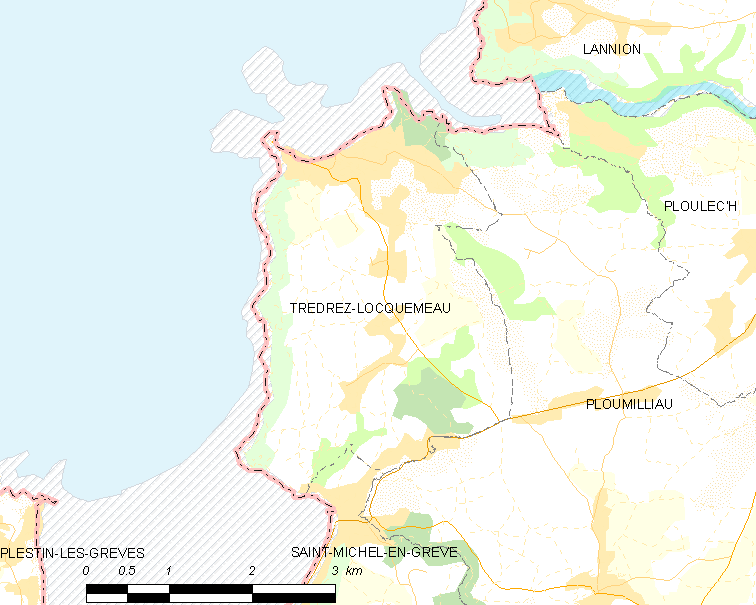
Carte de la commune de Trédrez-Locquémeau et des communes avoisinantes.

Le bourg historique - Trédrez, possède à l'ouest les falaises de Trédrez qui sont un site classé et qui sont traversées par le GR34.
Le hameau de Locquémeau longe la côte avec la petite plage de Kiriou (Kirio en breton car selon la légende, deux saints auraient débarqué sur cette grève ; improprement appelée par certains « plage carrée » en raison de la forme de cette plage), la pointe du Dourven (site départemental et lieu d'expositions contemporaines et éphémères), la grande plage de Notigou, la grève, la pointe de Sehar.
Du nord au sud, on trouve donc d'abord Locquémeau, puis Trédrez, et ensuite la commune de Saint-Michel-en-Grève. À l'est se situe la commune de Ploumilliau.

### Géologie
À la pointe de Séhar (en breton Beg Sec'h, la « pointe sèche ») à Locquémeau, on peut observer un tombolo double d'âge flandrien. Entre les deux cordons de galets se trouve le Vorlenn (« eau salée » en breton, comme l'atteste le développement d'une flore origine, rupelle maritime et potamot pectiné caractéristiques des eaux saumâtres), un petit étang qui se remplit lors des grandes marées, et auprès duquel les pêcheurs font sécher leurs filets et livrent leur chargement de maërl. Cette zone humide protège la falaise morte de Pen-ar-Roz.
Le tour de la pointe à pied permet d'observer la formation des tufs de Locquirec (tufs conglomératiques métamorphisés, d'où la présence de plissements, failles). Cette roche, connue sous le nom de « dalles de Séhar » a jadis été exploitée « comme matériau de couverture et pour l'obtention de dalles, utilisées dans l'art funéraire (dalles tumulaires), dans le dallage des églises et des demeures ». La curieuse morphologie des rochers est due à la transformation anthropique de ce littoral breton. Au niveau de la plage de Notigou, ces tufs sont affectés par l'auréole thermique du granite varisque du Yaudet, comme le montrent les cornéennes engendrées au contact du petit massif sur le flanc ouest de la pointe de Dourven.

### Relief

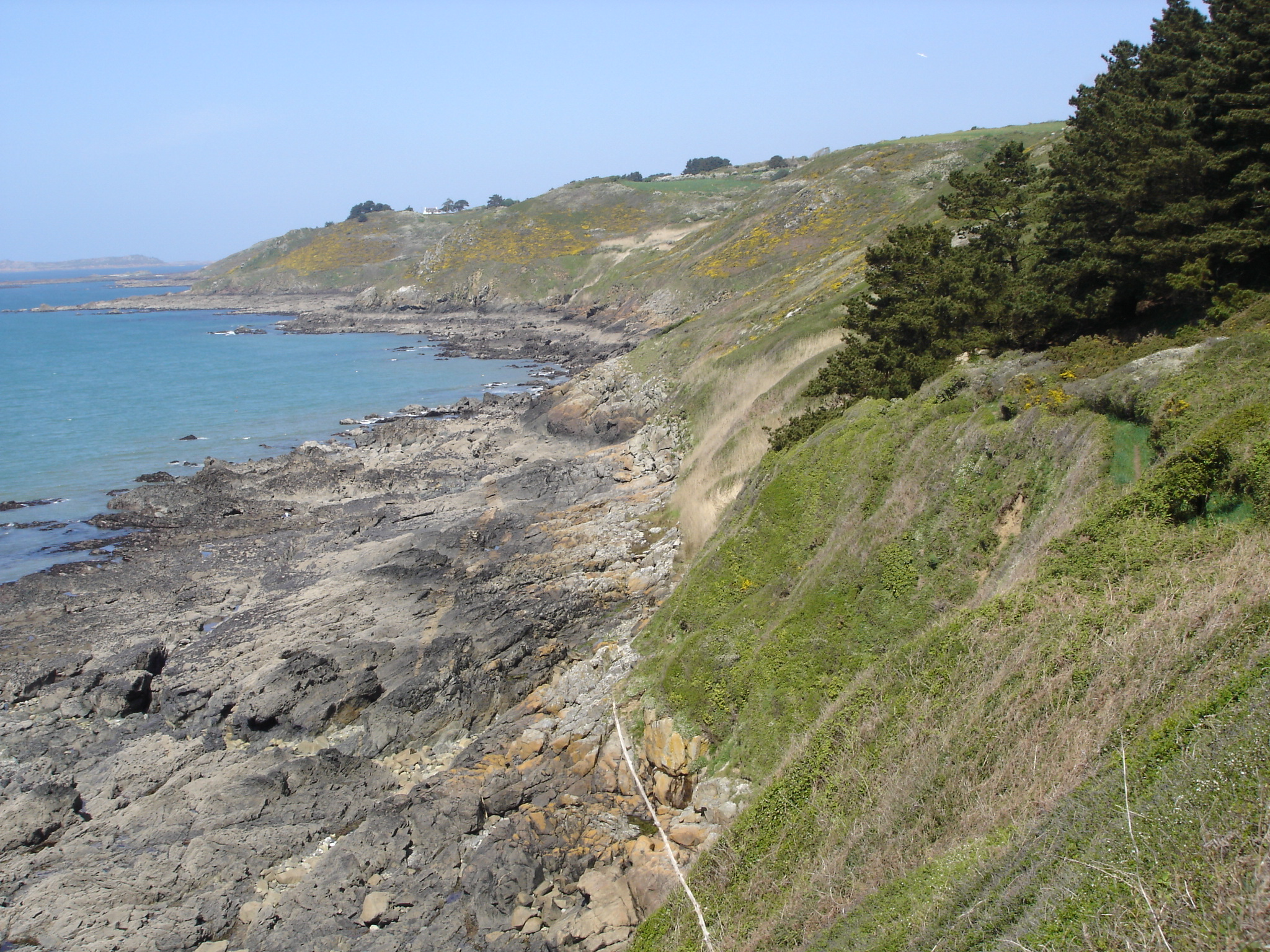
Le chemin des douaniers (désormais GR34).

L'essentiel du territoire communal forme un plateau dont l'altitude moyenne avoisine les 100 mètres, mais qui est en pente douce vers l'ouest et le nord : son altitude la plus élevée (120 mètres) est dans l'angle sud-est du finage communal, au sud-est du hameau de Toul-an-Lan et descend au voisinage de la Manche jusqu'à 90, voire 85 mètres, côté ouest, et jusqu'à une cinquantaine de mètres vers le nord et même moins au niveau de Locquémeau, notamment dans la partie aval de la vallée du Ruisseau de Coat Trédrez, descendant jusqu'à 25 mètres environ vers Keravilin et à une dizaine de mètres dans le quartier de Pen ar Roz, qui descend même jusqu'au niveau de la mer. Le bourg de Trédrez est vers 85 mètres d'altitude.
Le littoral est constitué côté ouest de falaises abruptes, orientées principalement sud-nord, hautes de 80 à 90 mètres, peu accessibles, depuis la limite avec Saint-Michel-en-Grève, relativement rectilignes (malgré la présence de la Pointe de Beg ar Forn, de celle de Beg an Evned et de celle de Malabri, au toponyme révélateur. Cette partie du littoral, sauvage, inhabité, est longé par un tronçon du GR34.

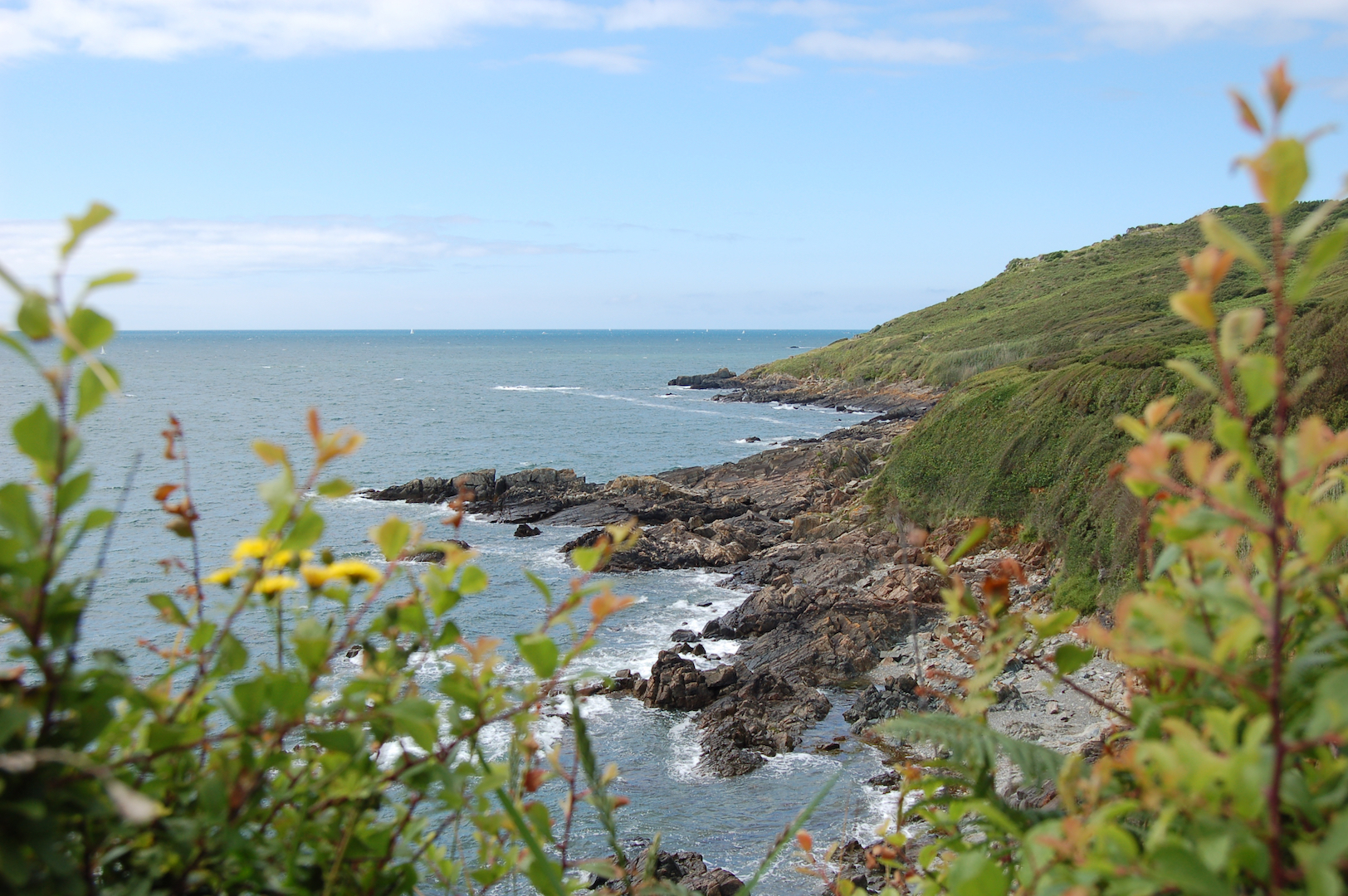
Le chemin des douaniers (désormais GR34).
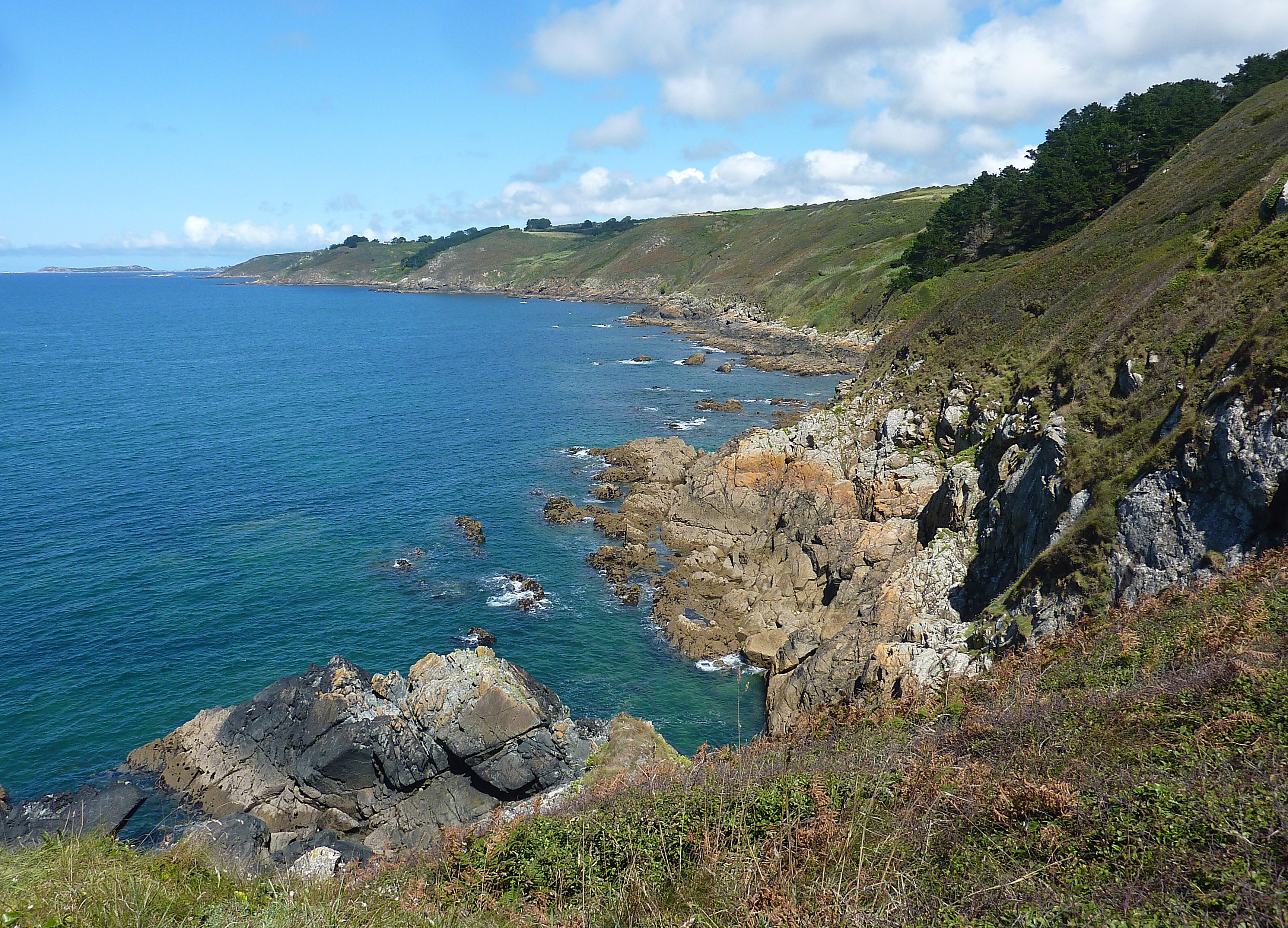
Les falaises de Trédrez.
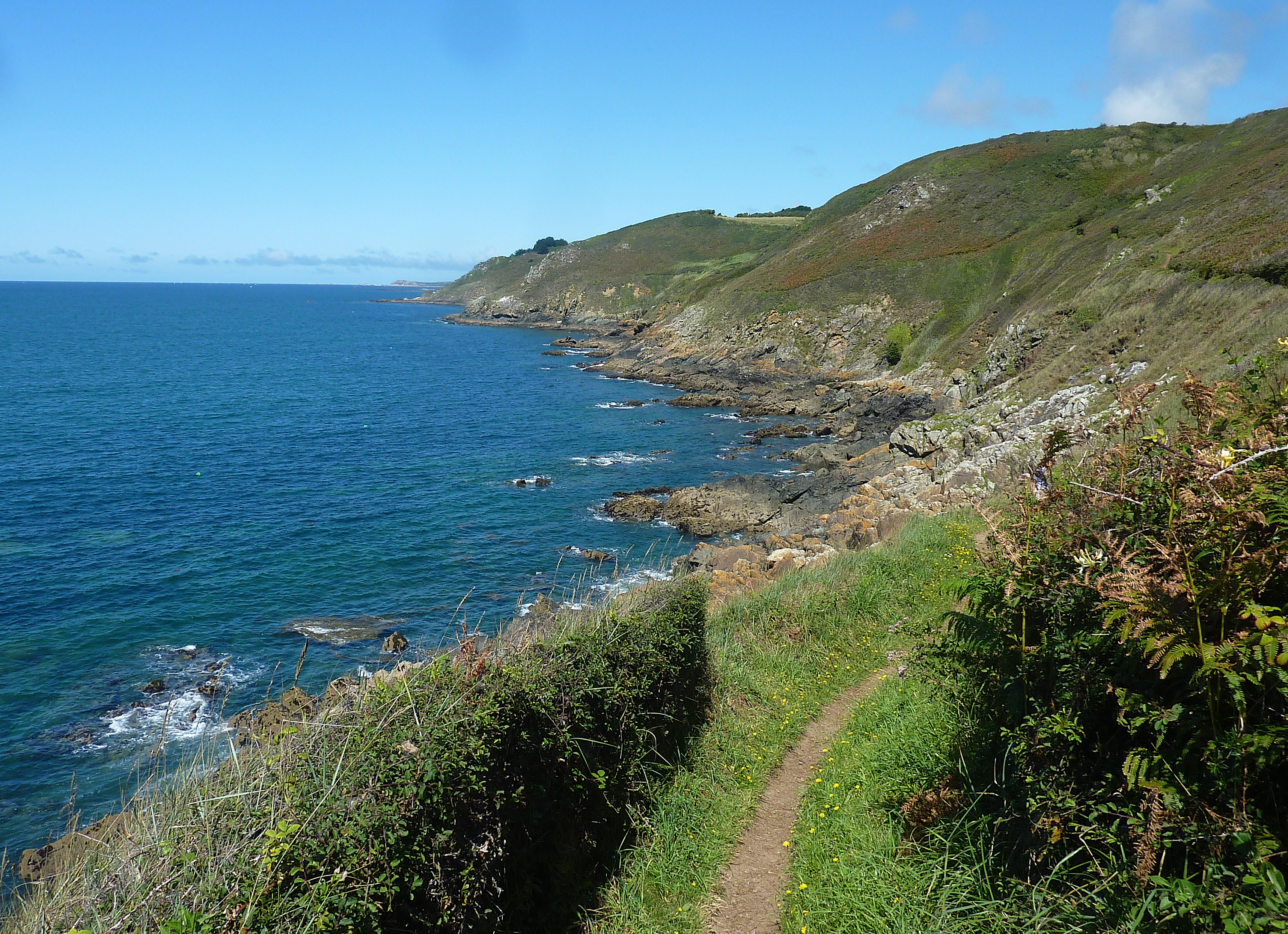
Les falaises de Trédrez et le GR34.
Les falaises de la Pointe de Beg ar Forn.
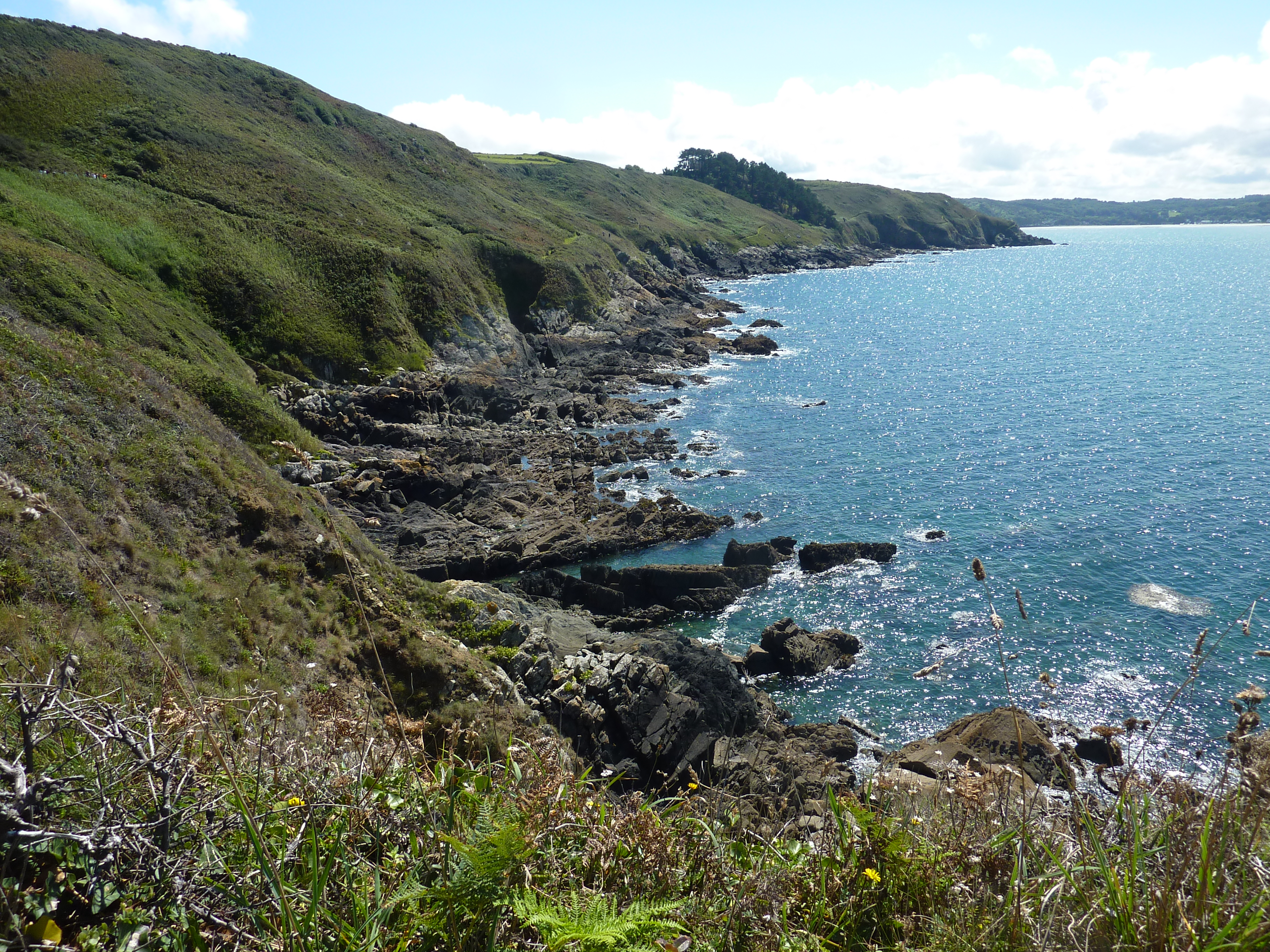
Les falaises de Trédrez.
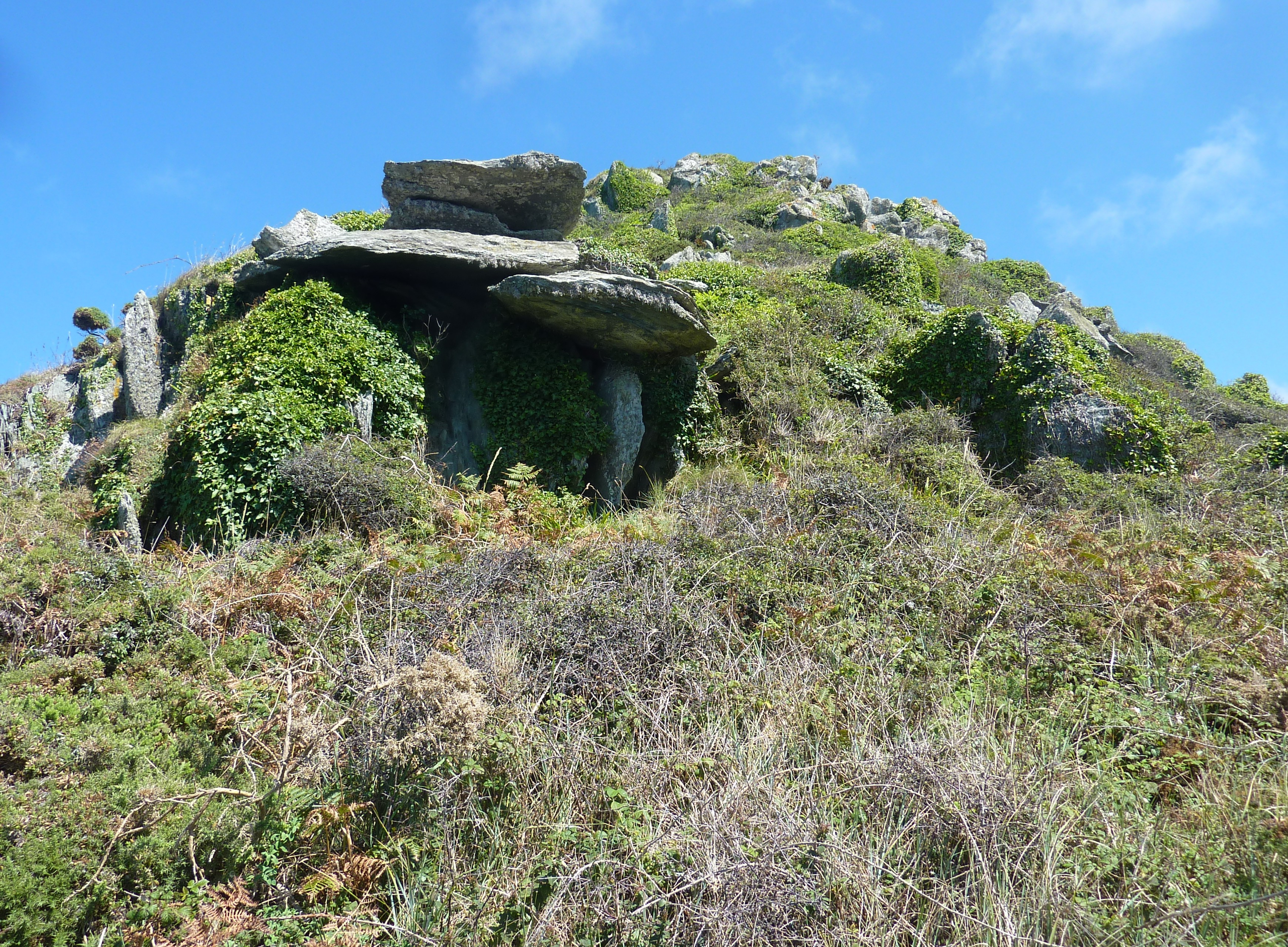
Les falaises de Trédrez.
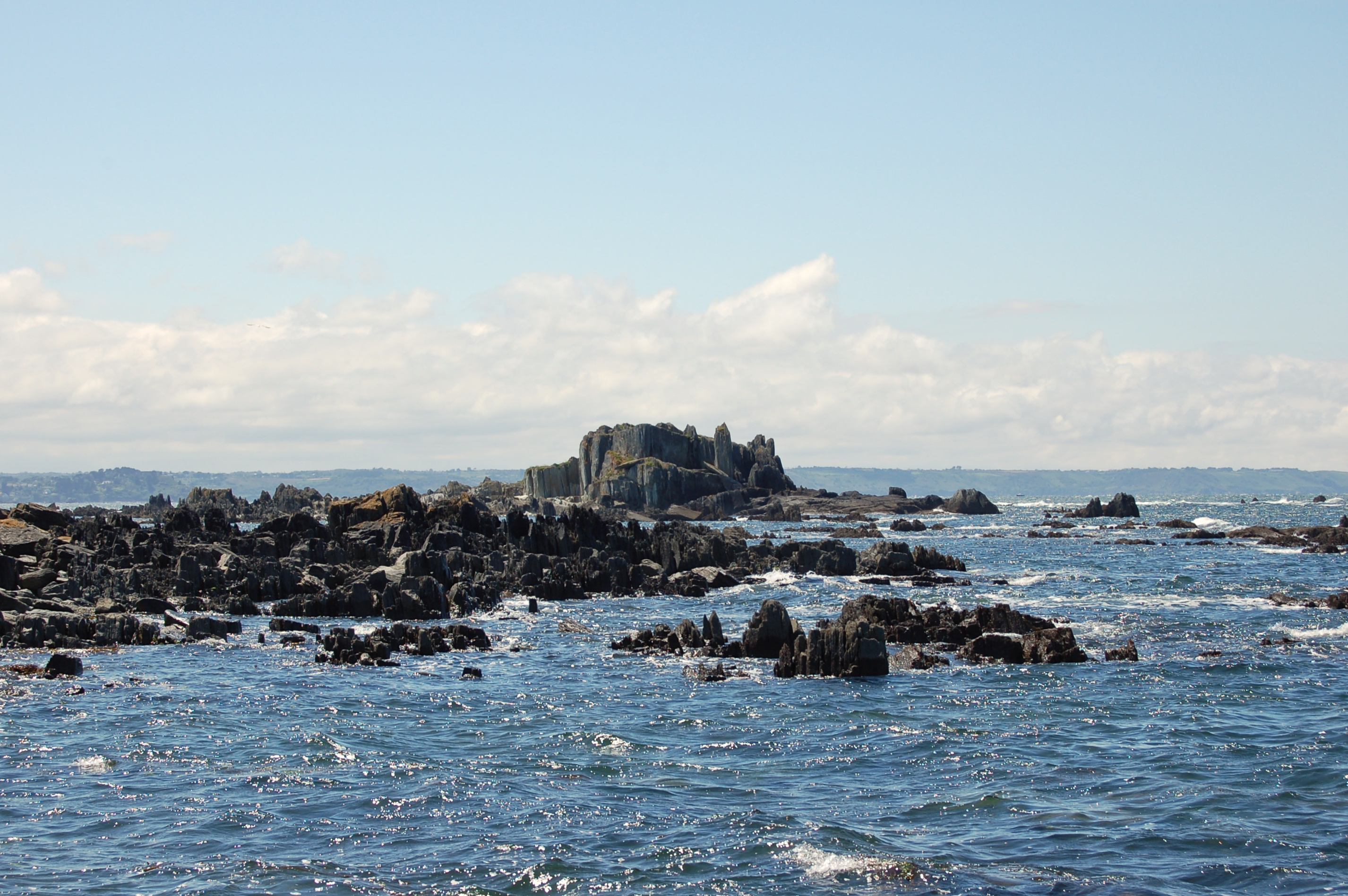
La Pointe de Séhar.

Le littoral nord, moins long, est très différent : il est limité par deux pointes s'avançant nettement en mer : la Pointe de Séhar au nord-ouest et la Pointe du Dourven au nord-est, avec entre les deux, une large anse où se trouve côté est la plage de Notigou et côté ouest le port de Locquémeau, abrité des vents d'ouest par le tombolo double menant à la Pointe de Séhar.
La partie nord-est du littoral, à l'est de la Pointe du Dourven (où se trouve la plage de Saint-Quiriou), correspond à une partie de la rive sud de l'estuaire du Léguer, dit aussi "Rivière de Lannion".

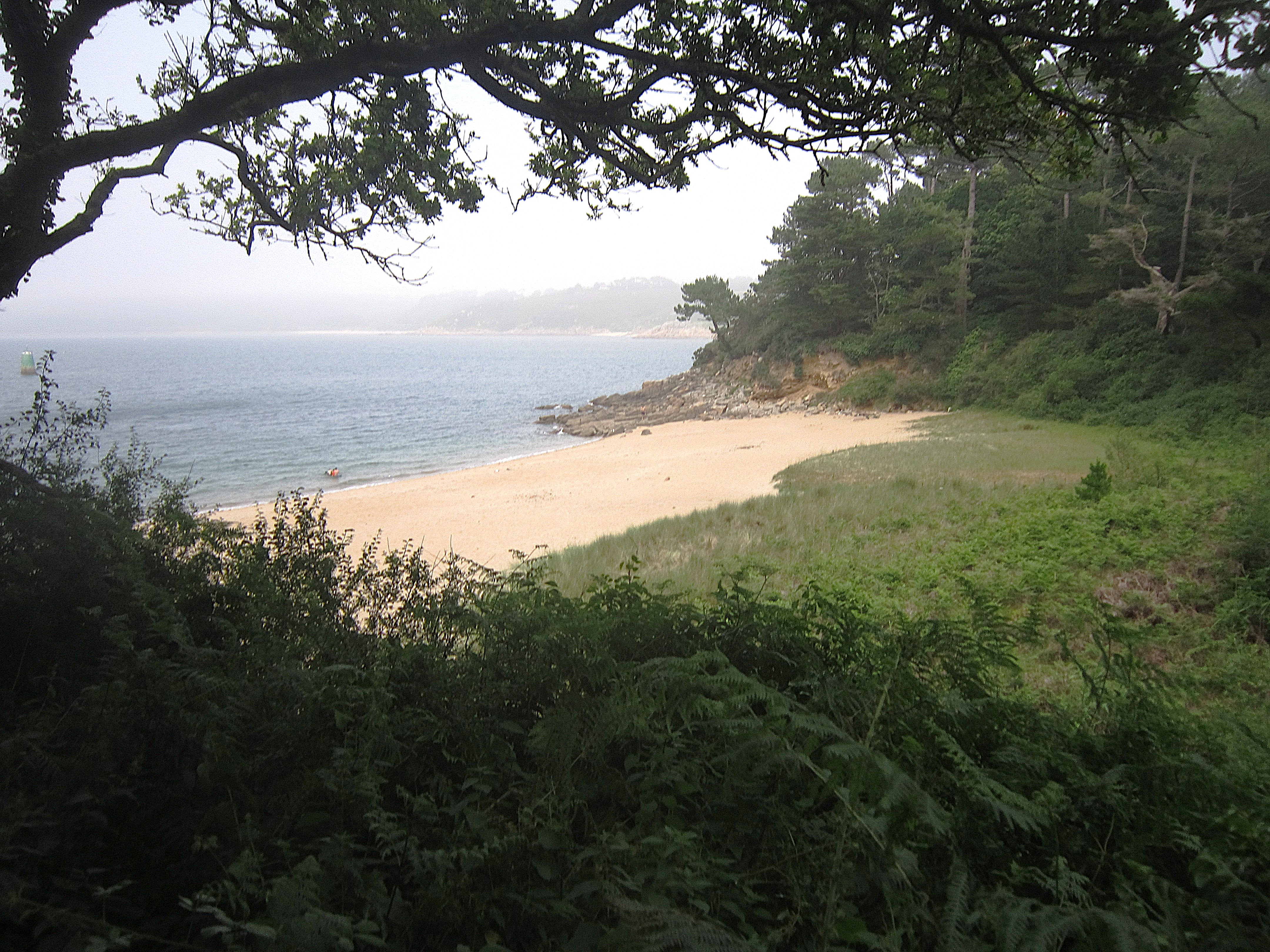
La plage de Saint-Quiriou.
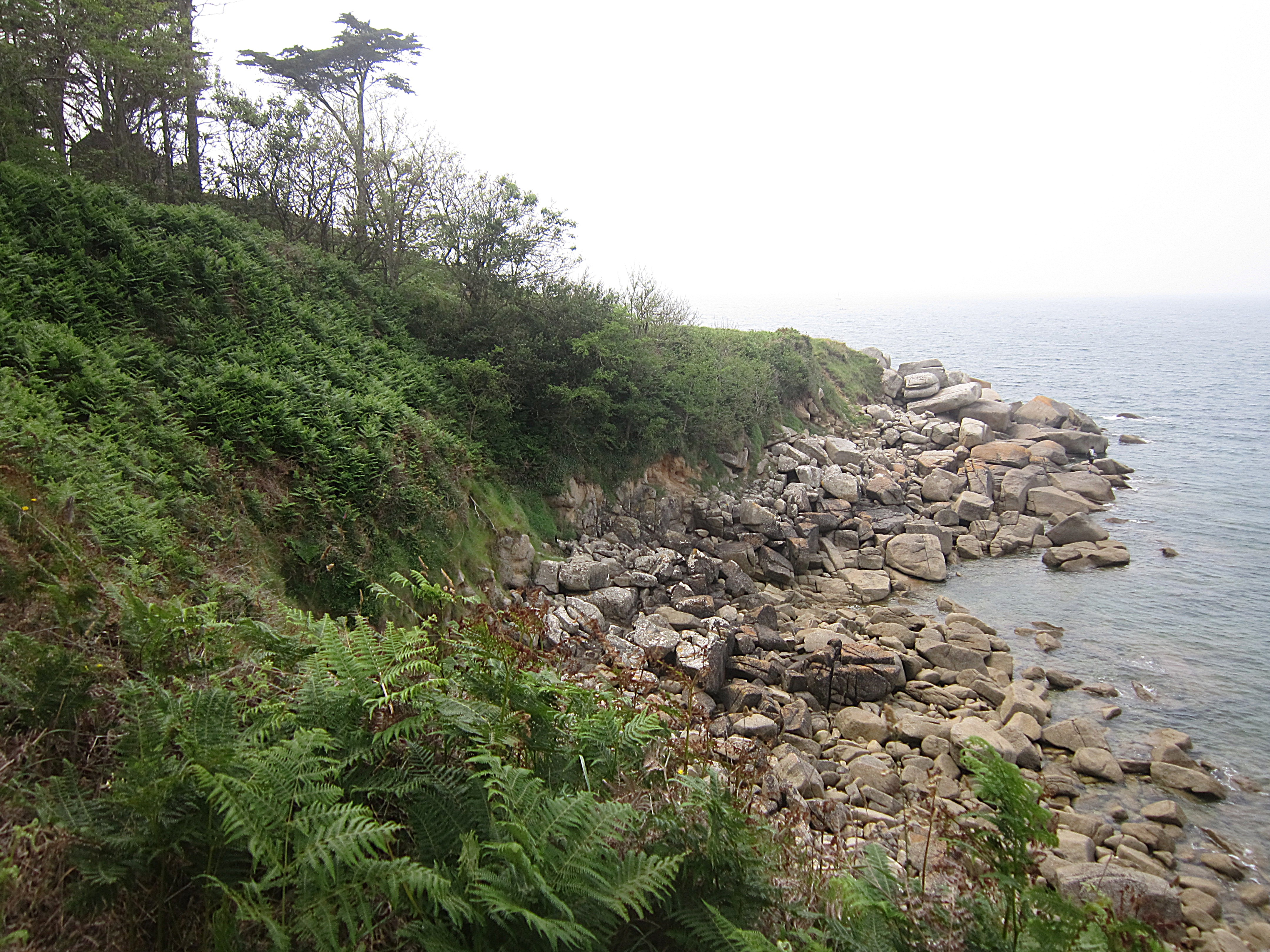
Falaises de la Pointe de Dourven (côté est) au nord de la plage de Saint-Quiriou.
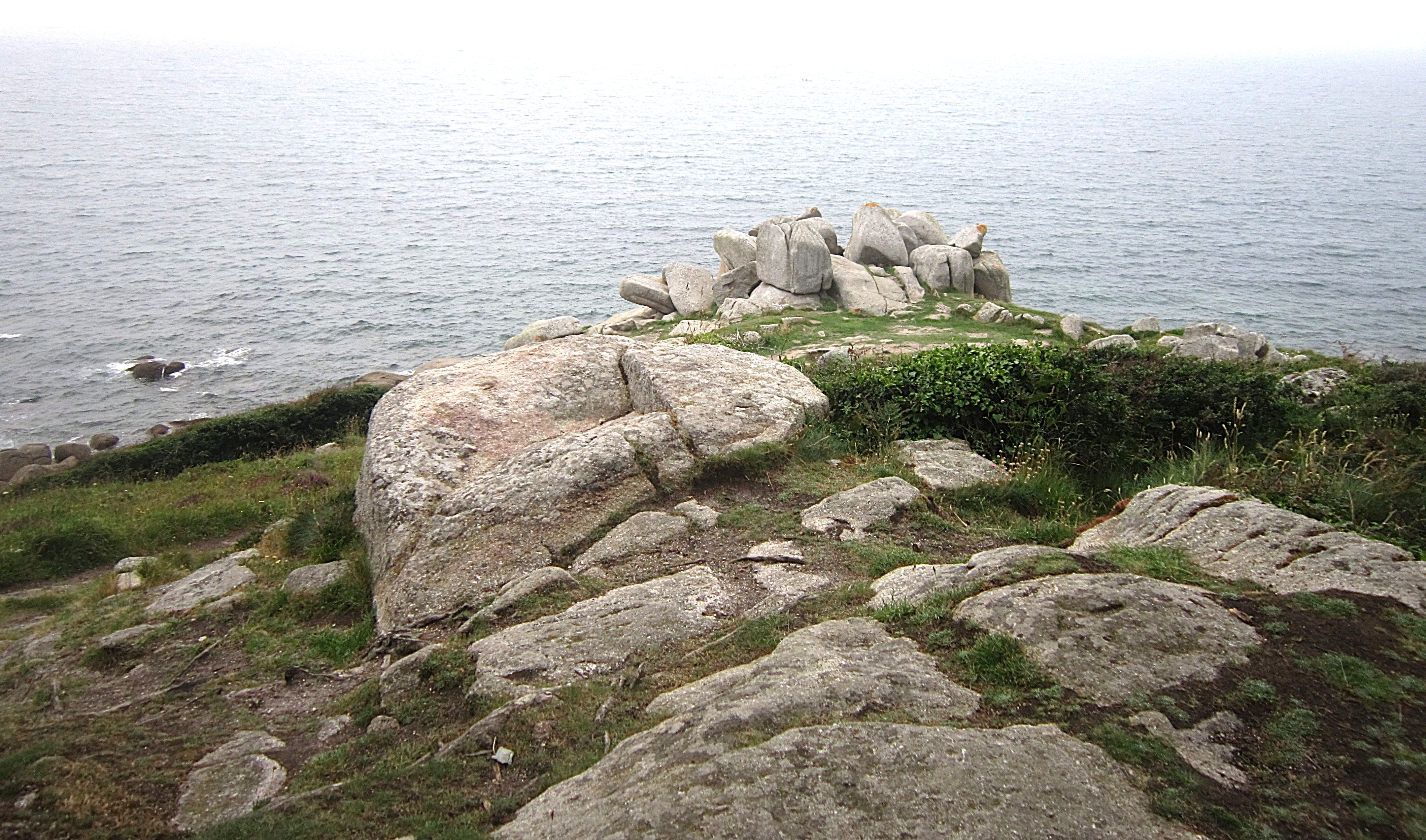
L'extrémité nord de la Pointe de Dourven.
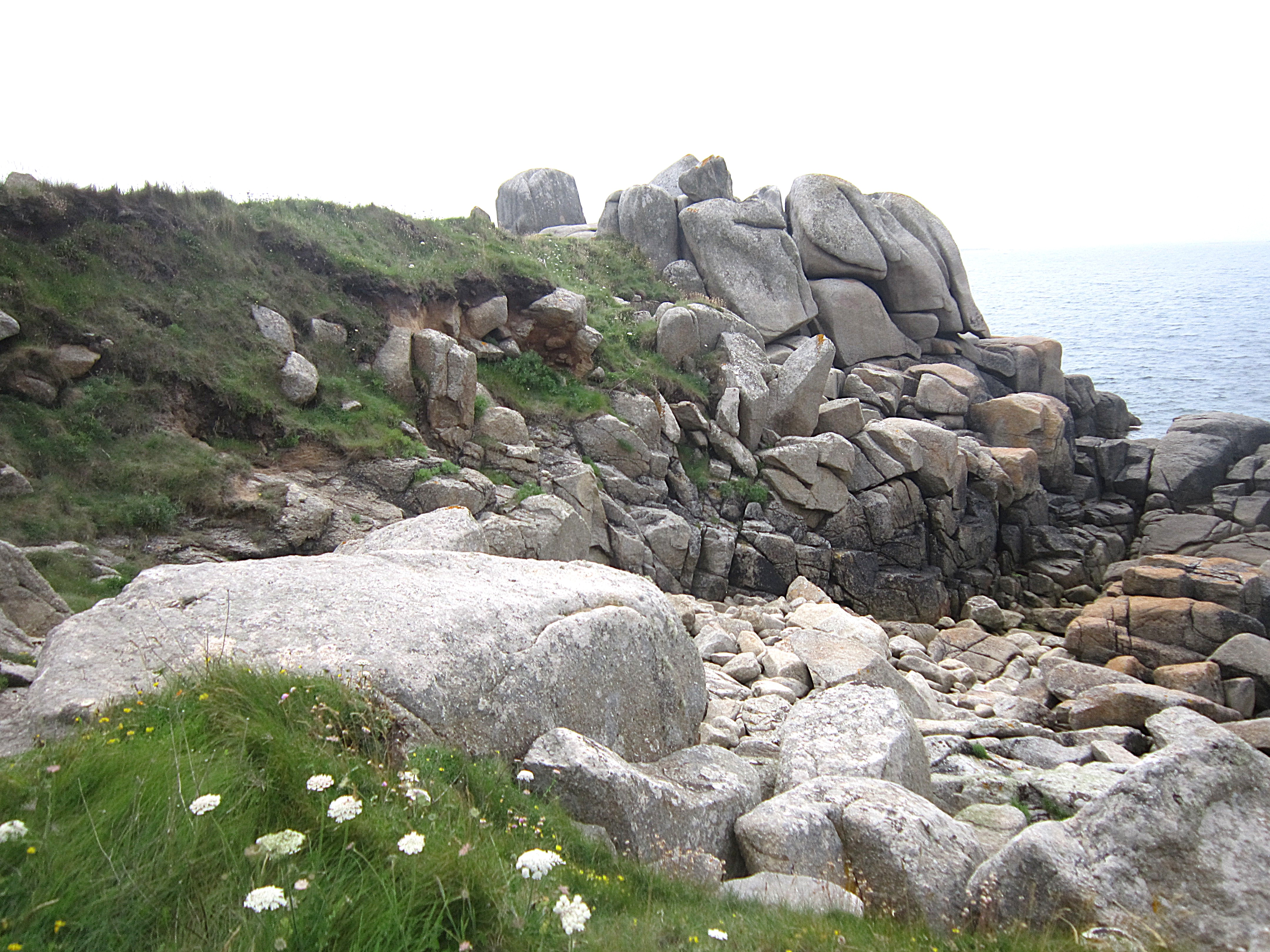
Rochers à l'extrémité nord de la Pointe de Dourven.
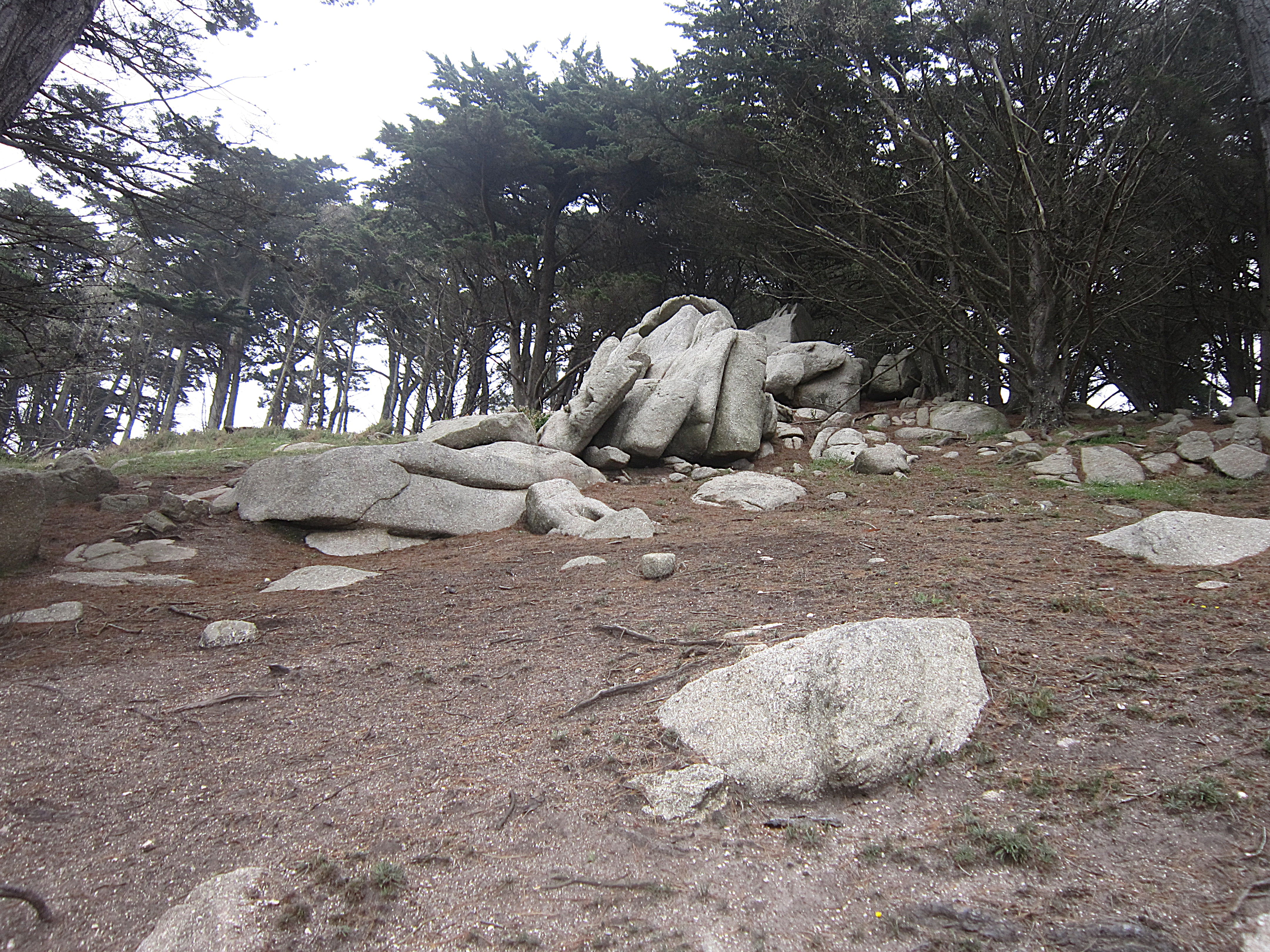
Rochers et végétation de la Pointe de Dourven.
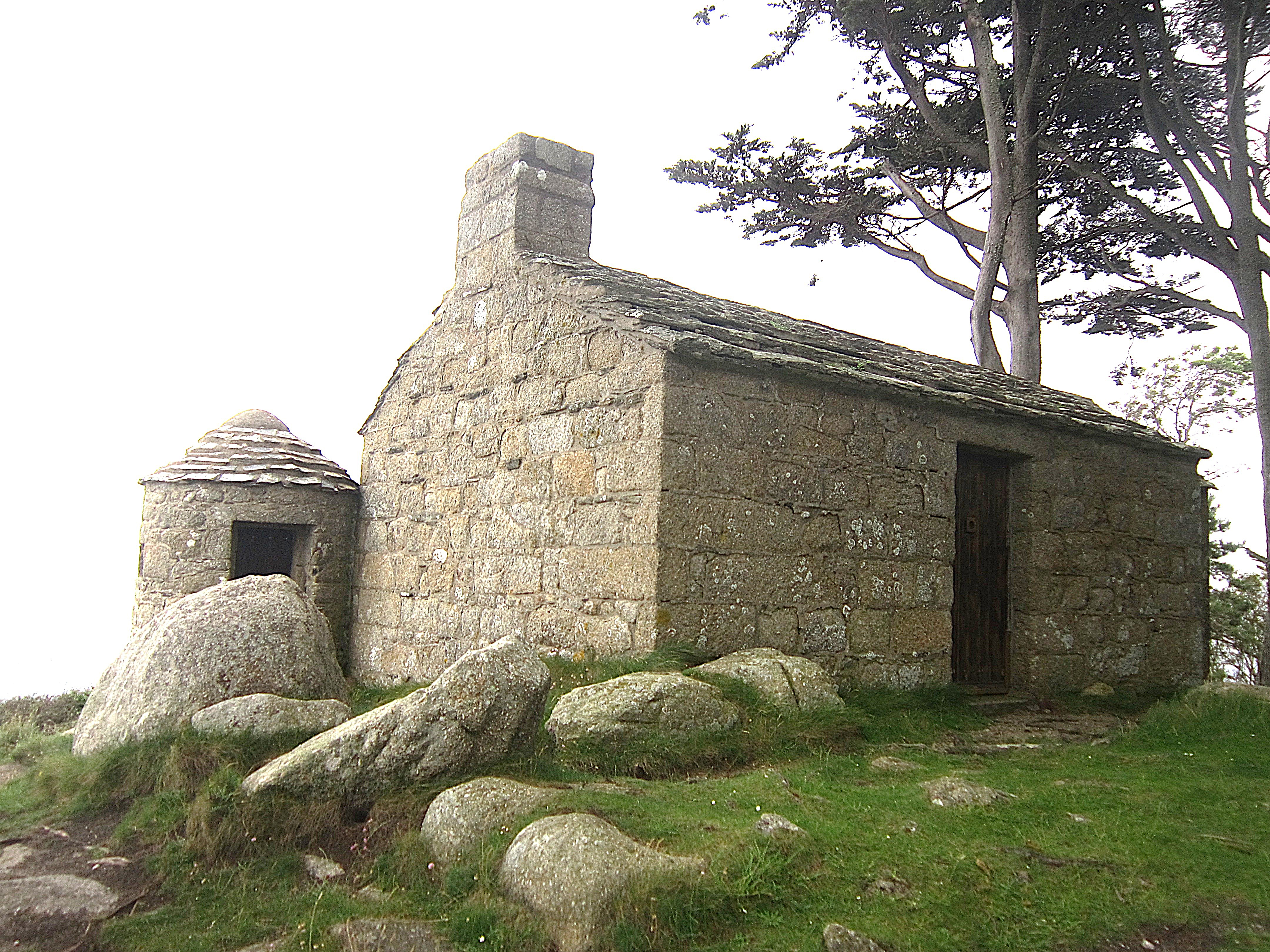
Pointe de Dourven ː ancien corps de garde du XVIIe siècle et sa tourelle.
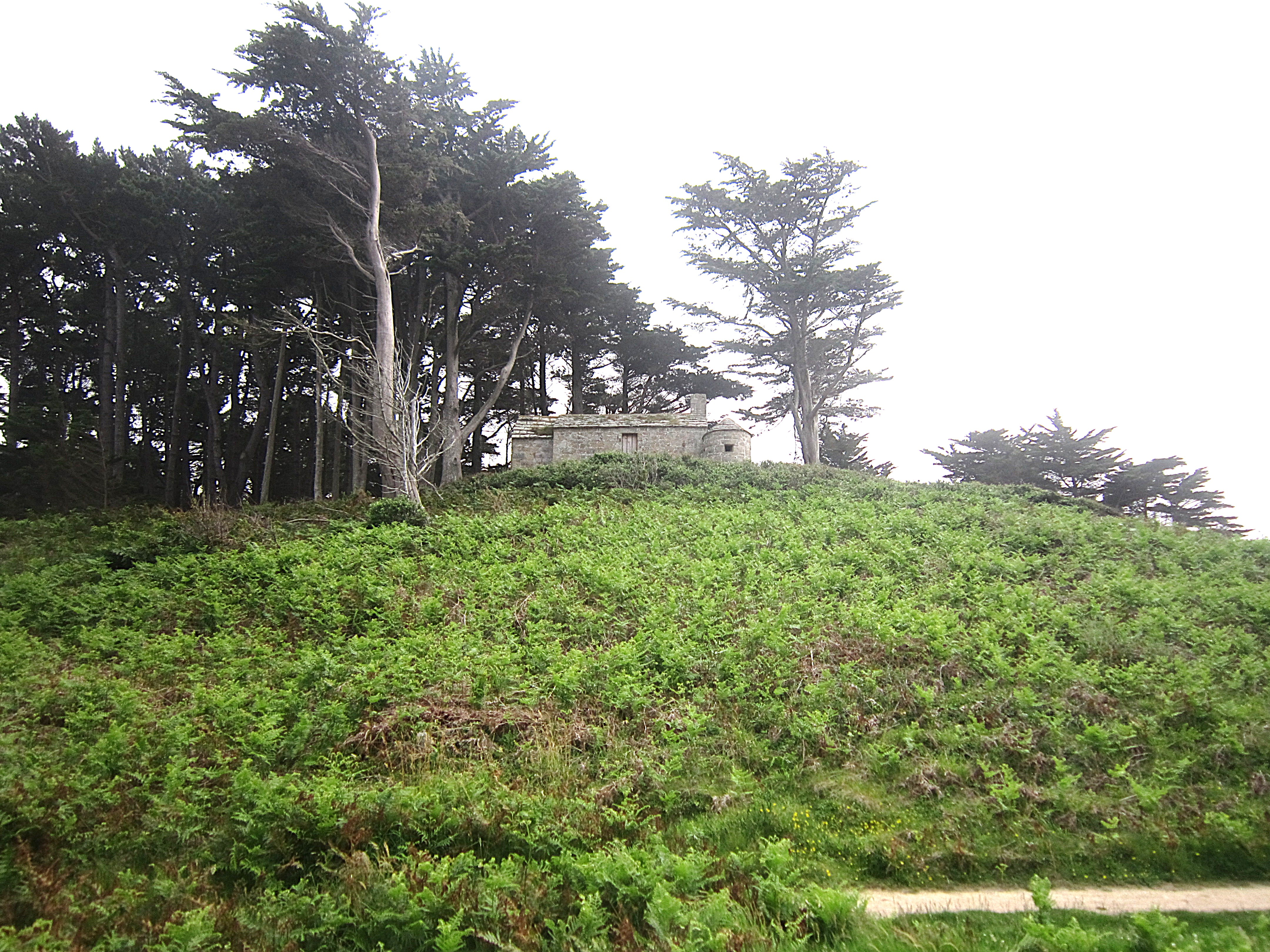
Pointe de Dourven ː végétation (fougères et conifères).
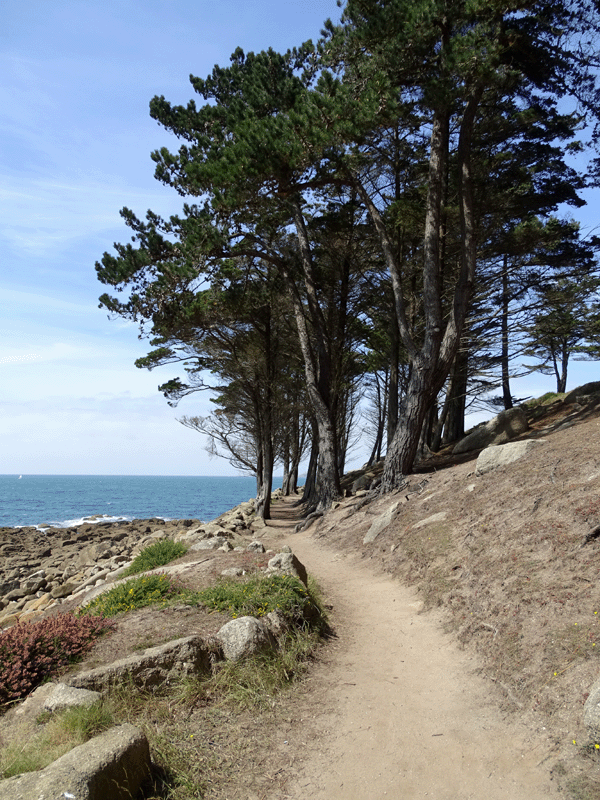
Sentier littoral à la Pointe de Dourven.
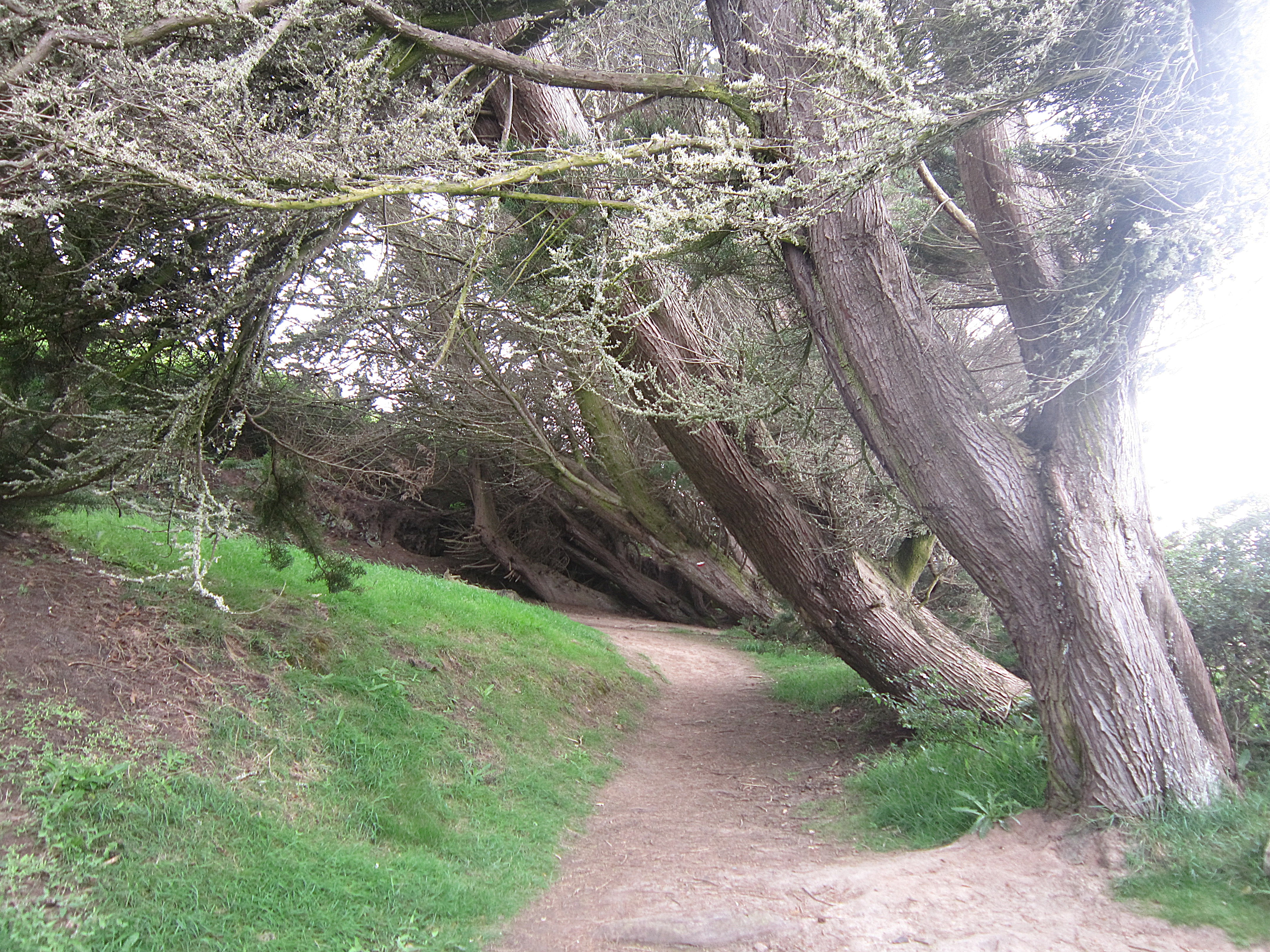
Pointe de Dourven (côté ouest) ː sentier littoral et arbres penchés par le vent.
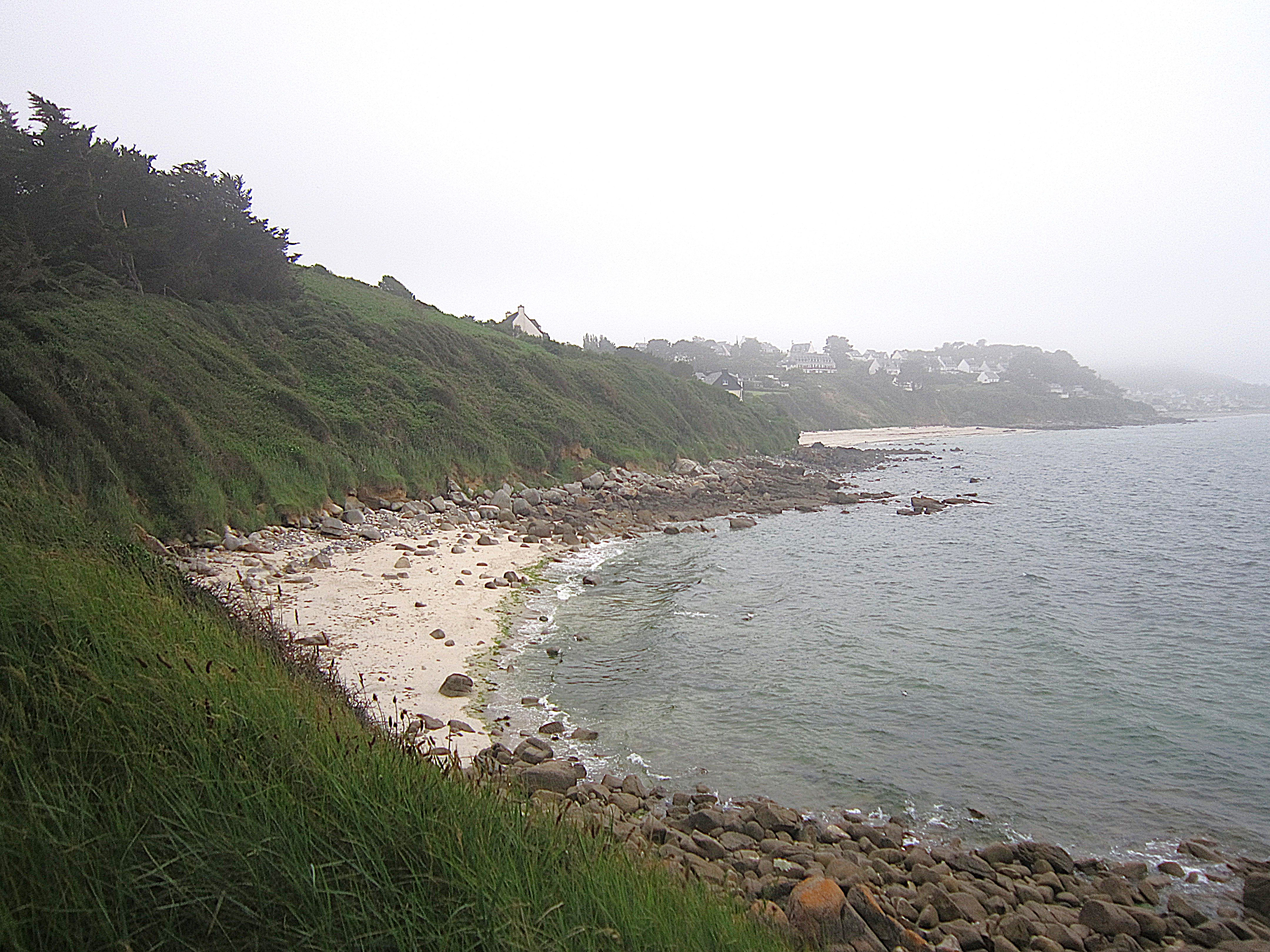
Falaises et plages du côté ouest de la Pointe de Dourven.

### Hydrographie
Pour un article plus général, voir Réseau hydrographique des Côtes-d'Armor.

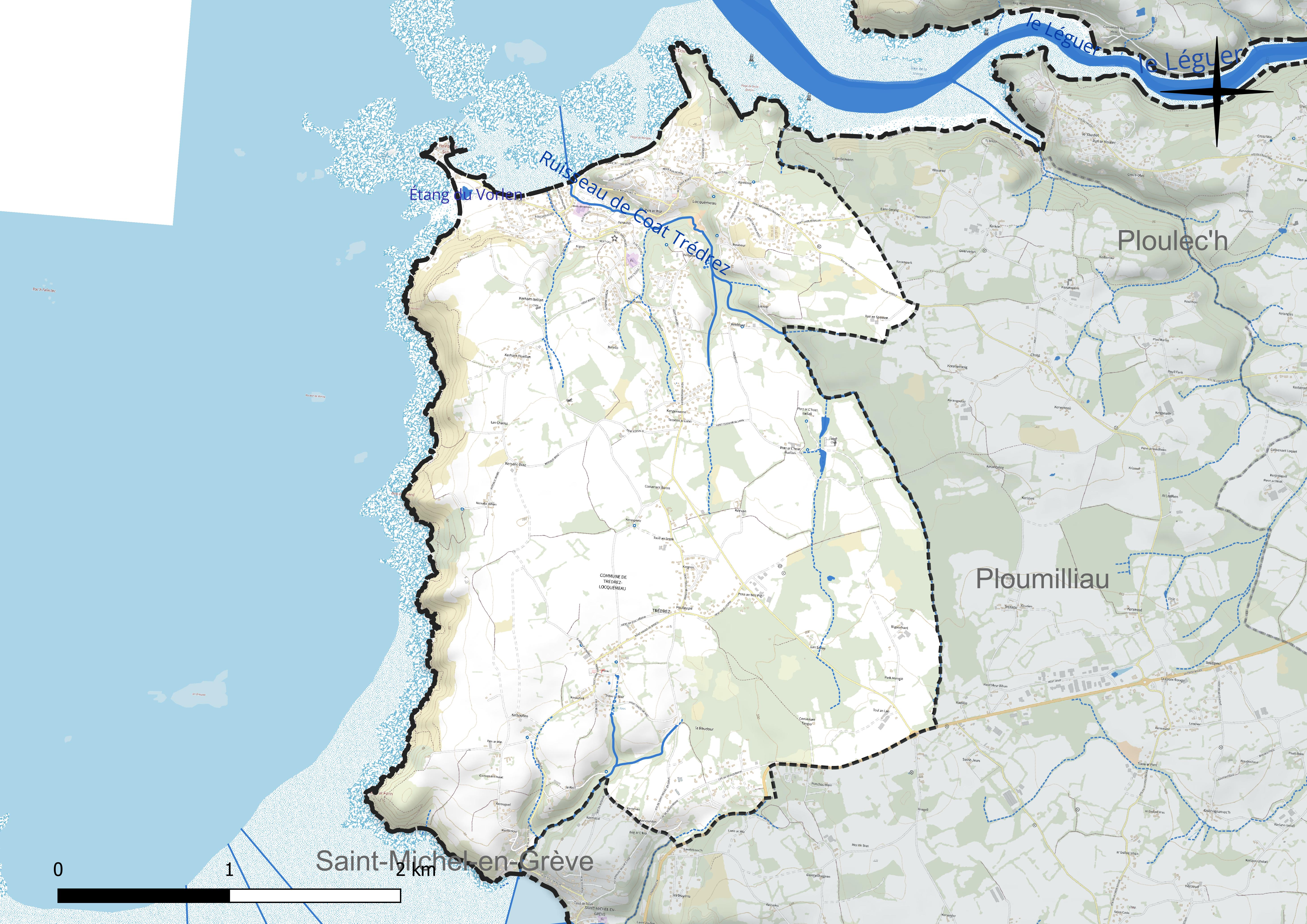
Réseau hydrographique de Trédrez-Locquémeau.

La commune est située dans le bassin Loire-Bretagne. Elle est drainée par un petit fleuve côtier, le ruisseau de Coat Trédrez,, qui sert de limite communale (sauf dans sa partie aval), côté est, séparant Trédrez-Locquémeau de Ploumilliau.
Un plan d'eau complète le réseau hydrographique : l'étang du Vorlen (0,32 ha), (en fait une ancienne lagune), situé entre les cordons de galets du double tombolo rattachant la Pointe de Séhar au continent, dont la superficie a été diminuée lors de travaux de comblement effectués dans la décennie 1970 (elle a encore une superficie de 6 000 m²) ; classé ZNIEFF, ses eaux saumâtres abritent une faune et une flore particulières.

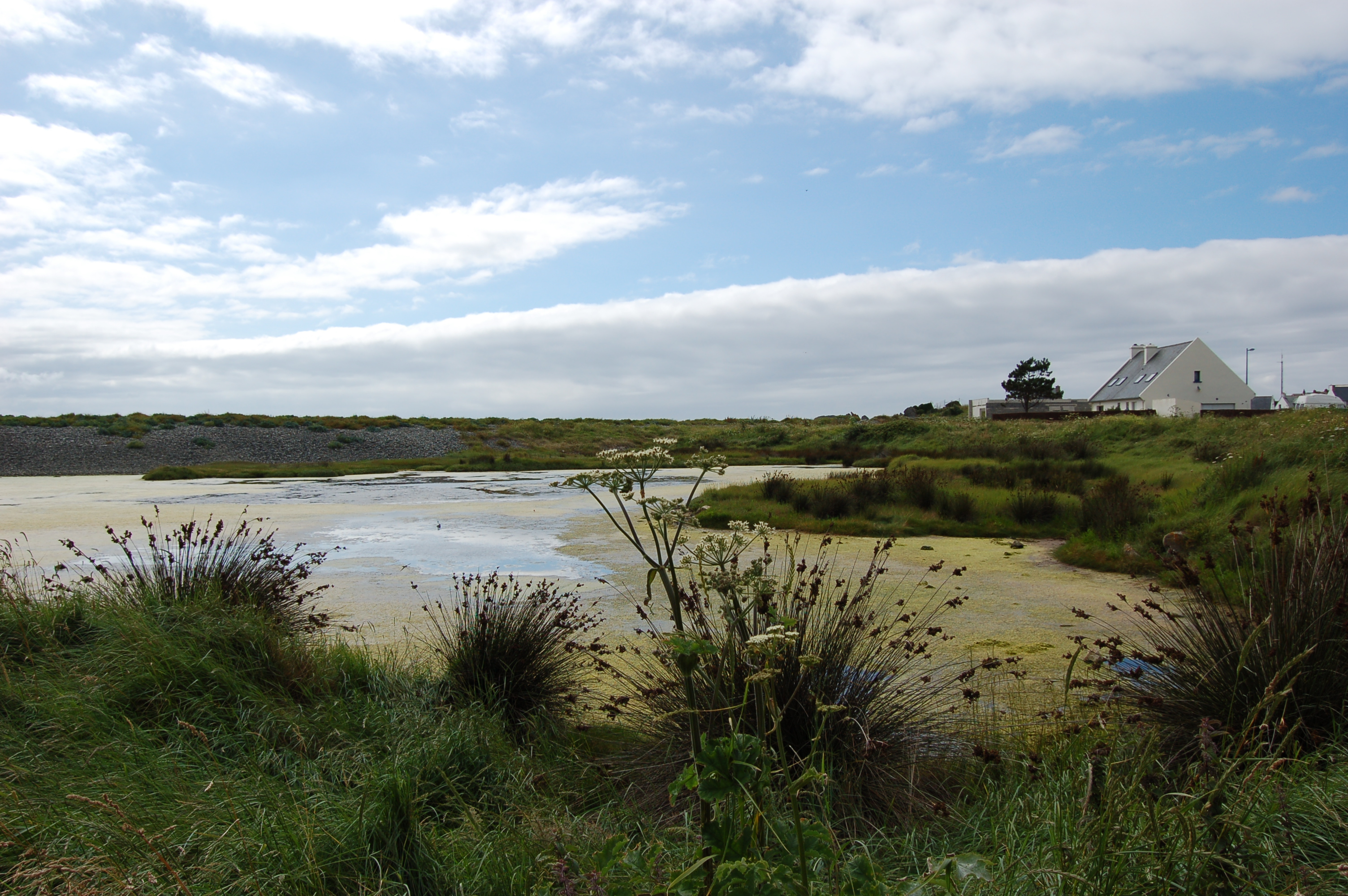
L'étang (lagune) du Vorlen.

### Climat
Pour des articles plus généraux, voir Climat de la Bretagne et Climat des Côtes-d'Armor.
En 2010, le climat de la commune est de type climat océanique franc, selon une étude du CNRS s'appuyant sur une série de données couvrant la période 1971-2000. En 2020, Météo-France publie une typologie des climats de la France métropolitaine dans laquelle la commune est exposée à un climat océanique et est dans la région climatique Finistère nord, caractérisée par une pluviométrie élevée, des températures douces en hiver (6 °C), fraîches en été et des vents forts. Parallèlement l'observatoire de l'environnement en Bretagne publie en 2020 un zonage climatique de la région Bretagne, s'appuyant sur des données de Météo-France de 2009. La commune est, selon ce zonage, dans la zone « Littoral », exposée à un climat venté, avec des étés frais mais doux en hiver et des pluies moyennes.
Pour la période 1971-2000, la température annuelle moyenne est de 11 °C, avec une amplitude thermique annuelle de 10,3 °C. Le cumul annuel moyen de précipitations est de 911 mm, avec 14,8 jours de précipitations en janvier et 7,9 jours en juillet. Pour la période 1991-2020, la température moyenne annuelle observée sur la station météorologique la plus proche, située sur la commune de Lannion à 9 km à vol d'oiseau, est de 11,6 °C et le cumul annuel moyen de précipitations est de 929,5 mm,. Pour l'avenir, les paramètres climatiques de la commune estimés pour 2050 selon différents scénarios d’émission de gaz à effet de serre sont consultables sur un site dédié publié par Météo-France en novembre 2022.

### Le port de Locquémeau
Dans le dernier quart du XIXe siècle le port de Locquémeau était fréquenté surtout pendant l'été par des pêcheurs de sardines de la Baie de Lannion. La première cale est construite en 1872, mais, non reliée à la côte
lors des grandes marées ; une autre cale fut construite quelques années plus tard, mais elle ne fut rendue insubmersible, grâce à un rehaussement, que dans la décennie 1980. Le port de Locquémeau fut port unique de débarquement pour la sardine sur la côte nord de Bretagne dans les premières décennies du XXe siècle et possédait deux usines de transformation du poisson (Collet et Armelin).
L'accès au port de Locquémeau est ainsi décrit en 1924 : « Je ne sais pas si vous connaissez Locquémeau ? C'est un minuscule port de pêche défendu par un millier de roches, sur lesquelles les imprudents se brisent inévitablement quand ils ne connaissent pas la passe. Et ne connaît pas la passe qui veut. Seuls les marins de Locquémeau peuvent s'y aventurer sans danger ».
Longtemps port sardinier, le port de Locquémeau est désormais principalement un port de plaisance.

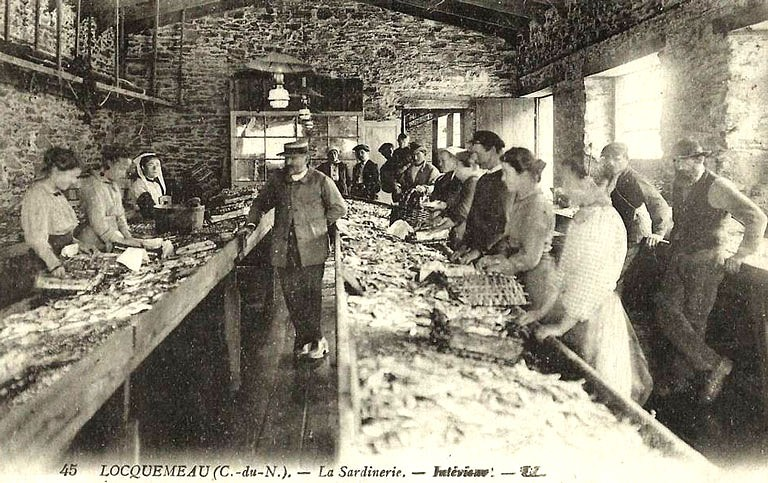
La sardinerie de Locquémeau vers 1910 (carte postale).
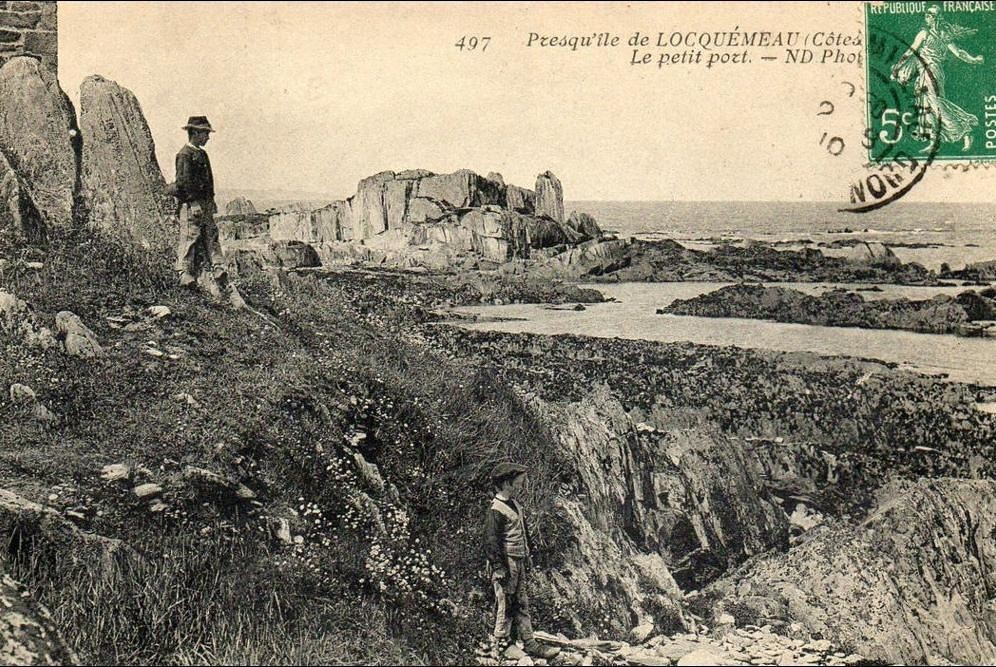
Le port de Locquémeau au milieu des rochers vers 1920 (carte postale).
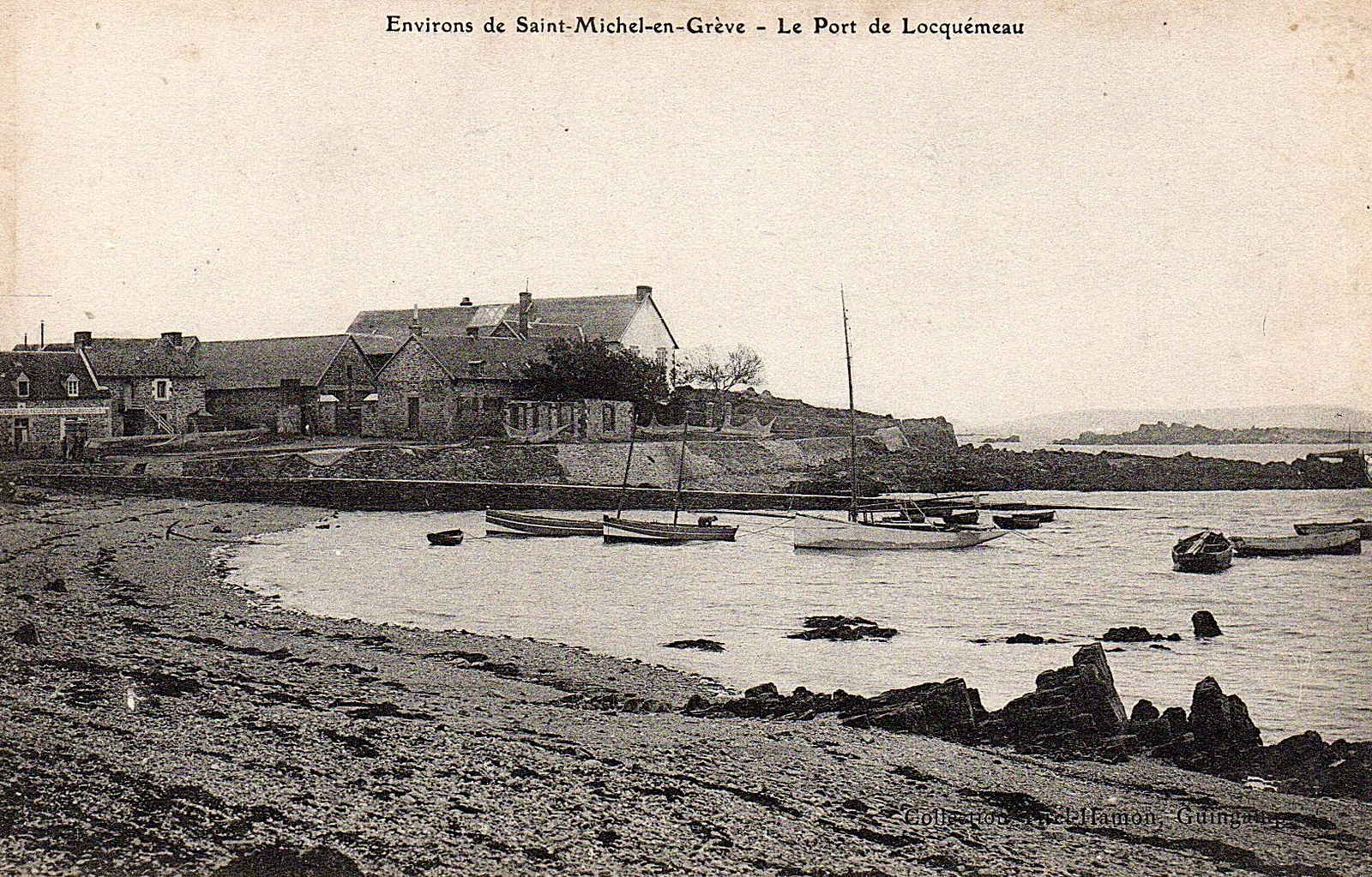
Le port de Locquémeau au début du XXe siècle (carte postale).
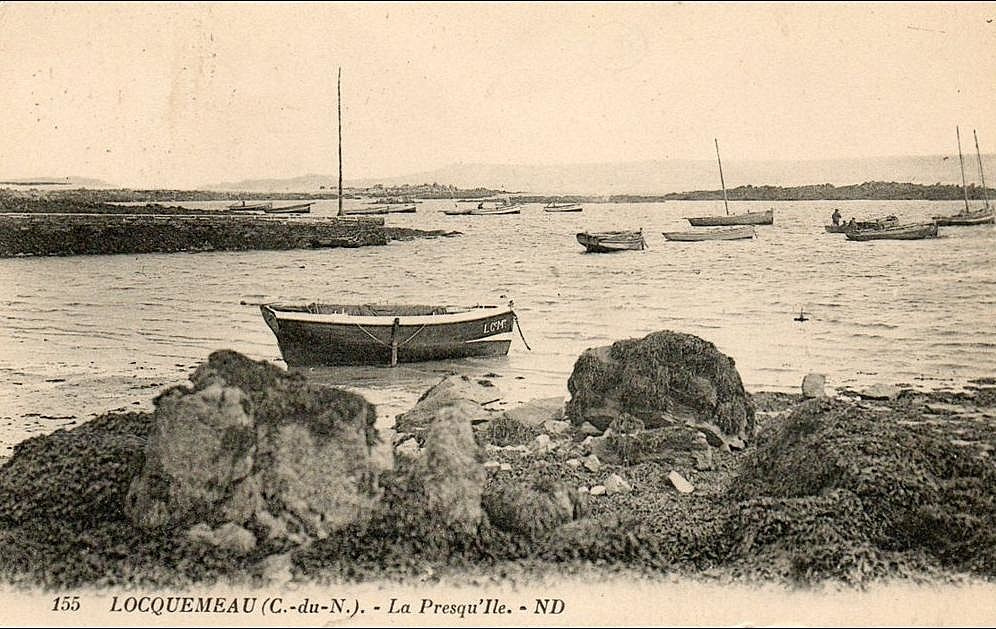
Le port de Locquémeau vers 1920 (carte postale).
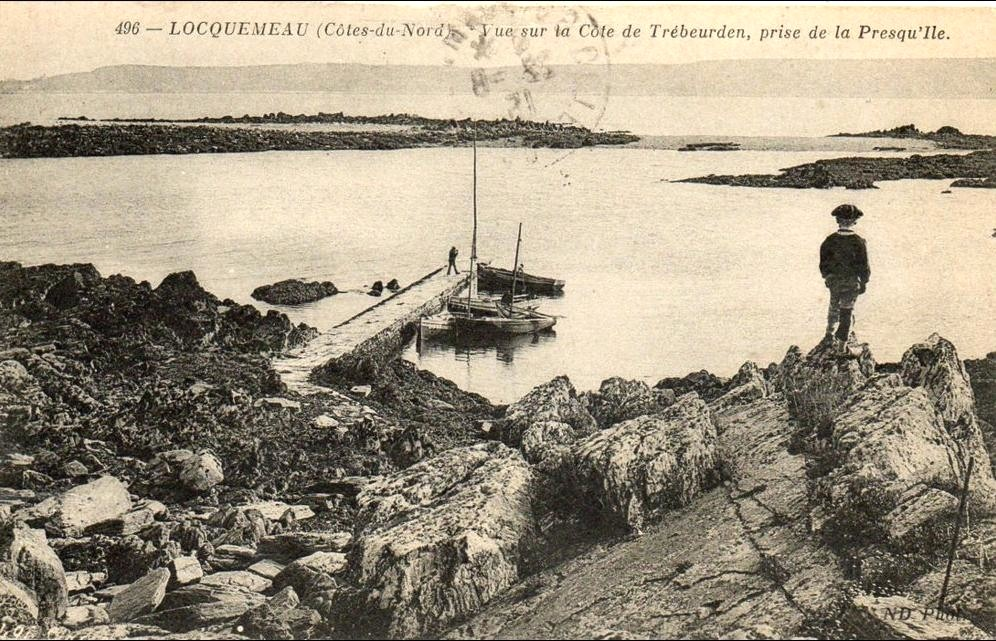
Le port de Locquémeau vers 1920 (carte postale).
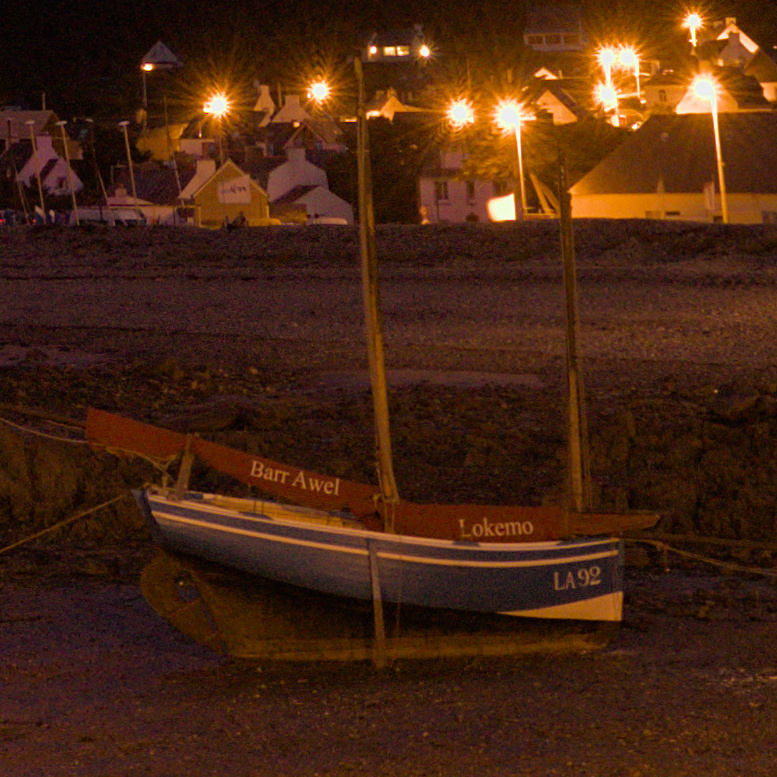
Le Barr Avel lors de la fête de la sardine de 1992 à Locquémeau.

## Urbanisme

### Typologie
Au 1er janvier 2024, Trédrez-Locquémeau est catégorisée commune rurale à habitat dispersé, selon la nouvelle grille communale de densité à 7 niveaux définie par l'Insee en 2022.
Elle est située hors unité urbaine. Par ailleurs la commune fait partie de l'aire d'attraction de Lannion, dont elle est une commune de la couronne,. Cette aire, qui regroupe 40 communes, est catégorisée dans les aires de 50 000 à moins de 200 000 habitants,.
La commune, bordée par la Manche, est également une commune littorale au sens de la loi du 3 janvier 1986, dite loi littoral. Des dispositions spécifiques d’urbanisme s’y appliquent dès lors afin de préserver les espaces naturels, les sites, les paysages et l’équilibre écologique du littoral, tel le principe d'inconstructibilité, en dehors des espaces urbanisés, sur la bande littorale des 100 mètres, ou plus si le plan local d’urbanisme le prévoit.

### Occupation des sols
L'occupation des sols de la commune, telle qu'elle ressort de la base de données européenne d’occupation biophysique des sols Corine Land Cover (CLC), est marquée par l'importance des territoires agricoles (57,9 % en 2018), en diminution par rapport à 1990 (63,4 %). La répartition détaillée en 2018 est la suivante :
zones agricoles hétérogènes (45 %), zones urbanisées (17,3 %), forêts (15,6 %), terres arables (13 %), milieux à végétation arbustive et/ou herbacée (7,7 %), zones humides côtières (1,5 %). L'évolution de l’occupation des sols de la commune et de ses infrastructures peut être observée sur les différentes représentations cartographiques du territoire : la carte de Cassini (XVIIIe siècle), la carte d'état-major (1820-1866) et les cartes ou photos aériennes de l'IGN pour la période actuelle (1950 à aujourd'hui).

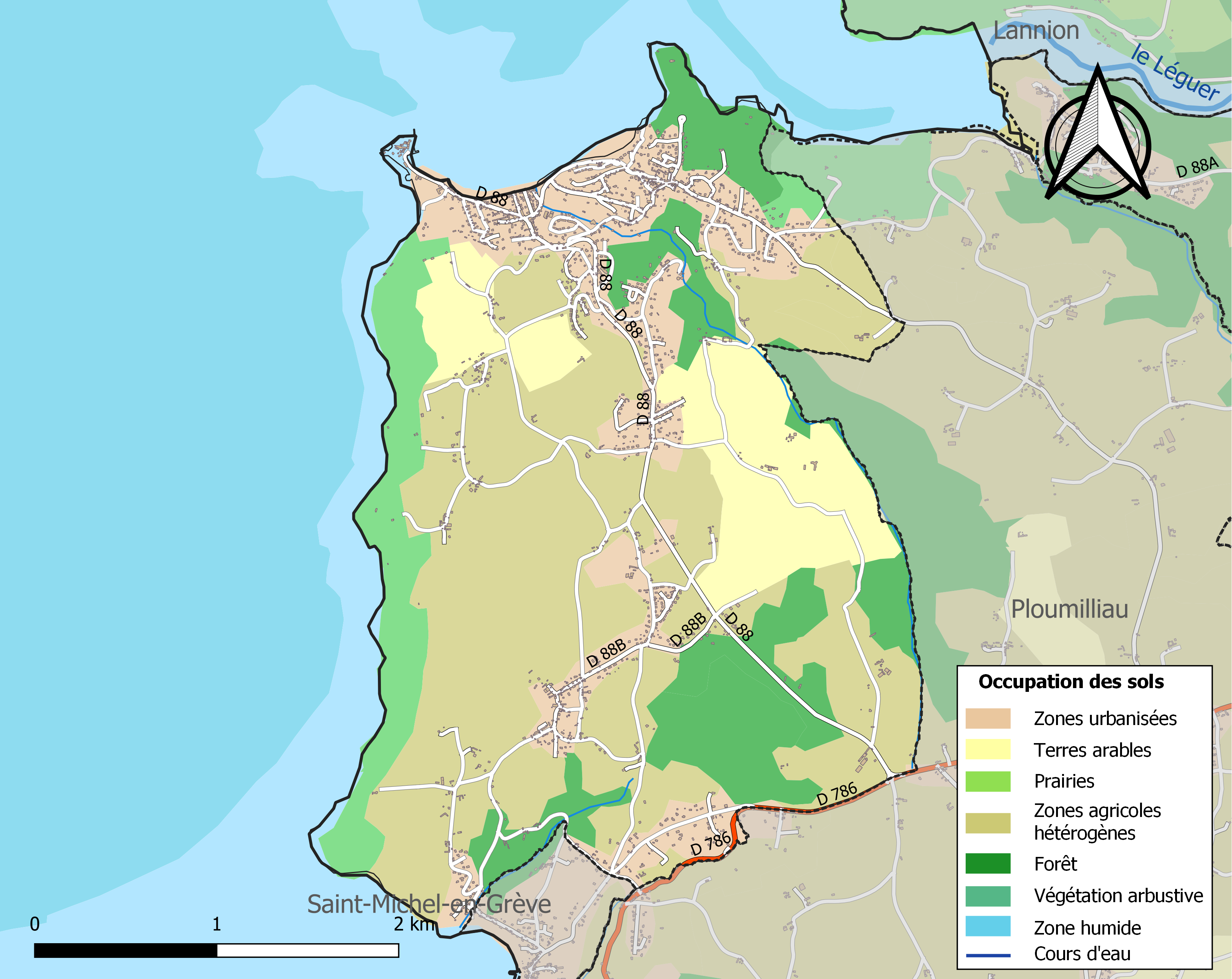
Carte des infrastructures et de l'occupation des sols de la commune en 2018 (CLC).

## Toponymie
Le nom de la localité est attesté sous les formes Tresdretz, Treydretz et Tredrez vers 1330, Tredrez fin du XIVe siècle, Trefdrez et Tredraez en 1426, Tredrez en 1444 et en 1461.
Tredraezh en breton.
Trédrez vient de l'ancien breton treb (« village ») et traezh (« grève »), signifie le « village de la grève ».
C'est par un décret du 22 décembre 1997 que le nom de Locquémeau (ancienne trève de Trédrez) a été adjoint à celui de Trédrez.
Locquémeau vient du breton lok (« lieu consacré ») et de saint Kémo ou Quémeau ; ce saint est inconnu ailleurs qu'à Locquémeau. Selon Jean Merrien, ce pourrait être saint Koéman, frère de sainte Ninnoc.

## Histoire

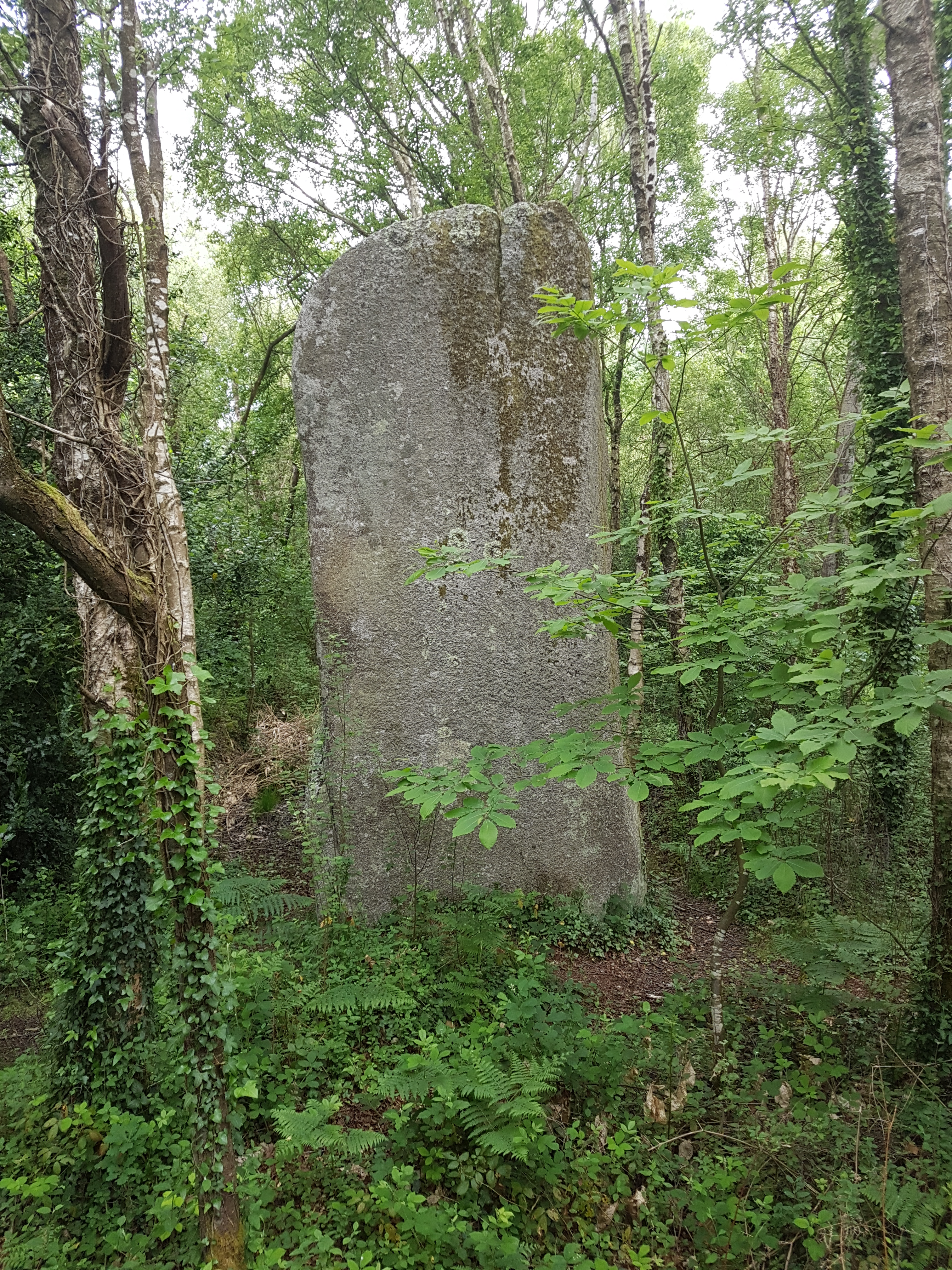
Le menhir de Lann-ar-Peulven.

### Le Néolithique
Plusieurs monuments mégalithiques se trouvent dans la commune.

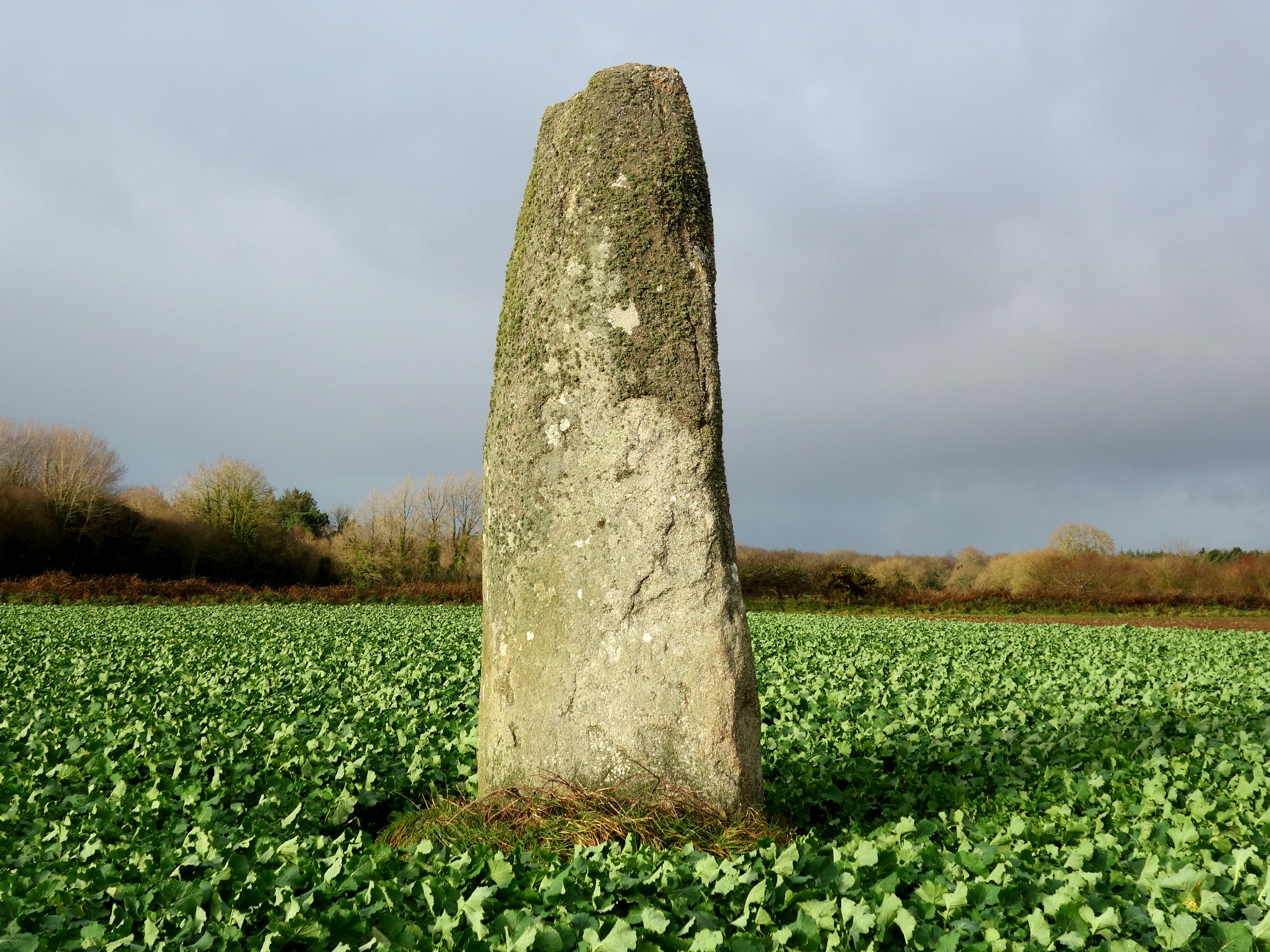
Le menhir de Toul-an-Lann.
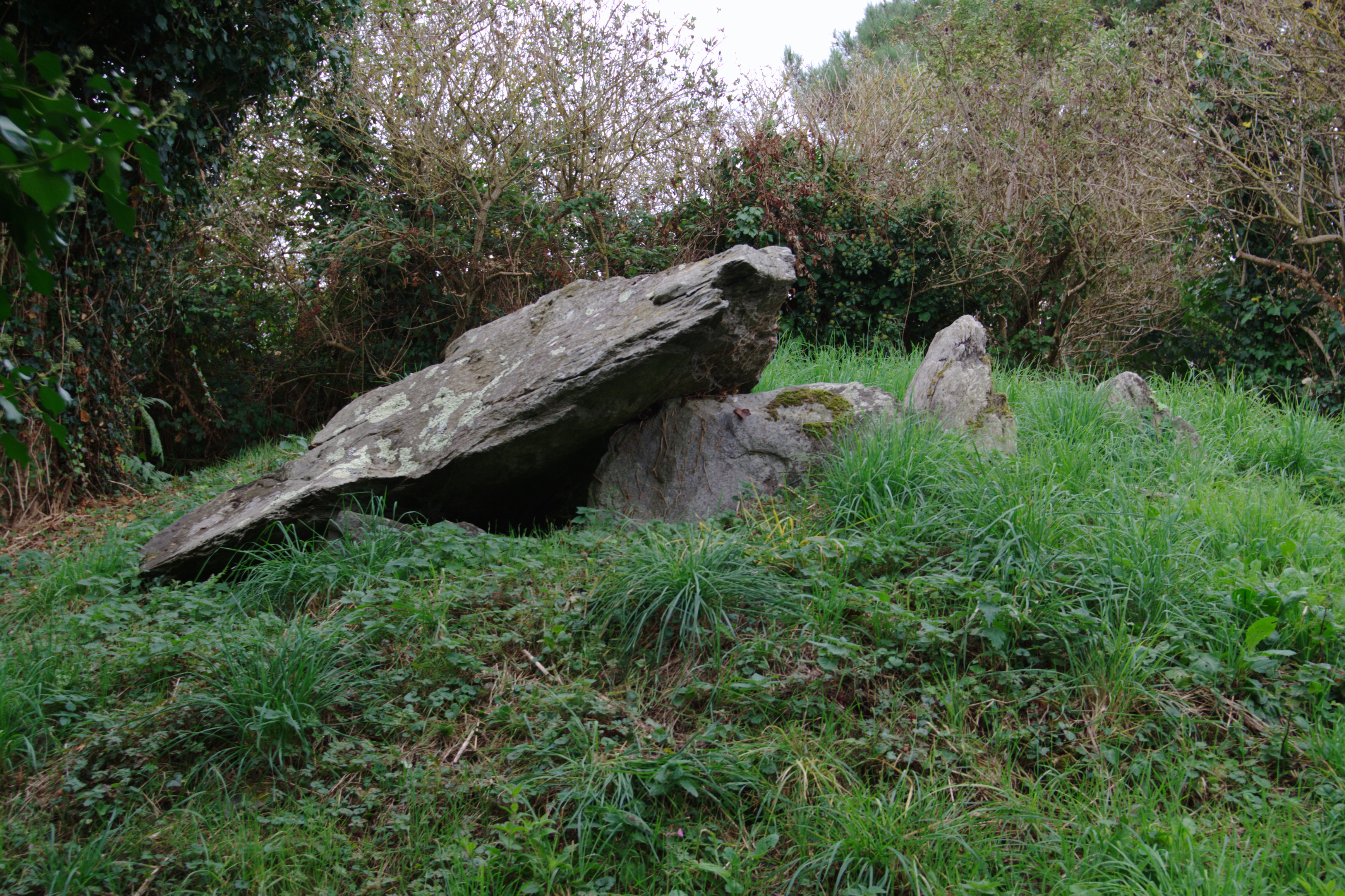
Le cairn de Roscoualc'h.
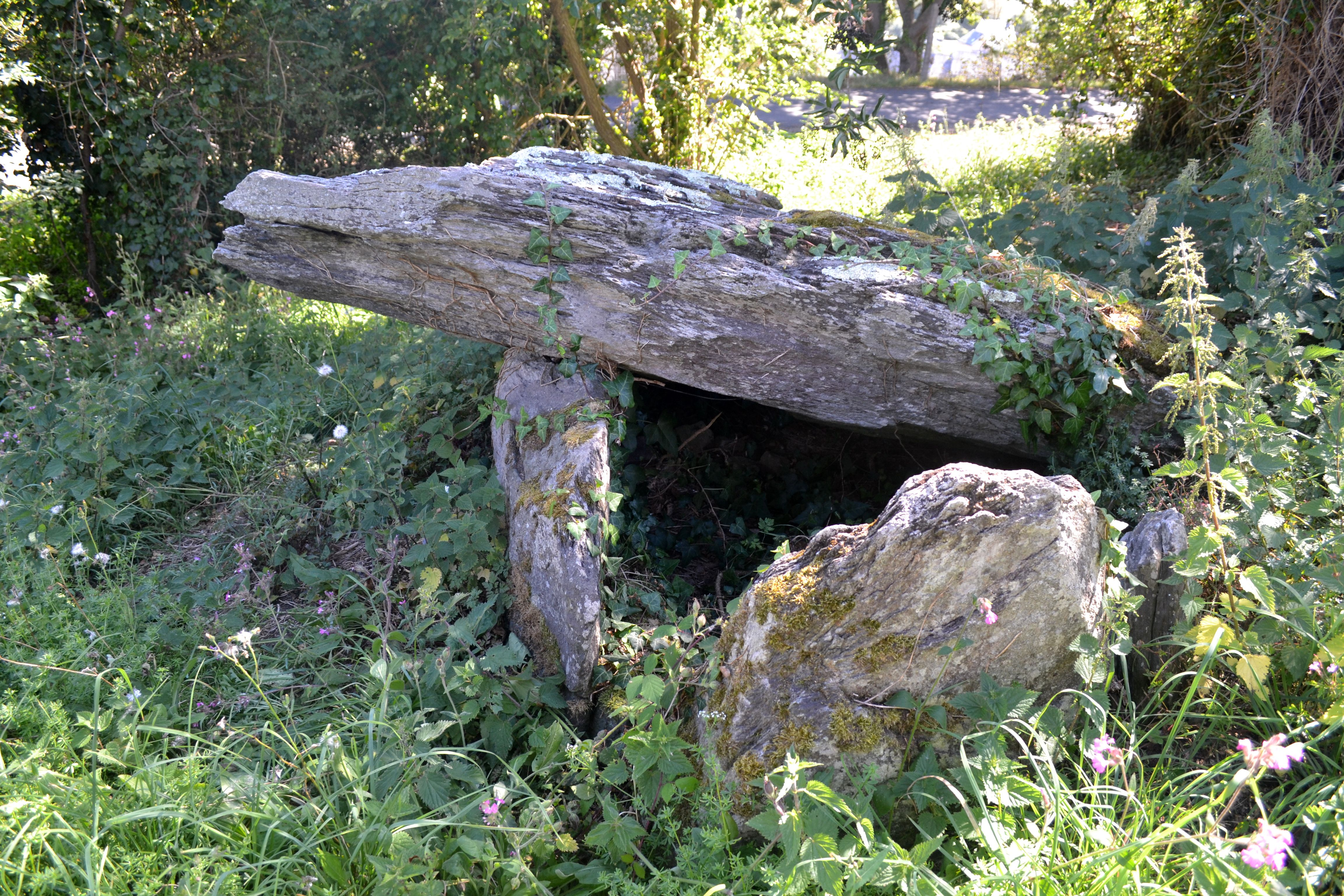
Le dolmen de Roscoualc'h.

L'existence de populations dans la région est attestée dès le Néolithique et l'âge du fer, comme le suggèrent les vestiges de structures funéraires sur l'estran et une campagne de fouilles à la pointe de Séhar menée à la suite des violentes tempêtes des 9 et 10 mars 2008, au niveau du site de Dossen Rouz (« butte rouge » en breton, en référence aux vestiges d'argile cuite) en avant de l'étang de Vorlenn.
Des fouilles archéologiques ont permis de mettre en évidence le passé gaulois du site de Dossen Rouz, sur le port de Locquémeau : aux IIe siècle et Ier siècle avant J.-C. on y produisait du sel.
Le côté est du tombolo a été attaqué par de fortes vagues, qui ont mis à nu le niveau de sol de l'âge du fer, ce qui a révélé l'existence de cinq structures de fosses ou cuves de stockage délimitées par un cairn d'argile, provenant d'un atelier de bouilleur de sel de l'âge du fer. Mais le site est très menacé par l'érosion marine.

### Antiquité
Des traces d'une voie romaine existent à Toul-an-Wennic. Des vestiges de fortifications gallo-romaines ont été découverts à la Pointe de Dourven.

### Le Moyen Âge
Trédrez-Locquémeau (Trédrez et son ancienne trève de Locquémeau) est un démembrement de l'ancienne paroisse primitive de Ploumilliau.
Locquémeau fut fondée vers le VIe siècle par Kemo, venu de l'île de Bretagne avec d'autres religieux et des chefs de clans qui peuplèrent et organisèrent l'Armorique. Le nom lui-même de Locquémeau remonte environ au XIe siècle : il signifie monastère de Quémeau. À proximité de l'église de Locquémeau se trouve le lieu-dit de Manac'hti (monastère). Locquémeau relevait jadis de l'abbaye cistercienne du Relecq en Plounéour-Ménez.
Les seigneurs supérieurs de l'église de Locquémeau étaient ceux de Runfao avec droit de  haute justice. Les seigneurs de Coatredrez (sous Runfao) en étaient aussi patrons et fondateurs. Les seigneurs de Kerbuzic avaient seulement mouvance sur divers convenants.
Les seigneurs de Coatredrez étaient patrons et fondateurs de l'église de Trédrez et y possédaient toutes les prééminences.
La paroisse de Trédrez existait dès 1284, date à laquelle saint Yves en fut nommé recteur (de 1284 à 1292).
« Il est étonnant de constater qu'aujourd'hui encore les habitants de [Trédrez], quelque sept siècles après la mort du saint, racontent encore de nombreuses légendes sur les  plueg, gwele, pave', feunteun Sant Erwan ("oreiller, lit, chemin, fontaine de saint Yves")».
La famille de Kerbuzic était seigneur du dit-lieu, paroisse de Locquémeau ; elle fut représentée aux réformations et montres de l'évêché de Tréguier entre 1453 et 1563.

### Temps modernes

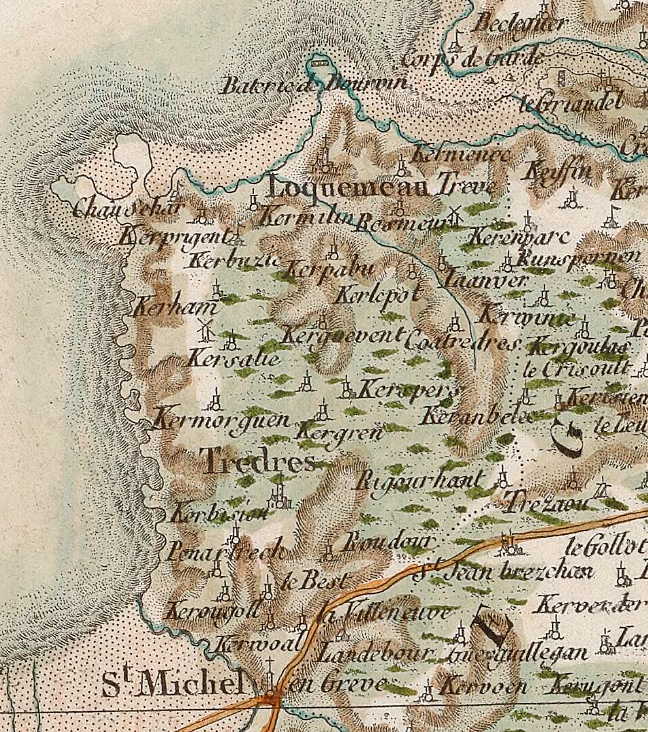
Carte de Cassini de la paroisse de Trédrez (1783).

Jean-Baptiste Ogée décrit ainsi Trédrez-Locquémeau en 1778 :

« Tredrès : à 5 lieues à l'Ouest-Sud-Ouest de Tréguier, son évêché ; à 34 lieues de Rennes ; et à 2 lieues de Lannion, sa subdélégation et son ressort. Cette paroisse compte 1 000 communiants, y compris ceux de Loquemeau, sa trève : la cure est à l'alternative. Le territoire, borné par la mer, produit des grains de toutes espèces. La maison de Kerbuzic est dans Loquemeau. »

Avant la Révolution française la chapelle de Locquémeau relevait de l'abbaye du Relec.

### Révolution française
Le général de Trédrez et Locquémeau se réunit le 8 avril 1789 en vue de la préparation des États généraux de 1789 ; un cahier de doléances fut rédigé, signé par les 15 paroissiens présents sachant signer, demandant notamment l'égalité de tous devant l'impôt, la suppression de la corvée des grands chemins, l'abolition du tirage au sort pour la milice de mer et de terre et les gardes-côtes, etc...
Charles Roverc'h, recteur de Trédrez, fut le premier maire de la commune en 1790, mais devenu prêtre réfractaire, il se serait selon la tradition, caché au manoir de Coatrédrez pendant le reste de la Révolution. M. Callégan, curé constitutionnel, fut maire de Trédrez en 1792 ; il fut en 1808 vicaire de Trémel. On ignore ce que devint Le Lannou, qui était curé de Locquémeau en 1789.

### LeXIXesiècle
L'église de Trédrez fut fermée pendant la Révolution française et le resta jusqu'en 1806, date à laquelle elle rouvrit comme succursale de celle de Saint-Michel-en-Grève ; elle ne redevint église paroissiale de plein exercice qu'en 1826.

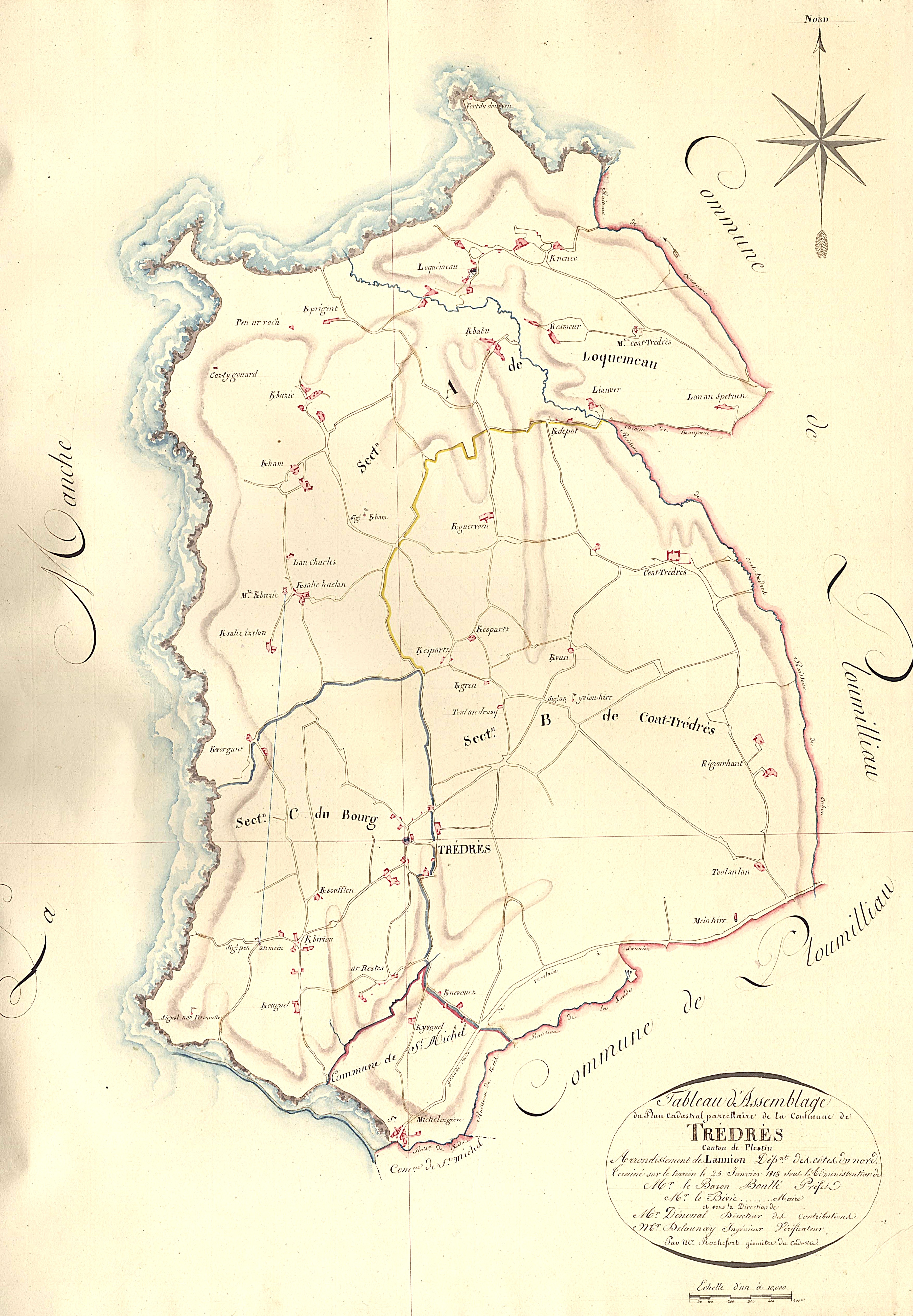
Trédrez ː plan cadastral datant de 1813 (tableau d'assemblage).

En 1828 Trédrez cède à Saint-Michel-en-Grève une partie du bourg de cette dernière commune et les villages de Kernevez, Toul-ar-Voinic, Bec-ar-Chra et Tachen-Besquello.
Vers 1840 le village de Locquémeau comptait environ 300 habitants, la commune de Trédrez toute entière en comptant environ 1 000.
Le 22 janvier 1852 une charette dans laquelle 13 personnes montées dans une charrette et pressées d'arriver les premières sur un lieu de coupe du goémon firent, parvenues à mi-chemin, nager leurs chevaux, mais la charette fut renversée par une lame ; sept personnes furent difficilement sauvées par divers sauveteurs, lais six périrent (deux jeunes filles, deux femmes mariées et deux pères de famille, le drame faisant en tout neuf orphelins.
A. Marteville et P. Varin, continuateurs d'Ogée, décrivent ainsi Trédrez-Locquémeau en 1853 :

« Trédrez : commune formée de l'ancienne paroisse de ce nom, y compris sa trève Loquemeau, mais moins une section qui, en 1828, a été ajoutée à Saint-Michel-en-Grève ; aujourd'hui succursale. (..) Principaux villages : Lan-an-Spernen, Lyanver, Rozmeur, Kermenec, Kerbabu, Kerprigent, Kerbuzic, Kerham, Kersalic Huellan, Kervorgant, Kerbiriou, Kerouguel, Les Restes, Kerautret, Kerespartz, Kerguervouen, Coat-Trédrès, Rigourhaut, Toul-an-Lan, chapelle de Loquemeau. Superficie totale 1 001 hectares, dont (..) terres labourables 655 ha, prés et pâturages 53 ha, bois 14 ha, vergers 3 ha, landes et incultes 332 ha (..). Moulins : 2 (à eau, de Kerbuzic, Coat-Trédrès). Géologie : granite. On parle le breton. »

Joachim Gaultier du Mottay écrit en 1862 que Trédrez présente « un territoire assez uni, si ce n'est au nord-ouest, sur les bords de la mer, où il est accidenté et présente des pentes rapides. Il est très peu boisé. Les terres sont bonnes, cultivées et productives ; les prairies traitées avec soin ; mais les landes, qui composent à peu près le cinquième de la superficie de la commune, ne sont guère susceptibles d'être mises en culture » ; il précise par ailleurs que Trédrez possède alors une école de garçons ayant 40 élèves.
En 1878 deux jeunes goémoniers de Locquémeau, âgés de 15 et 17 ans partis avec leur père cueillir du goémon aux alentours d'un rocher nommé Goas Ribot se noyèrent après sur leur plate, sur laquelle ils regagnaient leur bateau, ait été renversée par une lame.
La flèche et une partie de la toiture de l'église de Trédrez fut détruite par un ouragan dans la nuit du 10 au 11 février 1881 ; deux cloches furent brisées.

### LeXXesiècle

#### La Belle Époque
Le manoir de Keruic [Kerhuic, anciennement Kerbuzic], alors propriété  de Jean Ajalbert, fut un rendez-vous d'intellectuels et de personnalités dans les dernières  années du XIXe siècle et les premières années du XXe siècle : Willy et son épouse Colette, Aristide Briand, Hermann-Paul, Antoine, Thérèse Clémenceau, Romain Coolus, Jean Psichari, Charles Le Goffic, Armand Dayot, etc...
Au début du XXe siècle, Locquémeau était le premier port sardinier de la Bretagne Nord.(d'où la forte densité de son bâti), et comptait alors une cinquantaine de bateaux.
Une école des garçons est construite à Trédrez en 1905.
L'inventaire des biens d'église fut effectué à Trédrez le 11 mars 1906 sans incident notable.

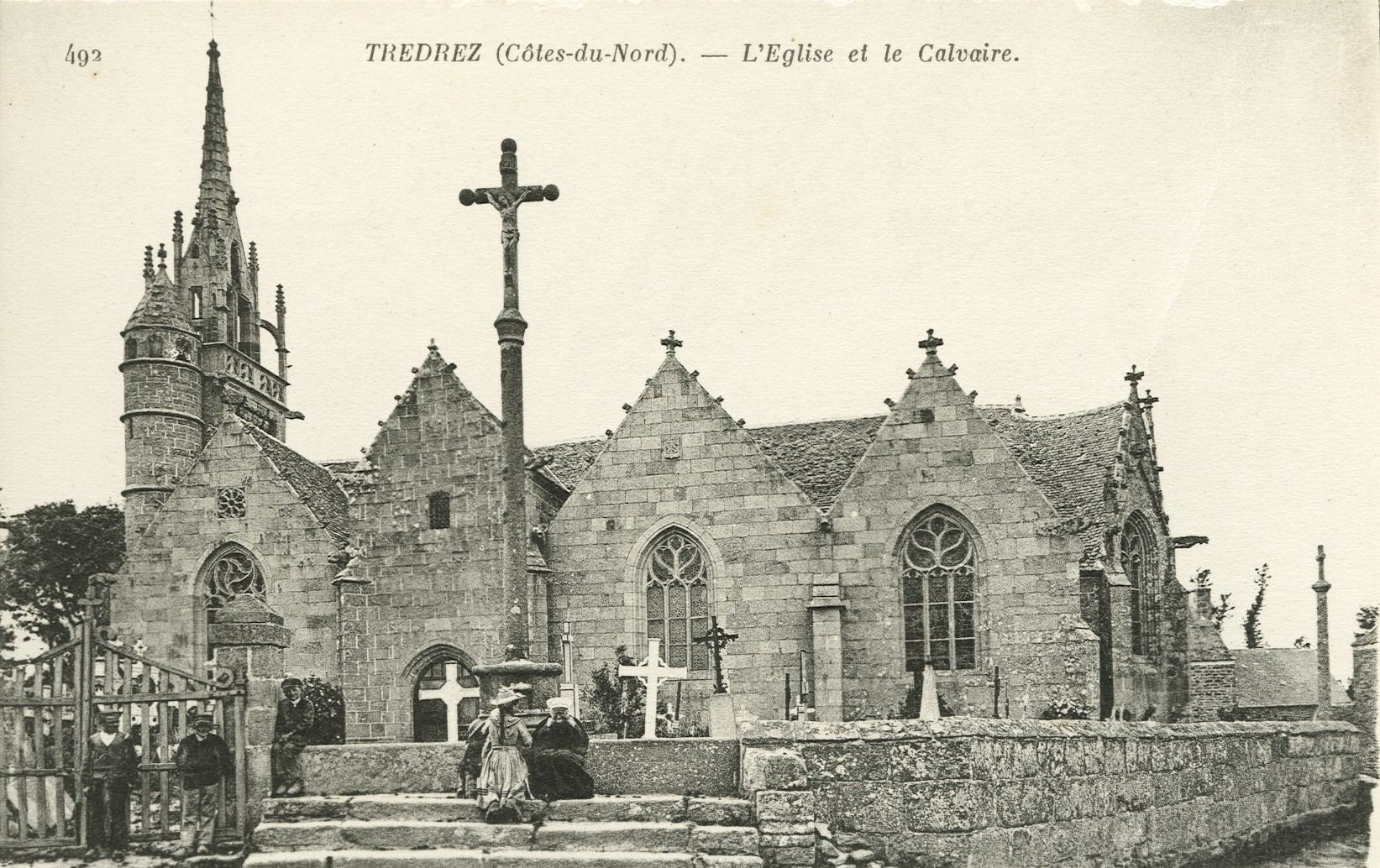
L'église paroissiale de Trédrez et son calvaire du début du XXe siècle (carte postale).
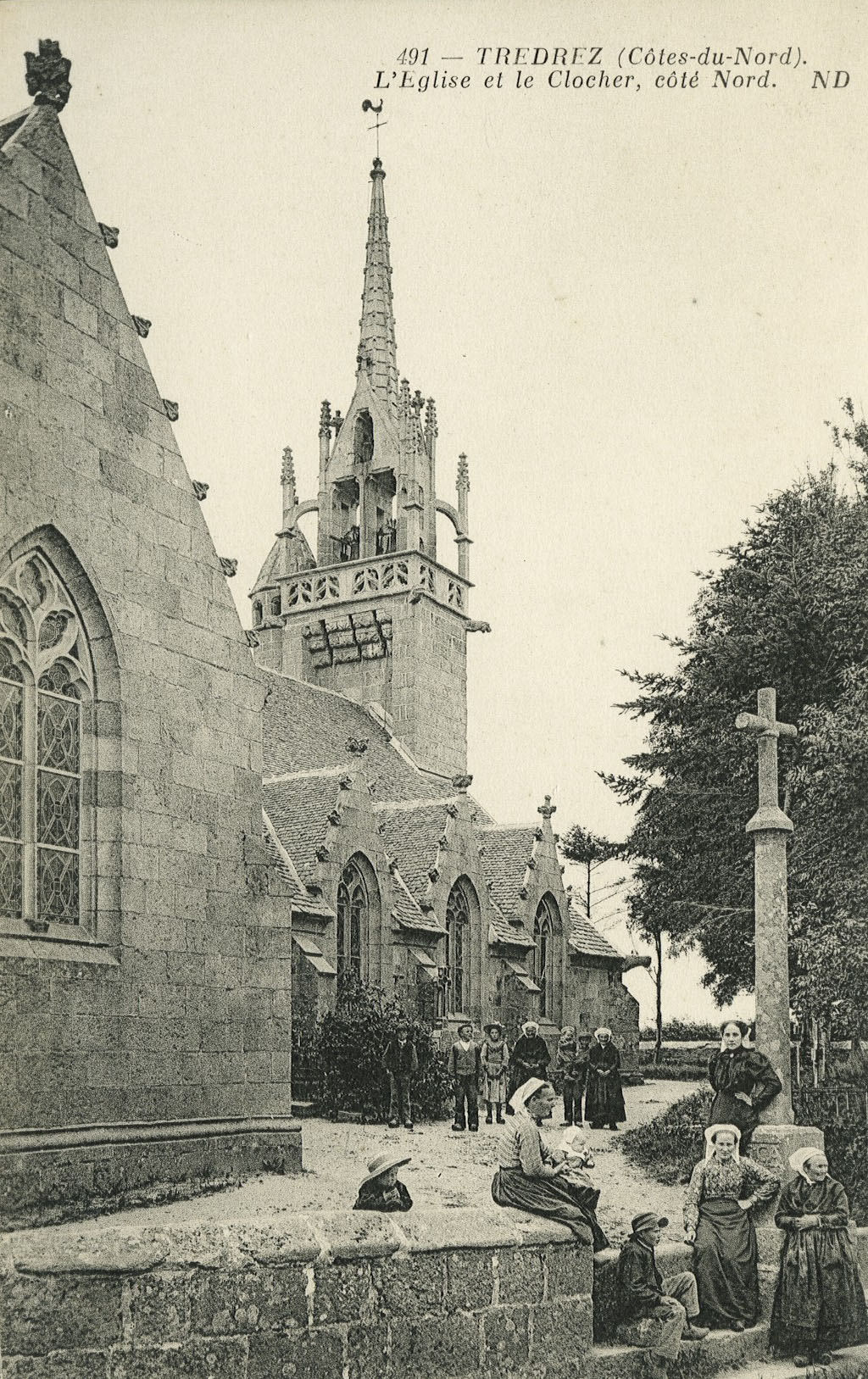
L'église paroissiale de Trédrez et son clocher du début du XXe siècle (carte postale).
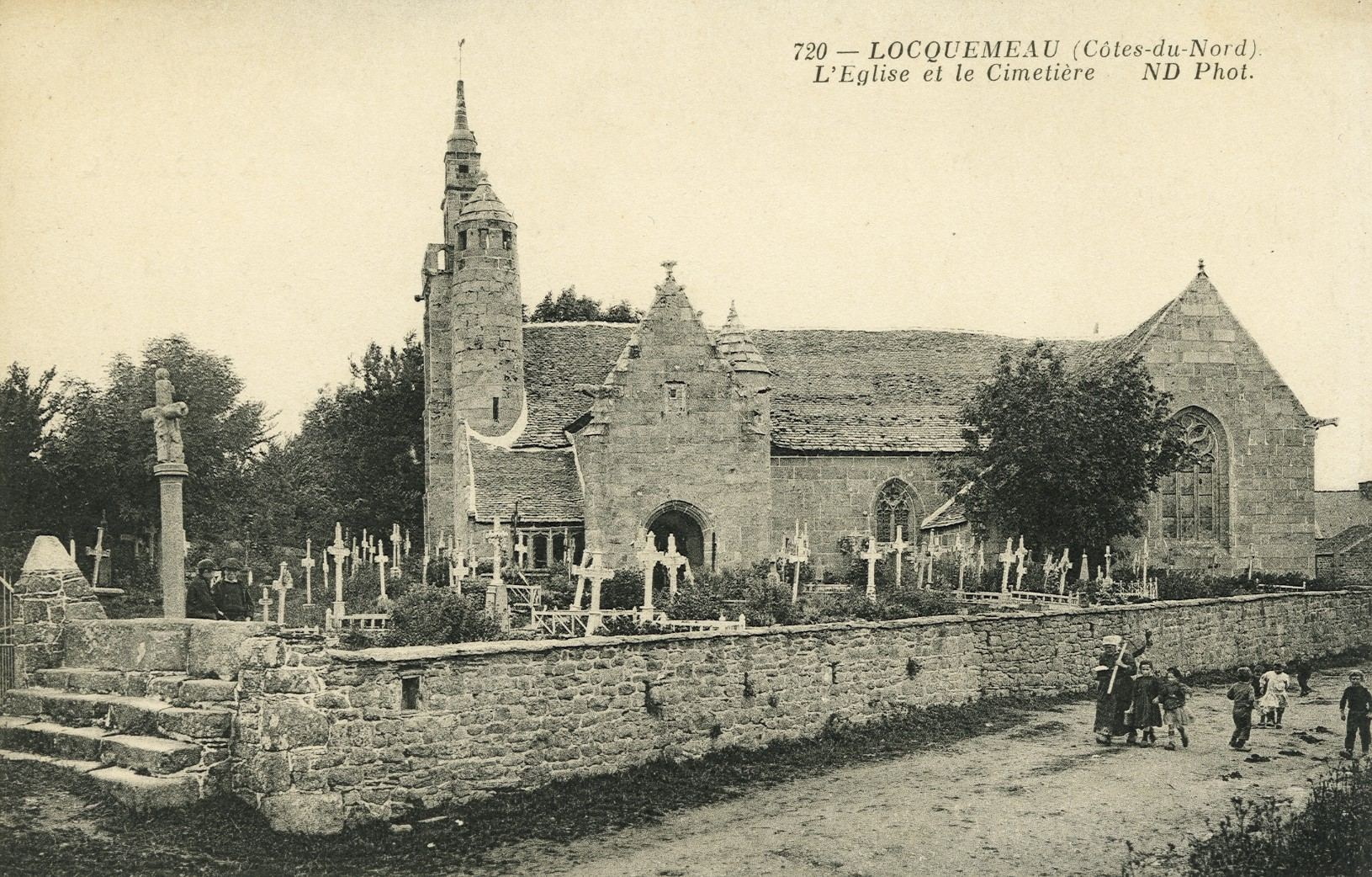
L'église de Locquémeau et son cimetière au début du XXe siècle (carte postale).
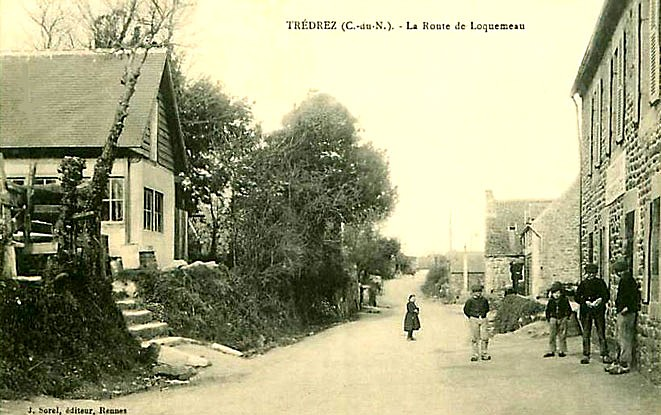
Trédrez ː la route de Locquémeau au début du XXe siècle (carte postale).
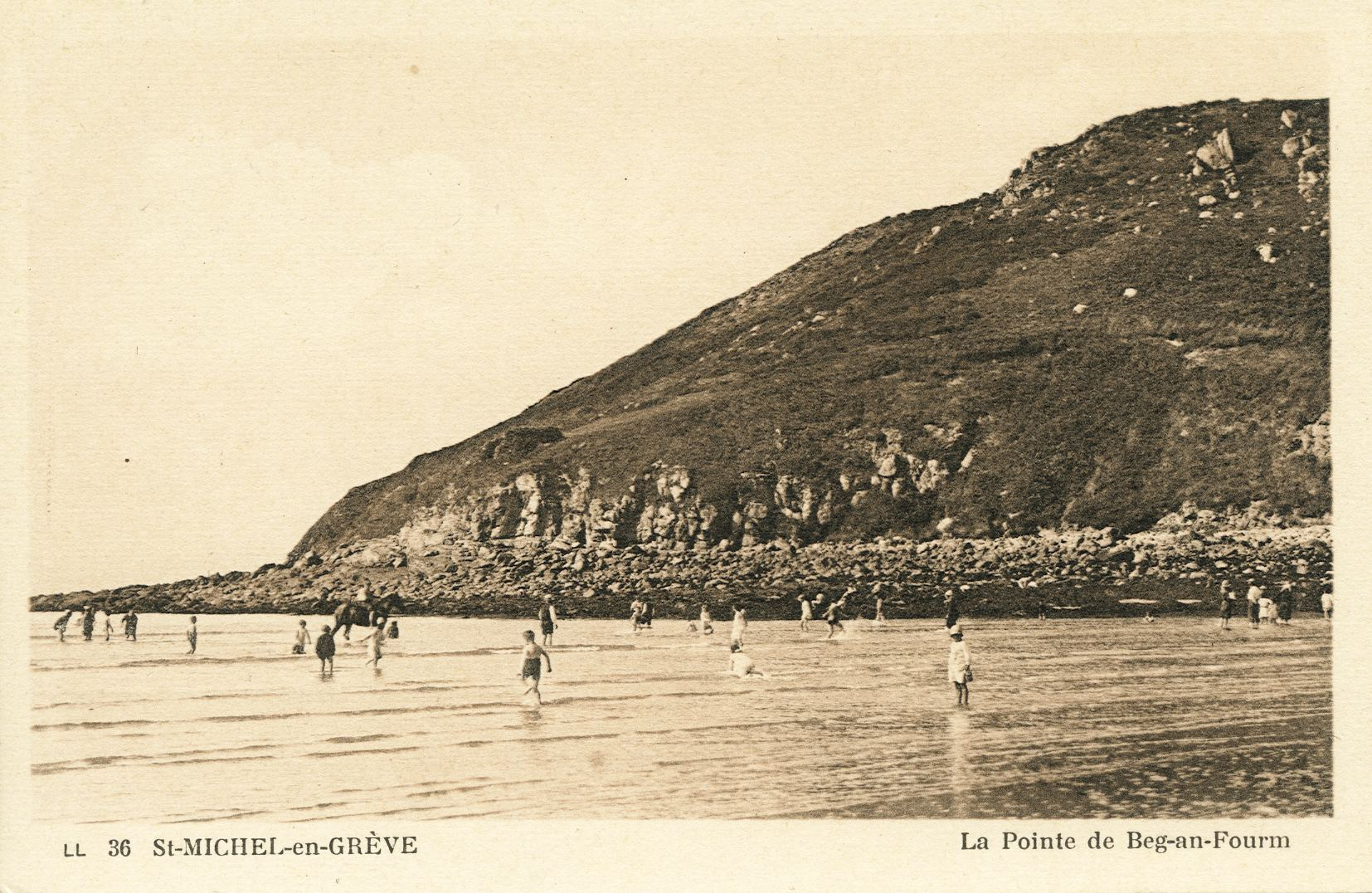
La Pointe de Beg-an-Forn au début du XXe siècle (carte postale).
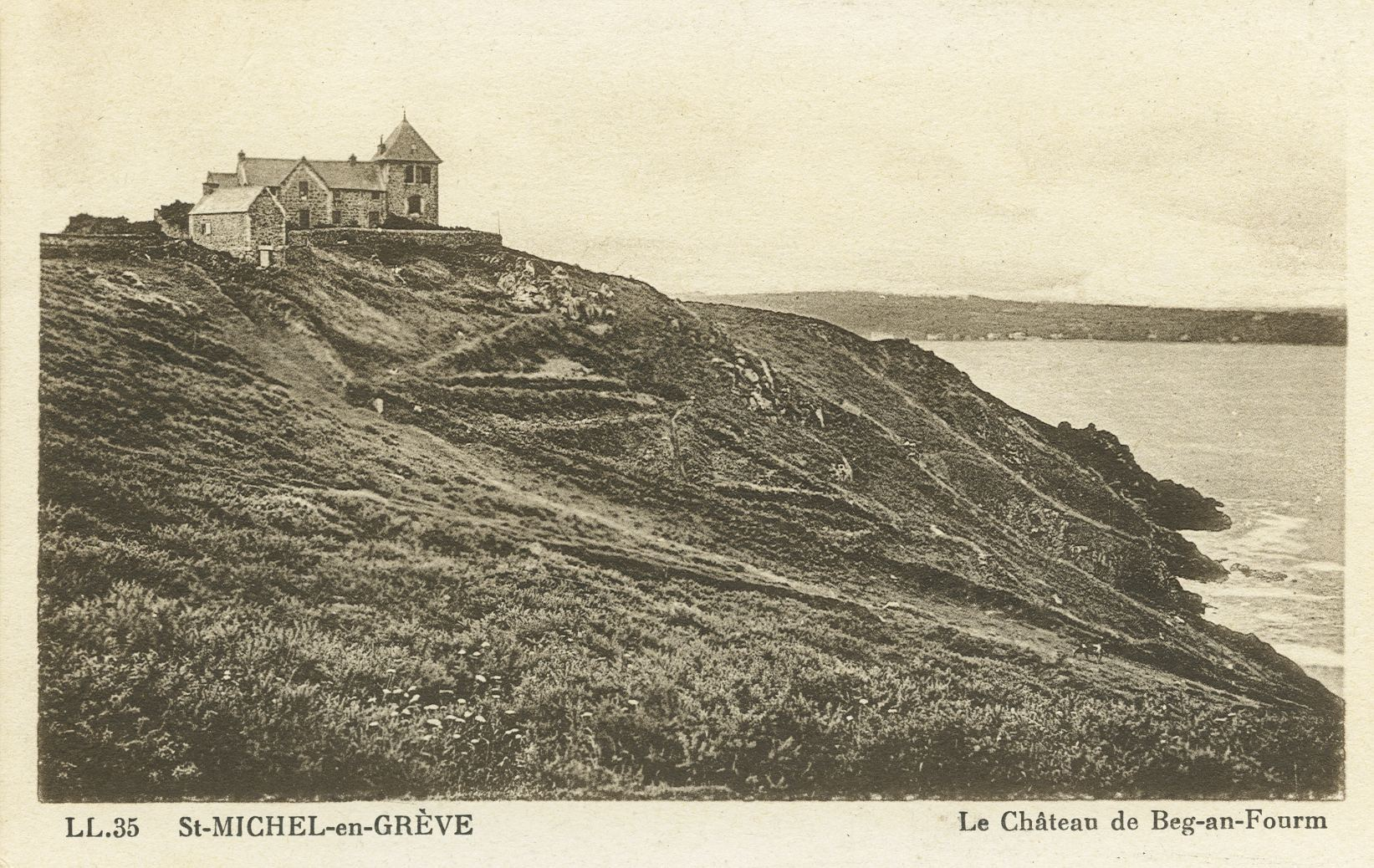
Le château de Beg-an-Forn et les falaises l'avoisinant au début du XXe siècle (carte postale).
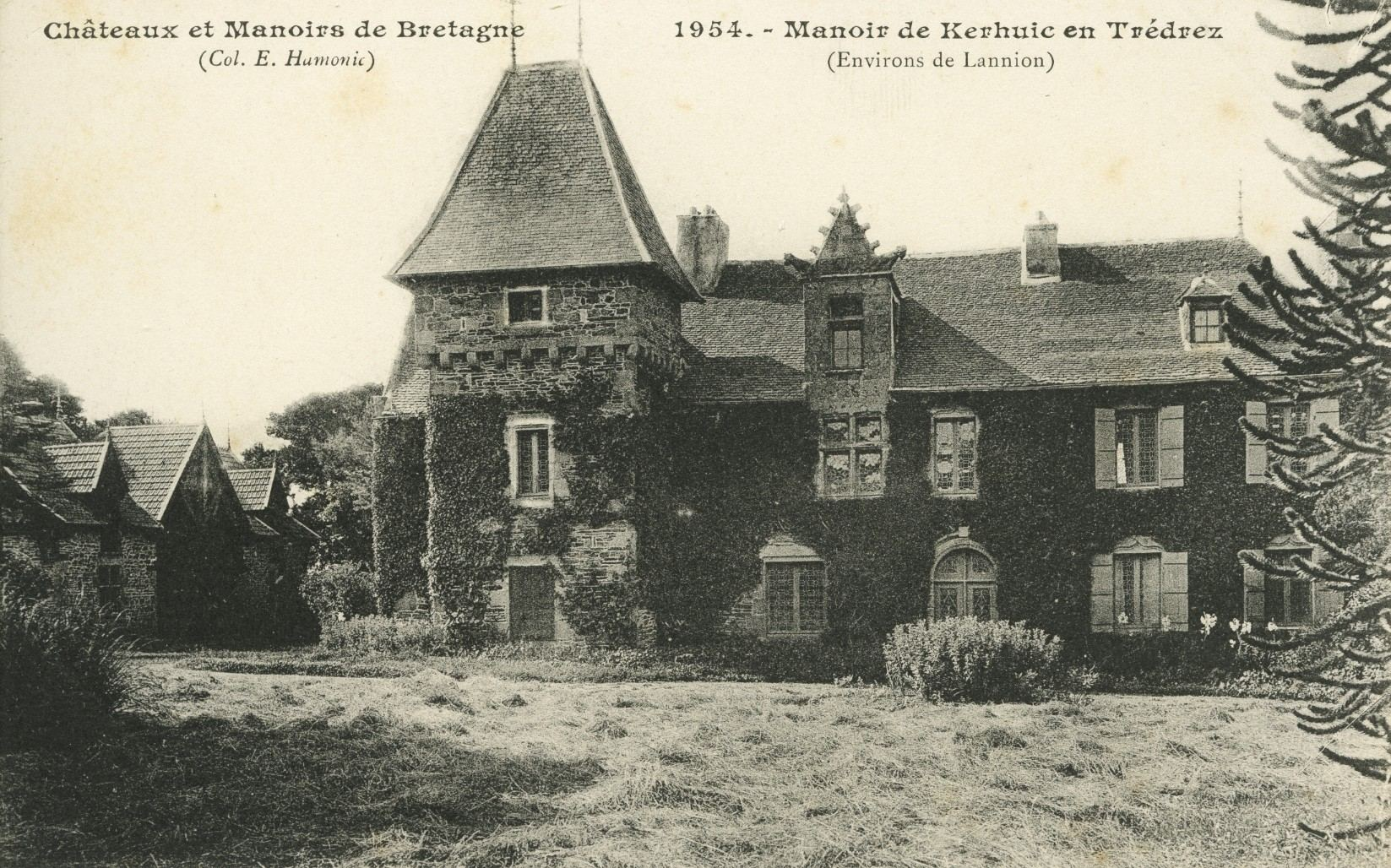
Le manoir de Kerhuic au début du XXe siècle (carte postale).
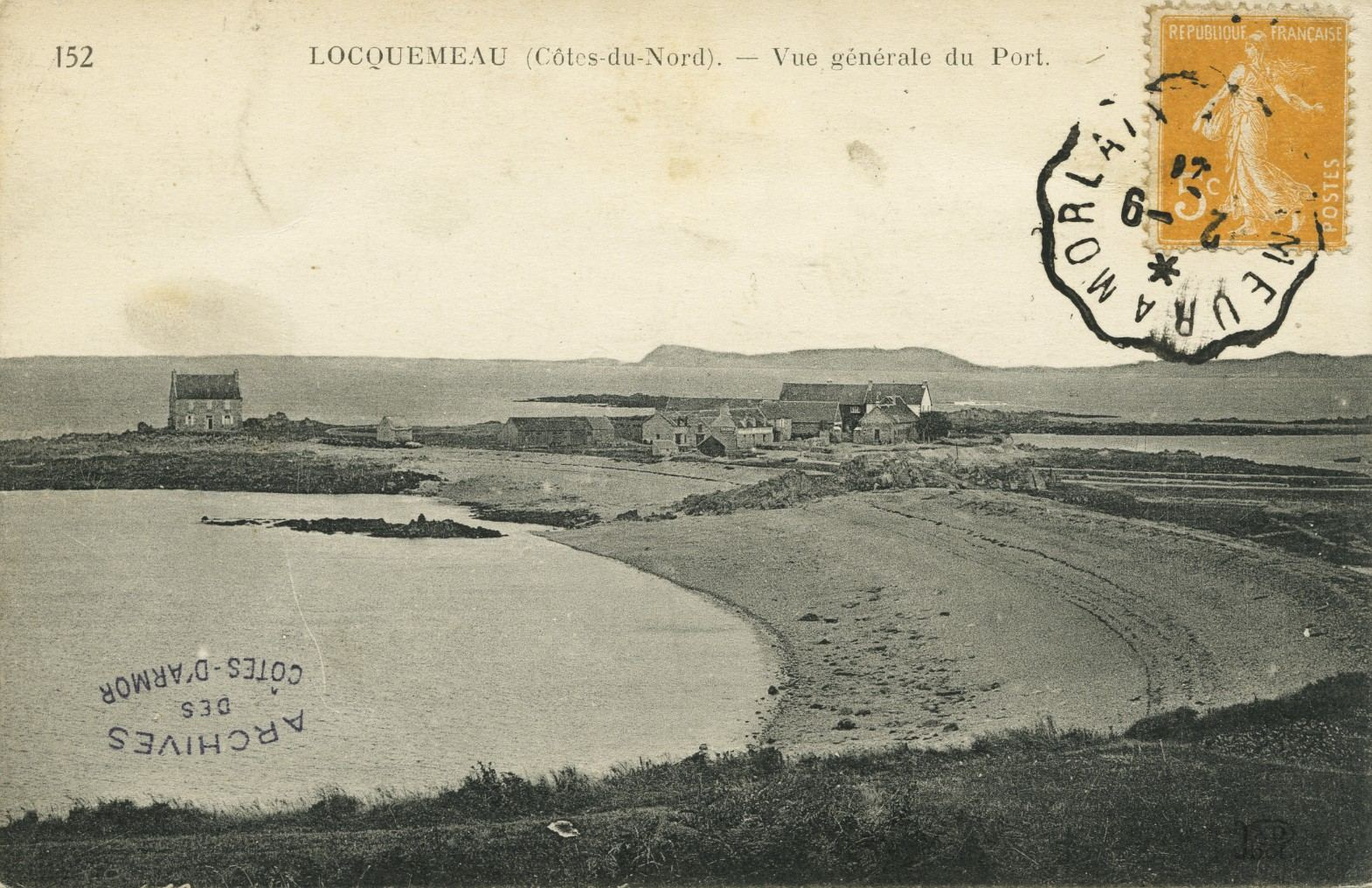
Le port de Locquémeau au début du XXe siècle (carte postale).
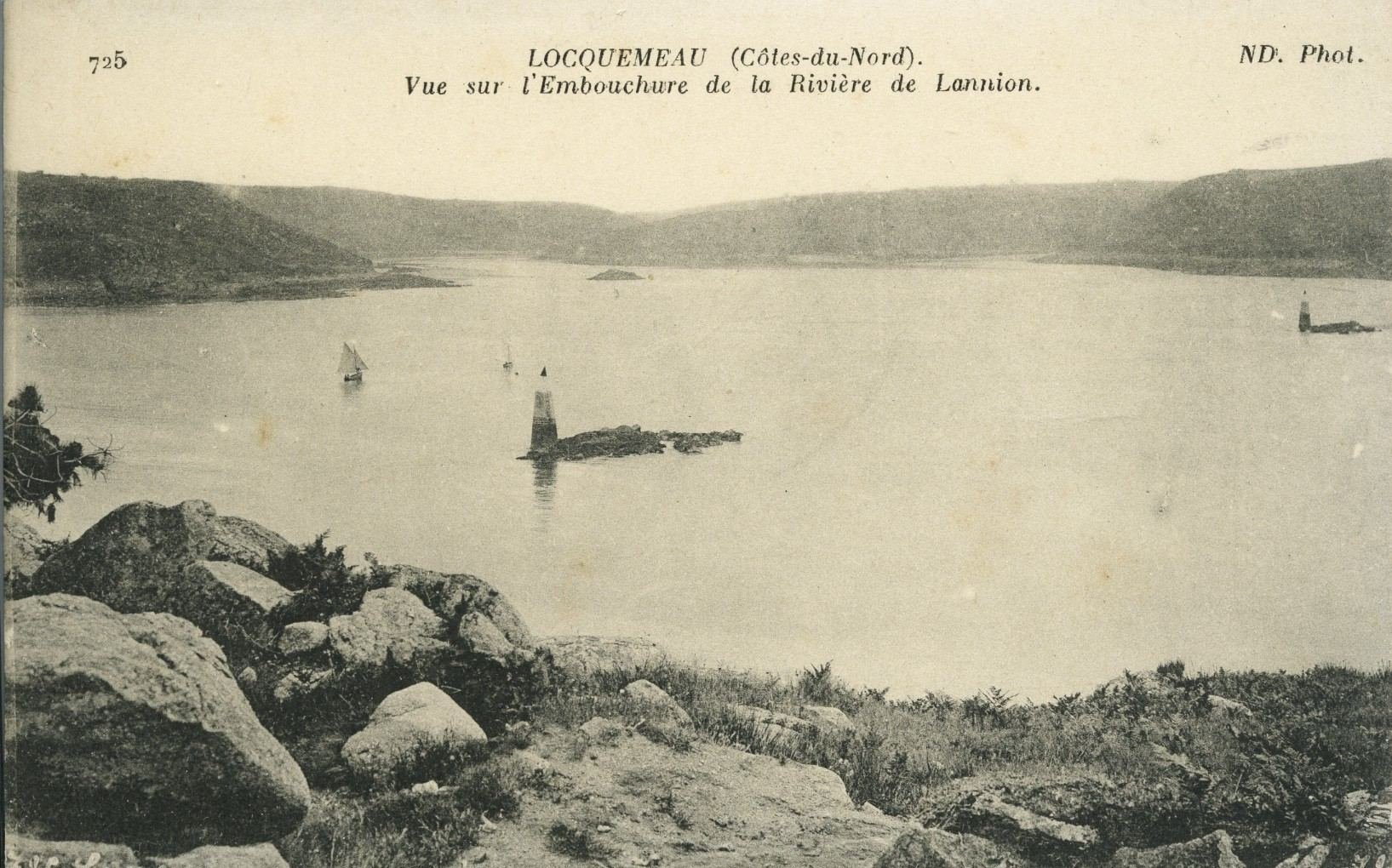
L'embouchure de la Rivière de Lannion vue depuis le Dourven au début du XXe siècle (carte postale).
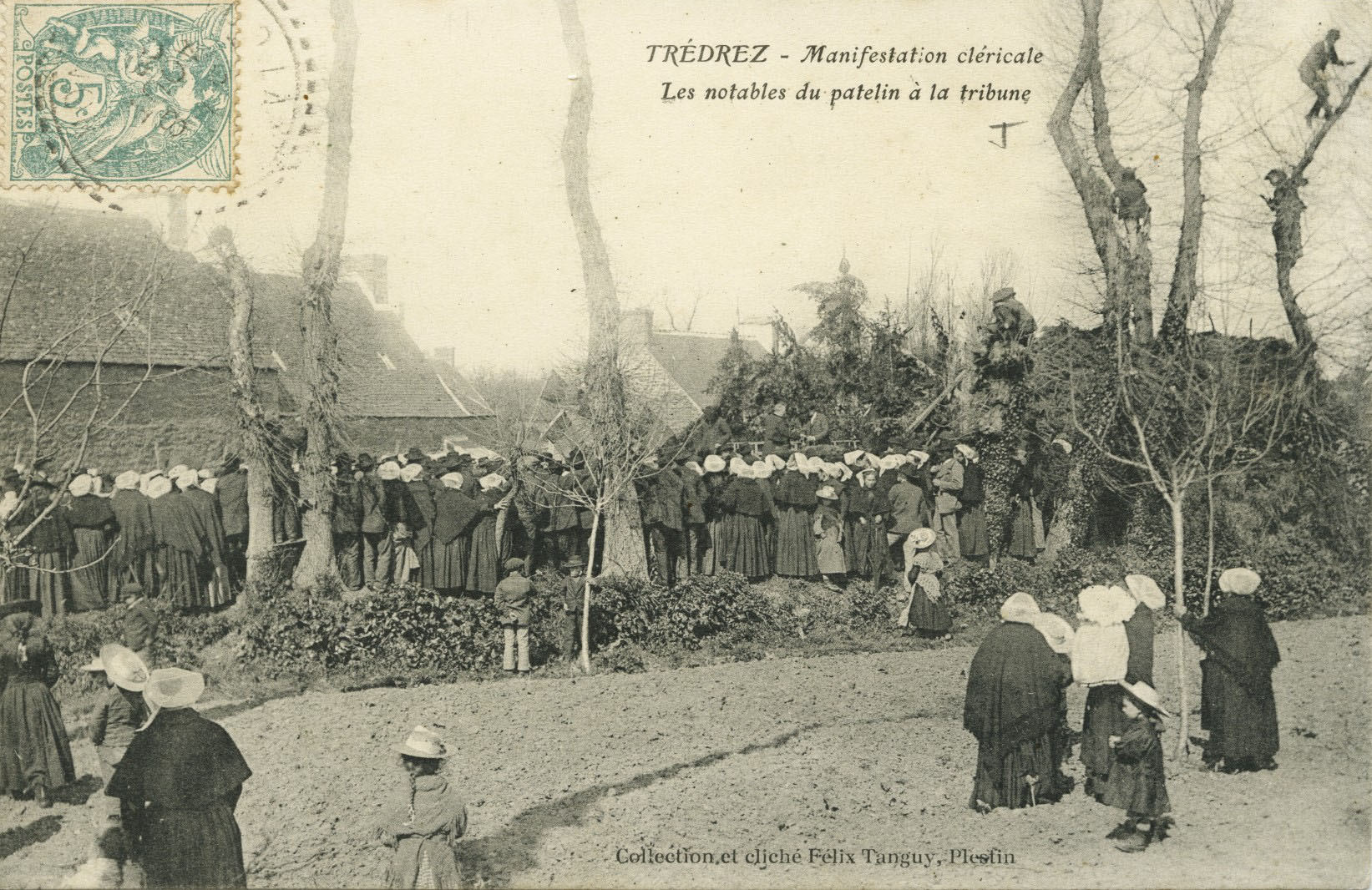
Manifestation cléricale à Trédrez vers 1906 (carte postale).
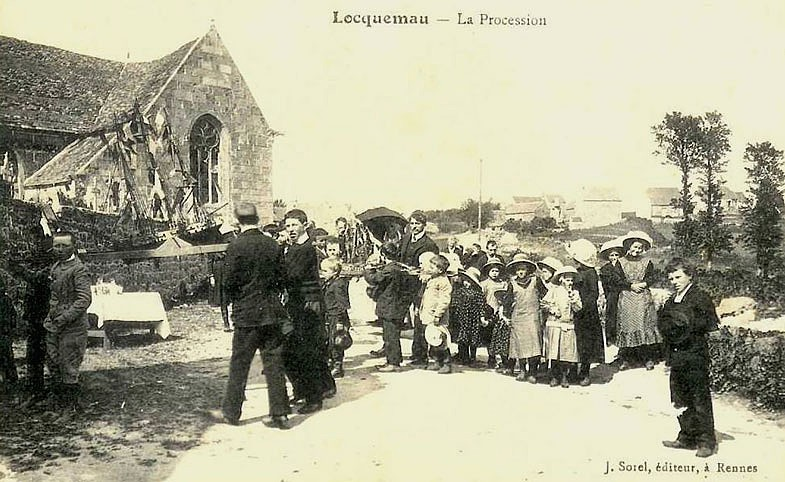
Procession à Locquémeau au début du XXe siècle (carte postale).

#### La Première Guerre mondiale
Le monument aux morts porte les noms de 53 soldats morts pour la Patrie pendant la Première Guerre mondiale ; parmi eux 4 sont morts en Belgique (dont Albert Edeyer et Célestin Terchevel, tous les deux à  Dixmude dès octobre 1914) ; 7 sont morts en mer dont les deux frères  Pierre et Yves Le Goïc, morts dans le naufrage du cargo à vapeur Emma torpillé par le sous-marin U-37 le 31 mars 1915, François Quimper, mort lors du forage du pétrolier Meuse II le 26 novembre 1916, Robert Le Meur, mort au combat sur la goélette Madeleine III le 8 mai 1917, Pierre Levier mort lors du naufrage du  cuirassé Suffren le 17 août 1917 et Auguste Carluer, mort lors du naufrage de l'aviso Drôme le 23 janvier 1918 ; François Le Carluer est mort en captivité en Allemagne le 19 avril 1915 ; les autres sont morts sur le sol français, une incertitude concernant toutefois 8 soldats pour lesquels ni la date ni le lieu de décès ne sont précisés.

#### L'Entre-deux-guerres
Le monument aux morts est constitué d'une plaque de marbre principale portant les inscriptions commémoratives de la Première Guerre mondiale et au-dessus ornée d'une croix latine, d'une croix de guerre et de deux épées gravées dans le marbre ; de chaque côté deux plaques de marbre plus petites ont été  rajoutées et portent le nom des victimes de la Seconde Guerre mondiale. Le monument, qui est l'œuvre d'Yves Hernot, est accolé à un mur de la mairie et protégé par une grille en fer forgé.

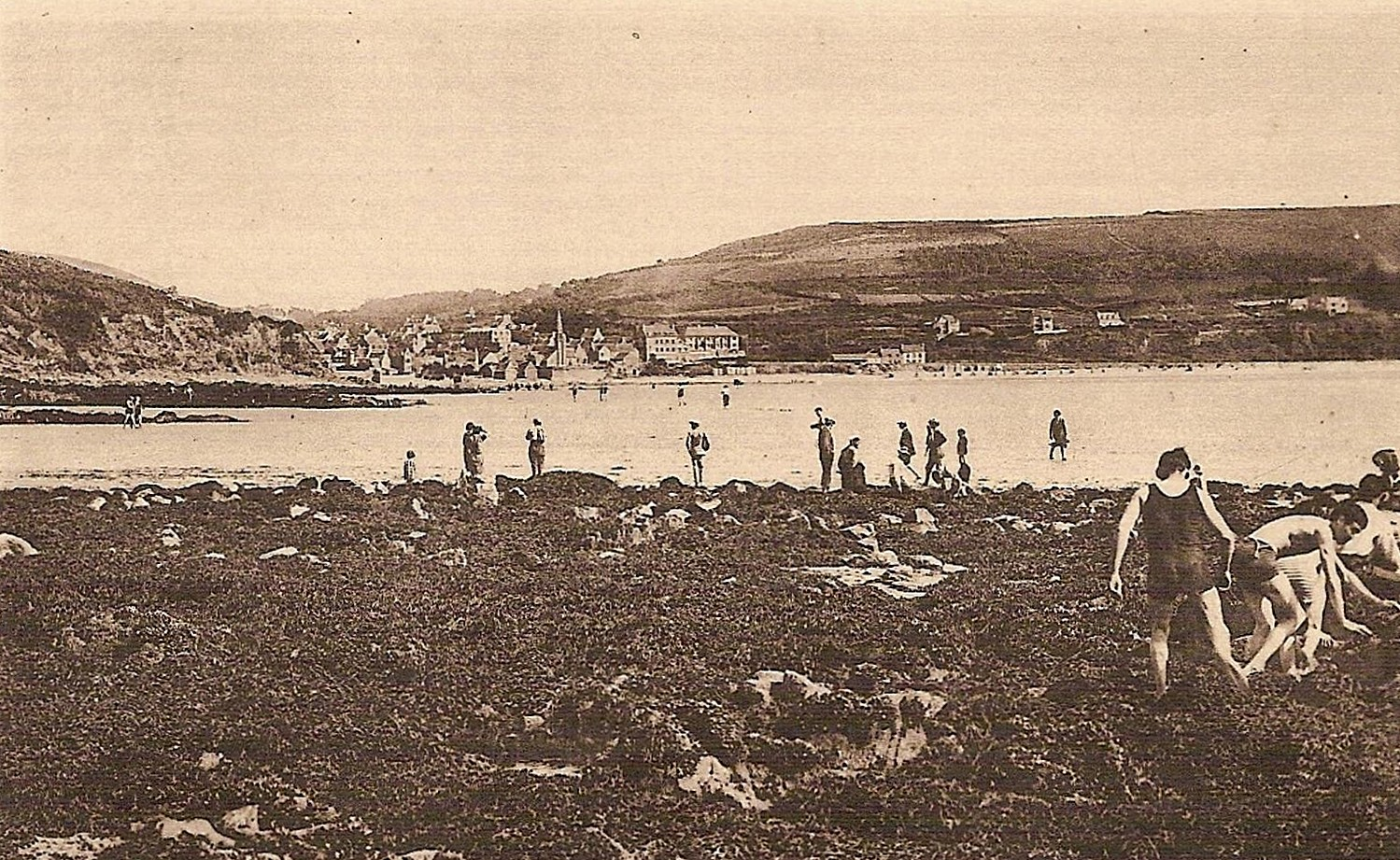
Trédrez-Locquémeau ː pêche sur les rochers de Beg ar Forn vers 1925 ; à l'arrière-plan, Saint-Michel-en-Grève (carte postale).

En octobre 1924, lors d'une violente tempête, plusieurs bateaux de Locquémeau furent jetés à la côte, sans provoquer toutefois d'accidents de personnes.
En 1925 les pêcheurs sardiniers de Locquémeau se plaignent du prix auquel les sardines leur sont payées, nettement moins cher que dans les ports finistériens ; de plus, en raison de l'abondance des sardines en Baie de Lannion, les mareyeurs né leur achètent qu'une marée sur deux.
Le naufrage de leur bateau, le Saint-Quemeau, victime d'une tempête, provoqua la noyade de trois frères Yves-Marie, Louis-Marie et Paul-Yves-Marie Cojean le 15 avril 1925.
Le port de Locquémeau était le principal port sardinier de la Baie de Lannion ; la pêche y était pratiquée sur de petites embarcations ; la production fut de 330 tonnes en 1929 (record), mais seulement de 43 tonnes en 1938, le plus faible tonnage depuis 1921.
Des régates étaient organisées chaque été dans le port de Locquémeau, par exemple en 1932.
Début décembre 1935 deux marins de Locquémeau, François Alain et Joseph Bailler, partirent en canot secourir la barque à moteur Chéri-de-la-Manche en perdition dans une violente tempête et parvinrent à la secourir ; elle se réfugia dans le port du Yaudet, ses six hommes furent sauvés. Malheureusement les deux sauveteurs périrent noyés, leur cent se renversant dans la tempête. Ce même bateau, Chéri-de-la-Manche, un chalutier, coula le 22 mai 1952 après avoir heurté un rocher dans la baie de Saint-Michel-en-Grève ; ce naufrage fit deux disparus, Yves Levier, patron pêcheur et un marin François Le Louis, un autre marin parvenant à gagner le rivage à la nage.

#### La Seconde Guerre mondiale
Le monument aux morts porte les noms de 16 personnes mortes pour la France durant la Seconde Guerre mondiale.
Parmi ces victimes, Joseph Guyader est mort au printemps 1940 pendant la Bataille de France ; Yves Foll, quartier-maître, est mort lors du naufrage du contre-torpilleur Jaguar le 4 juin 1940 au large de Malo-les-Bains lors de l'évacuation de la Poche de Dunkerque. Jean-Baptiste Carluer, 29 ans, fut tué par un Feldgendarm allemand le 3 février 1944 vers 22 heures alors qu'il était de garde pour la surveillance d'un câble téléphonique allemand reliant Trédrez à Saint-Michel-en-Grève. Célestin Legal, un jeune homme circulant à bicyclette, fut mortellement blessé par une patrouille allemande dans la nuit du 9 au 10 août 1944 à Trédrez. Jean Louis, quartier-laître, est mort le 29 avril 1944 lors du naufrage de l'aviso Tahure en Indochine au large du Cap Varella.
Anastasie Pierrès, épouse Cojean, née à Trédrez en 1896, militante du Parti communiste français alors clandestin, fut arrêtée par des gendarmes français Place d'Italie à Paris le 20 juillet 1941 et déportée au camp de concentration de Ravensbrück où elle est morte le 1er mars 1945 ; Yves Landouar, résistant, est mort au camp de concentration de Bergen-Belsen le 4 juin 1945 alors qu'il était en instance de rapatriement ; Jean Le Bivic, résistant, a été fusillé le 8 juillet 1944 à Poul Bellec en Trébeurden.

### L'après Seconde Guerre mondiale
En 1974 le port de Locquémeau compte encore 25 bateaux de pêche et 40 marins pêcheurs, l'ancien port sardinier étant alors spécialisé dans la pêche aux oursins.

### LeXXIesiècle

#### La tempête de 2008
Entre le dimanche 9 mars et le mardi 11 mars 2008, la commune de Trédrez-Locquémeau a connu une tempête d'intensité forte, et qui provoqua de nombreux dégâts. Le lundi 10 mars au soir, au plus fort de la tempête, une partie de la commune était plongée dans le noir, et la route d'accès au port fut interdite d'accès. Les vagues ont submergé le port, passant au-dessus des cordons de galets. De nombreux bâtiments ont été détériorés, ainsi que des bateaux. De mémoire d'homme, jamais Locquémeau n'avait subi une telle tempête.
Début novembre 2023, la tempête Ciaran fit de nombreux dommage au Dourven qui restera fermé jusqu'en 2025 pour cause de travaux.

## Politique et administration

### Liste des maires
| Période                                  | Période                   | Identité                     | Étiquette         | Qualité |
| ---------------------------------------- | ------------------------- | ---------------------------- | ----------------- | --- |
| Les données manquantes sont à compléter. |                           |                              |                   | |
| 1790                                     |                           | Charles Roverc'h             |                   | Recteur de Trédrez. |
| 1792                                     |                           | Callégan                     |                   | Curé constitutionnel de Trédrez. |
| an III                                   | 1813                      | Joseph Le Tensorer           |                   | Officier public, puis maire. |
| 1813                                     | 1825                      | Christophe Le Bivic          |                   | Cultivateur. |
| 1825                                     | 1840                      | Yves Hullot                  |                   | Militaire (sous-lieutenant en 1818). |
|                                          | 1851                      | Jean-Marie Le Person         |                   | Propriétaire. Cultivateur. |
| 1852                                     | 1868                      | Marc Le Person               |                   | Propriétaire. Cultivateur. Frère de Jean-Marie Le Person, maire précédent.                                                                       |
| 1868                                     | 1870                      | Yves-Marie Le Meur           |                   | Agriculteur. |
| 1870                                     | 1879                      | François Le Treut            |                   | Cultivateur. |
| 1879                                     | 1888                      | Jean-Marie Le Vot            |                   | Cultivateur. |
| 1888                                     | 1912                      | Jean-Marie Dagorn            |                   | Propriétaire. |
| 1912                                     | 1923                      | Pierre Le Levier             |                   | Cultivateur. |
| 1923                                     |                           | Yves Keraudren               |                   | A fait construire l'Hôtel de la Baie de Locquémeau en 1907.                                                                                      |
| ?                                        | janvier 1934              | Eugène Bonny                 |                   | Menuisier. Décédé en fonctions. |
| 1934                                     | mars 1939 (démission)     | François Le Bivic            |                   | Cultivateur. |
| avril 1939                               | juillet 1966 (décès)      | Joseph Le Calvez (1896-1966) | SFIO puis PSU     | Marin-pêcheur Adjoint au maire (1929 → 1939) |
| juillet 1966                             | mars 1971                 | Louis Corson                 | PCF               | Restaurateur |
| mars 1971                                | mars 1989                 | Louis Cado                   | PS                | Professeur |
| mars 1989                                | En cours (au 25 mai 2020) | Joël Le Jeune                | PS puis LREM → RE | Ingénieur informaticien Vice-président de la CC Lannion-Plestin-Perros-Guirec (1995 → 2002) Président de Lannion-Trégor Communauté (2008 → 2022) |

Un conseil municipal des jeunes a été créé pendant l'été 2022 pour permettre aux jeunes de participer à la vie de la commune. Le conseil a donné lieu à deux carnaval, une journée citoyenne... D'autres projets sont en cours.

## Démographie
L'évolution du nombre d'habitants est connue à travers les recensements de la population effectués dans la commune depuis 1793. Pour les communes de moins de 10 000 habitants, une enquête de recensement portant sur toute la population est réalisée tous les cinq ans, les populations de référence des années intermédiaires étant quant à elles estimées par interpolation ou extrapolation. Pour la commune, le premier recensement exhaustif entrant dans le cadre du nouveau dispositif a été réalisé en 2008.

En 2022, la commune comptait 1 468 habitants, en évolution de +1,66 % par rapport à 2016 (Côtes-d'Armor : +1,78 %, France hors Mayotte : +2,11 %).
| 1793 | 1800 | 1806  | 1821  | 1831 | 1836 | 1841  | 1846  | 1851  |
| ---- | ---- | ----- | ----- | ---- | ---- | ----- | ----- | ----- |
| 934  | 955  | 1 122 | 1 157 | 953  | 988  | 1 006 | 1 050 | 1 109 |

| 1856  | 1861  | 1866  | 1872  | 1876  | 1881  | 1886  | 1891  | 1896  |
| ----- | ----- | ----- | ----- | ----- | ----- | ----- | ----- | ----- |
| 1 058 | 1 124 | 1 142 | 1 169 | 1 192 | 1 167 | 1 178 | 1 148 | 1 216 |

| 1901  | 1906  | 1911  | 1921  | 1926  | 1931  | 1936  | 1946  | 1954 |
| ----- | ----- | ----- | ----- | ----- | ----- | ----- | ----- | ---- |
| 1 217 | 1 318 | 1 365 | 1 311 | 1 290 | 1 175 | 1 151 | 1 019 | 969  |

| 1962 | 1968 | 1975 | 1982  | 1990  | 1999  | 2006  | 2008  | 2013  |
| ---- | ---- | ---- | ----- | ----- | ----- | ----- | ----- | ----- |
| 954  | 916  | 932  | 1 069 | 1 155 | 1 250 | 1 392 | 1 433 | 1 432 |

| 2018  | 2022  | - | - | - | - | - | - | - |
| ----- | ----- | - | - | - | - | - | - | - |
| 1 443 | 1 468 | - | - | - | - | - | - | - |

## Langue bretonne
- En breton, la commune se nomme Tredraezh-Lokemo.
- L'adhésion à la charte Ya d'ar brezhoneg, en faveur du breton a été votée par le Conseil municipal le 25 juillet 2006.

## Lieux et monuments
- Église Saint-Quémeau de Locquémeau, classée aux monuments historiques depuis 1922[79].
- Pietà de Trédrez-Locquémeau.
- Croix de chemin, inscrite au titre des monuments historiques par arrêté du 22 décembre 1927[80].
- Croix de Langoërat, inscrite aux monuments historiques le 7 décembre 1925[81].
- Vierge à l'arbre de Jessé dans l'église Notre-Dame de Trédrez.

### Église Saint-Quémeau de Locquémeau
L'église de Locquémeau fut élevée au XVIe siècle, dans le style gothique. L'enclos paroissial est délimité par un mur de granit taillé (classé le 16 octobre 1922). À l'entrée principale, près de l'ancien presbytère, (XVIIe siècle) s'élève un calvaire aujourd'hui mutilé, représentant du côté nord, face à l'église, le Christ, du côté sud une Vierge à l'Enfant, sur les deux autres faces, deux saints. L'église a été classée monument historique le 20 mars 1922. Les vitraux ont été restaurés en 1995 et sont une création de Gérard Lardeur, maître verrier à Paris.

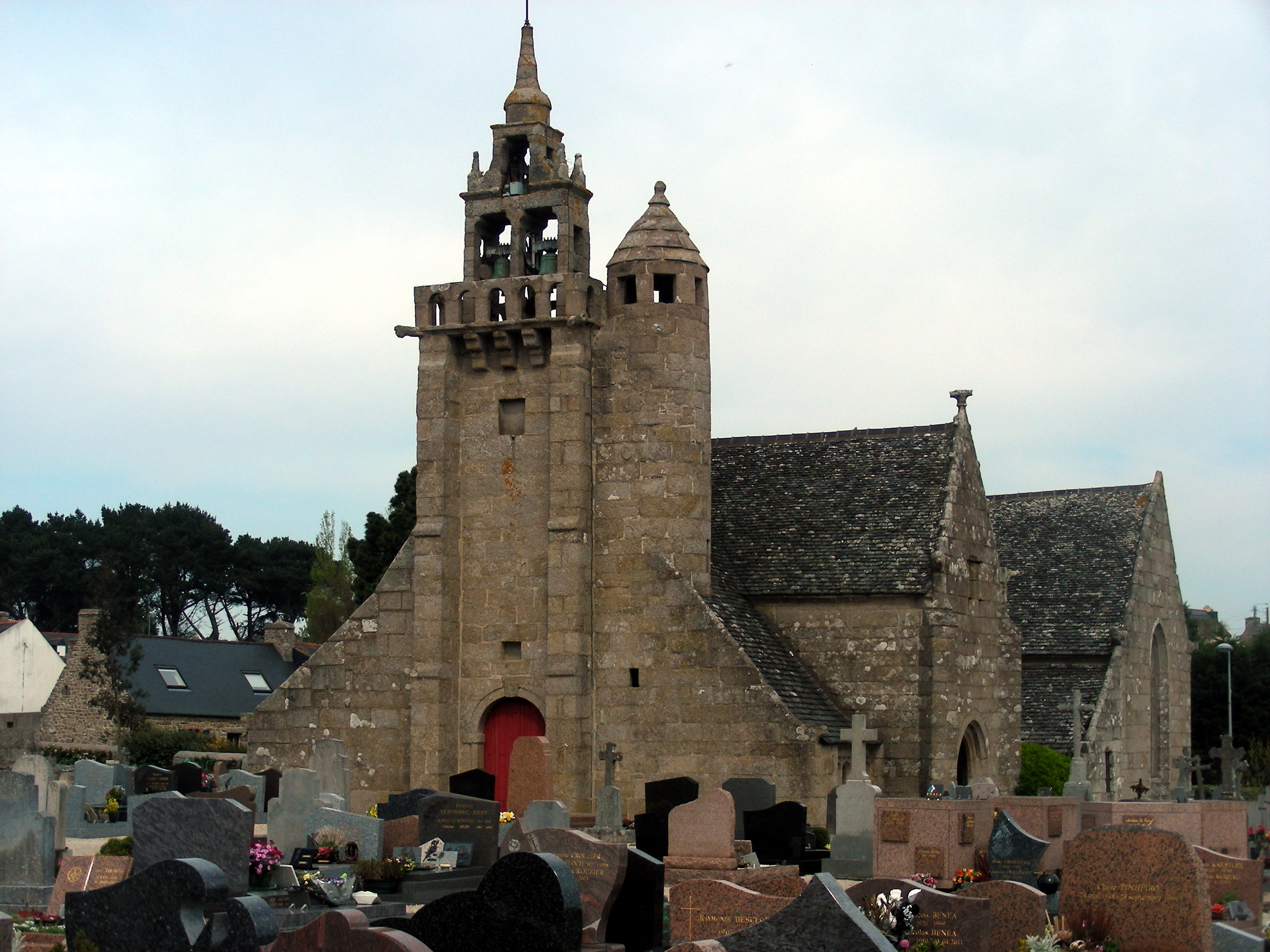
Vue extérieure d'ensemble.
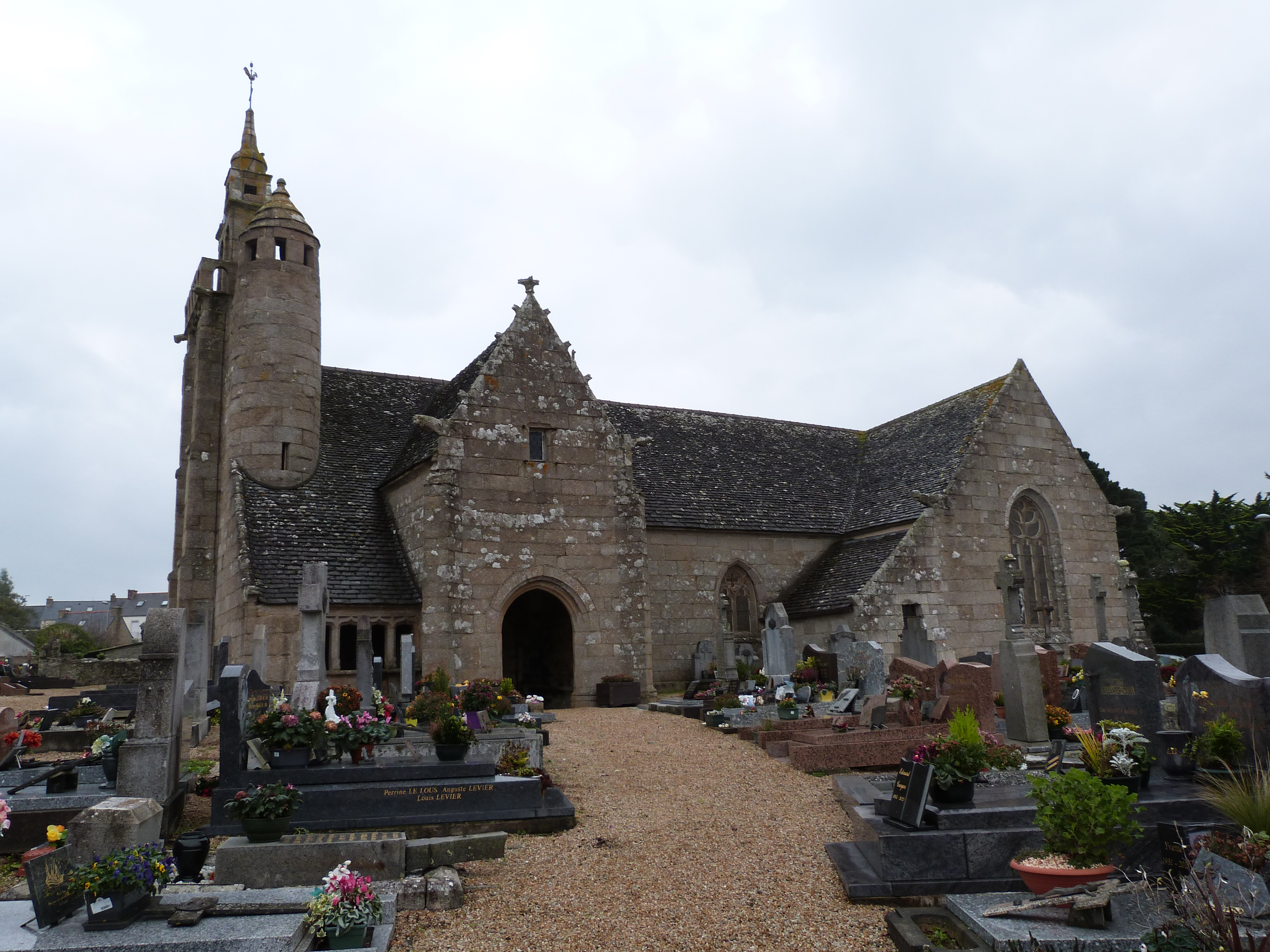
L'église vue du côté sud et le cimetière.
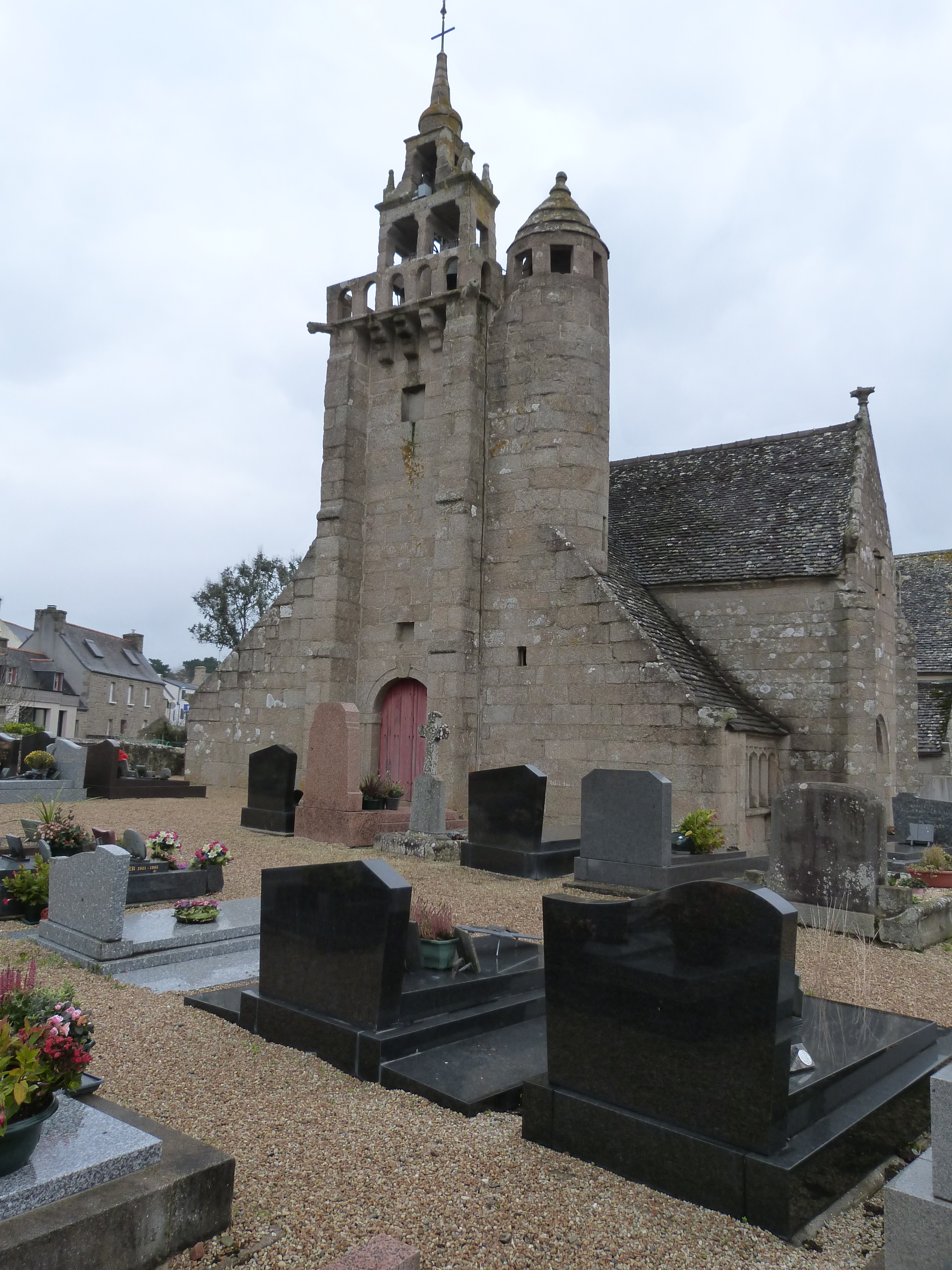
Le clocher-mur.
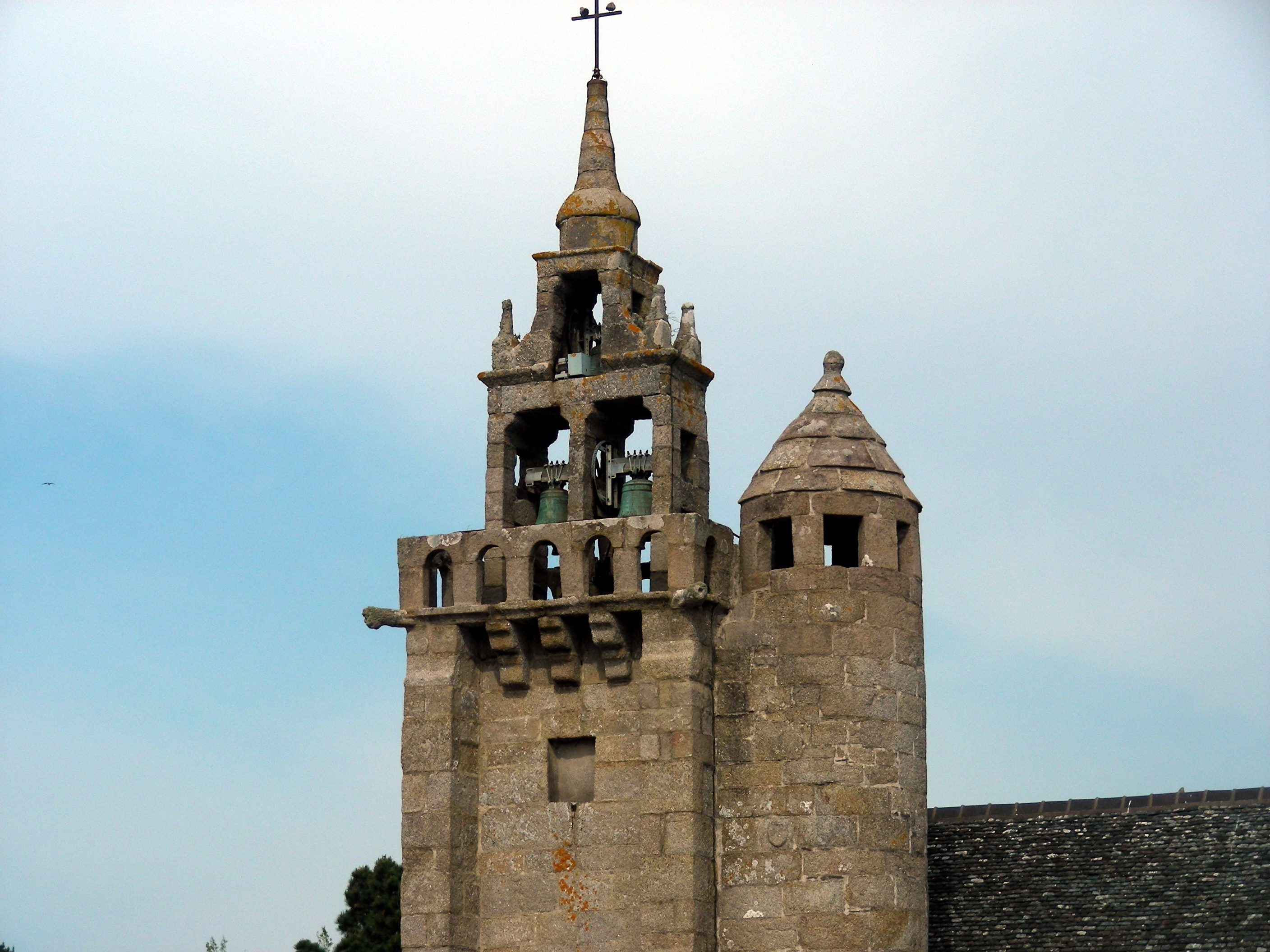
Le clocher : partie sommitale.
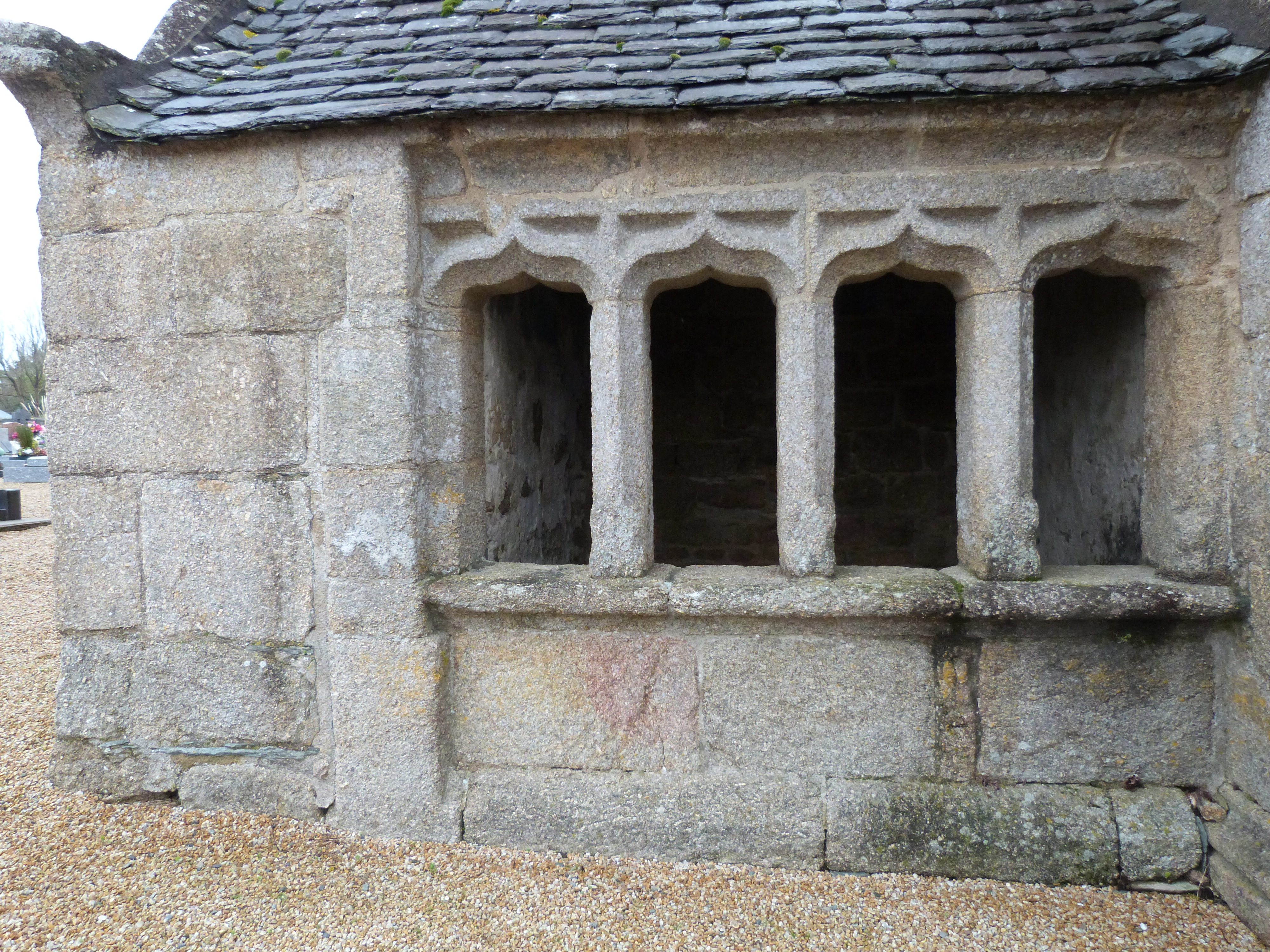
L'ossuaire.
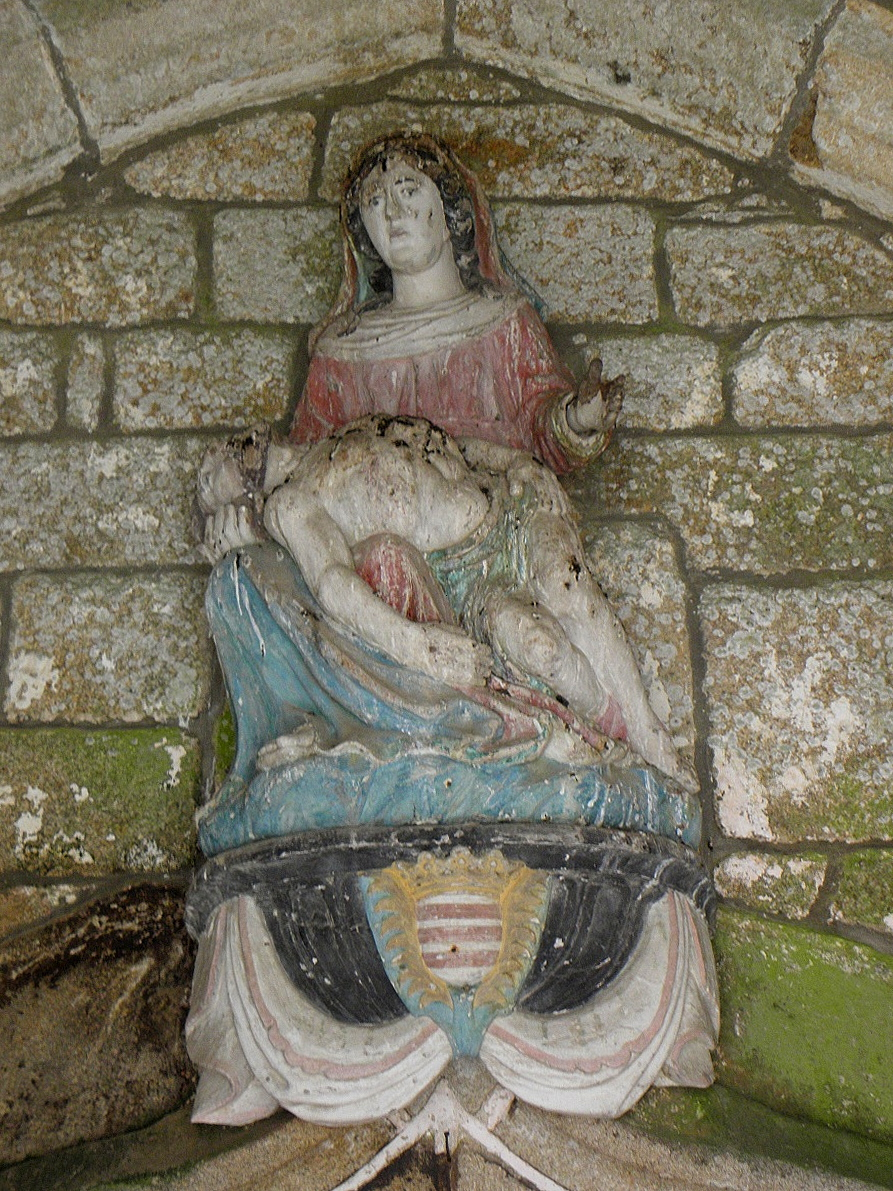
Pietà du porche sud.
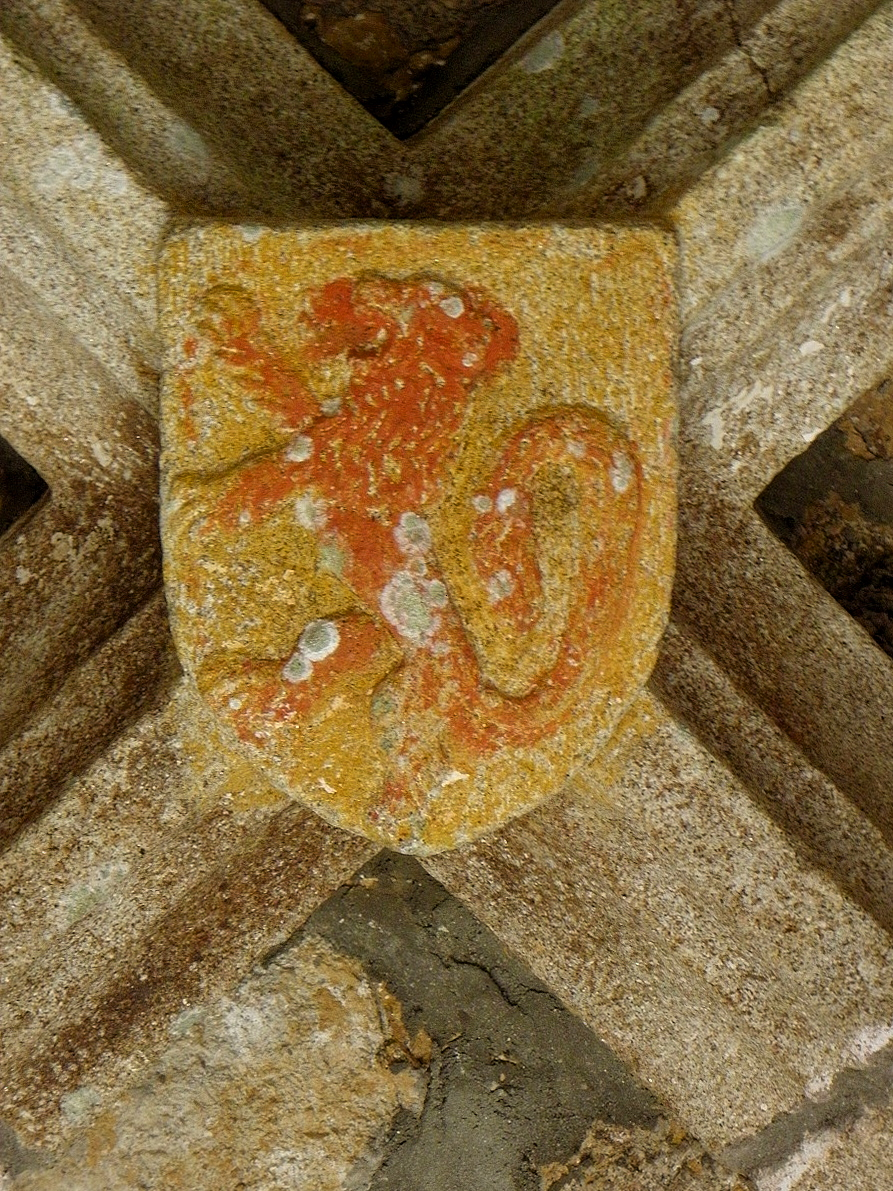
Clef de voûte du porche sud.
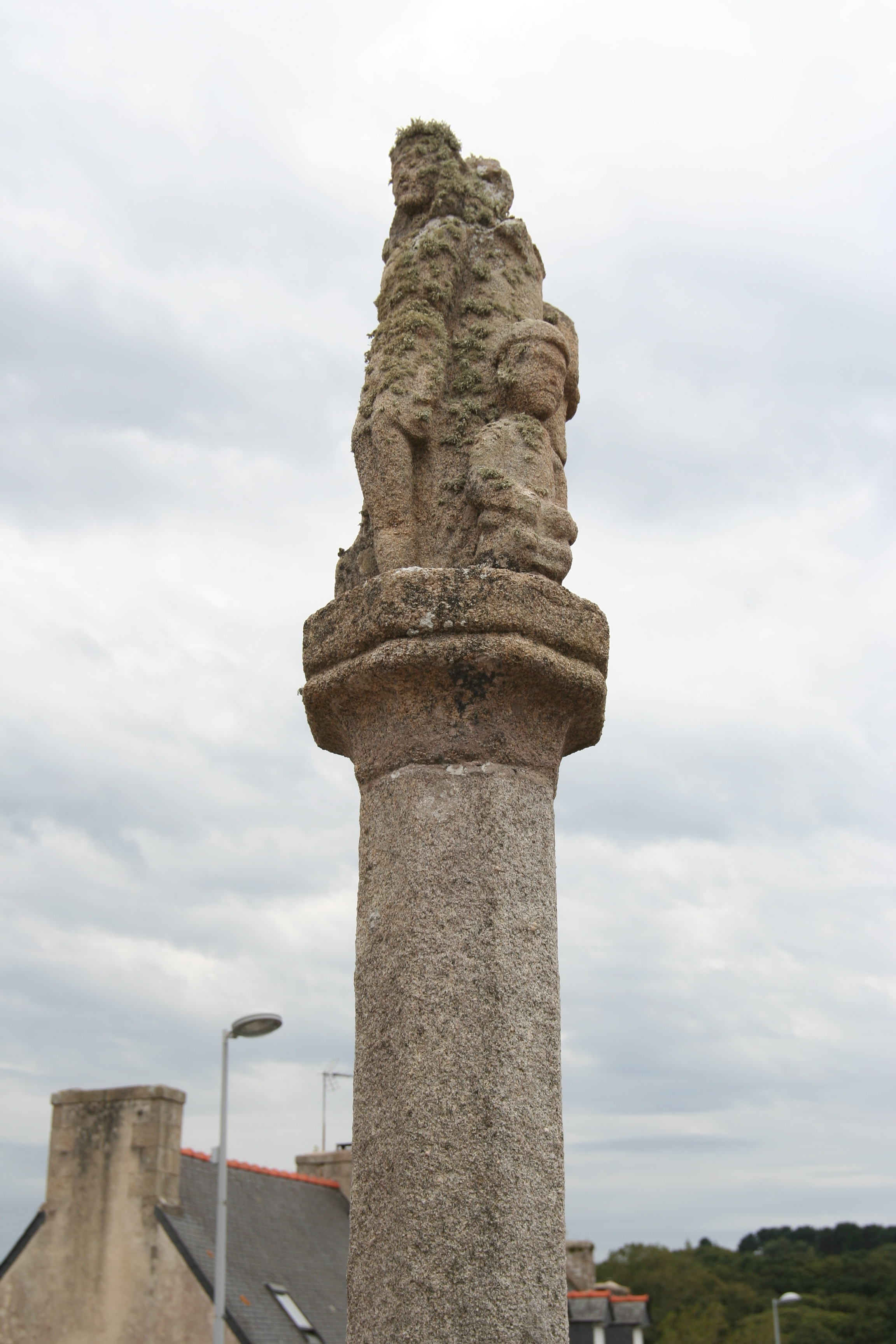
Le calvaire mutilé de l'enclos paroissial.

### Enclos paroissial de l'église Notre-Dame de Trédrez

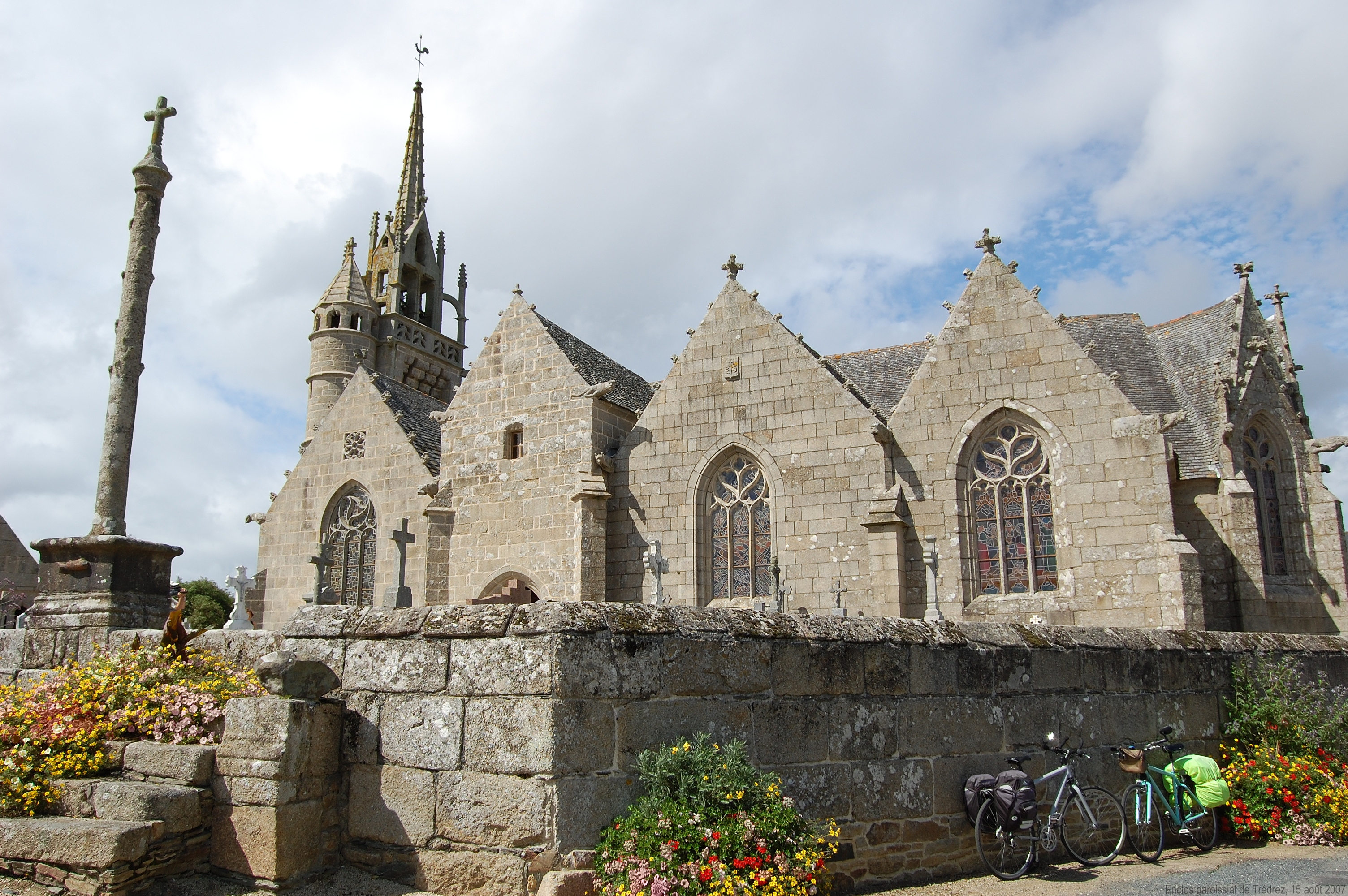
Enclos paroissial de Trédrez.

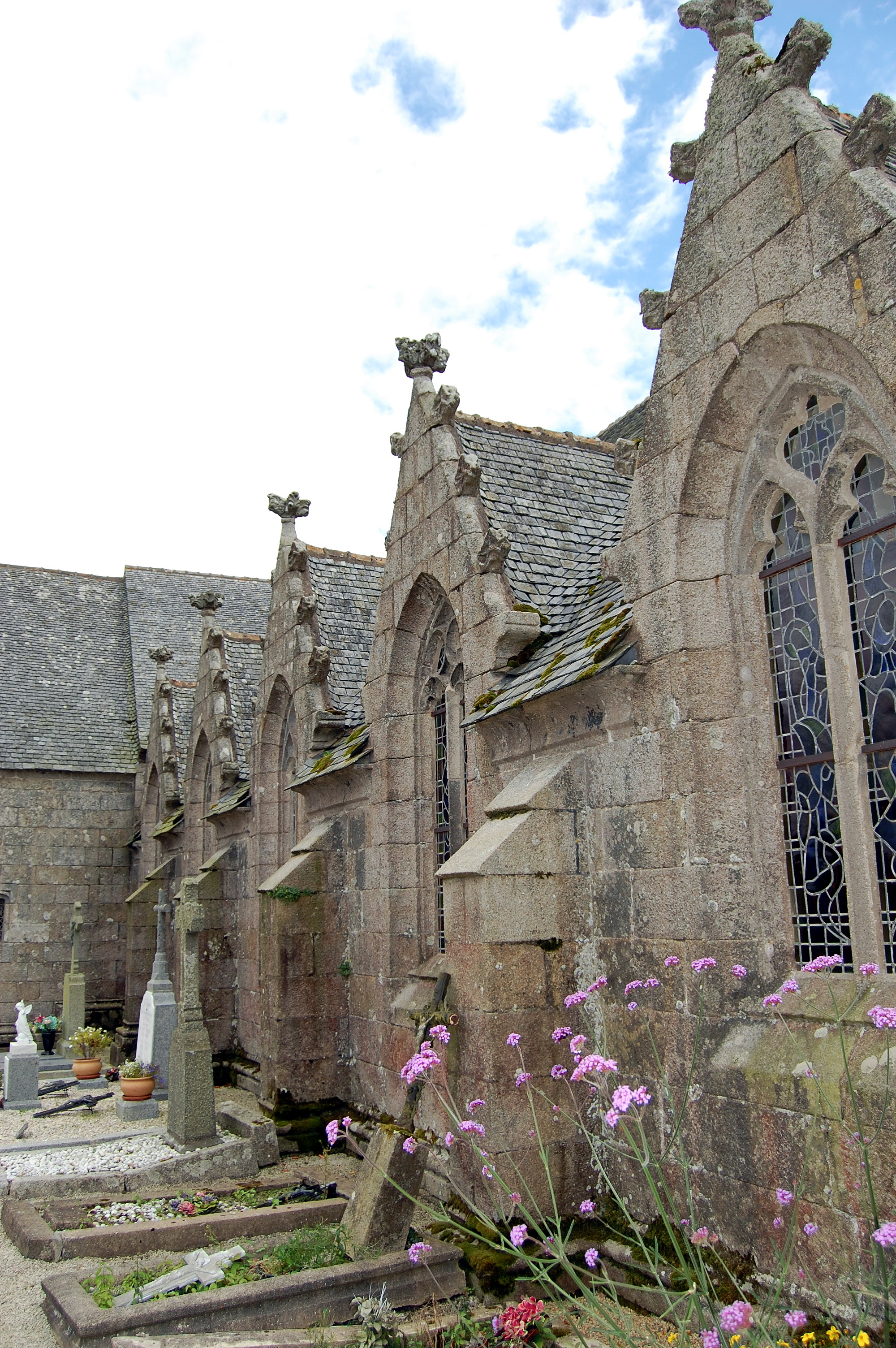
Cimetière attenant à l'enclos paroissial.

Le placître de l'enclos paroissial est entouré d'un mur de granite en grand appareil. On accède au cimetière par l'une des trois entrées marquées d'une croix et munies d'échaliers. Près de l'entrée principale, une pierre est scellée : « l'oreiller » de saint Yves, recteur de Trédrez de 1284 à 1292.
Dans le cimetière s'élève un ossuaire du XVIe siècle, à colonnade.
L'église Notre-Dame de Trédrez, construite en 1500, comporte les deux innovations architecturales imaginées par son bâtisseur Philippe Beaumanoir :
- le chevet à noues multiples ;
- le clocher-mur flanqué d'une tourelle d'escalier.

La décoration est homogène de style gothique flamboyant, bien que l'église ait été agrandie en 1699 du croisillon sud, et en 1865, des deux premières travées sud.
Le mobilier de l'église, enrichi tout au long des siècles, comporte en particulier un retable polychrome du début du XVIe siècle représentant une Vierge à l'arbre de Jessé et un baptistère datant également du début du XVIe siècle, et considéré comme le plus ancien de Bretagne. La charpente de l'église, signée de Johan Jouhaff, s'orne des armes des seigneurs de Coatrédrez.
L'église Notre-Dame de Trédrez (autrefois, église Saint-Laurent, entre 1500 et 1699) fut élevée vers 1500. L'église actuelle est bâtie sur les fondations d'une autre, plus ancienne, dans laquelle avait officié saint Yves. De style gothique flamboyant, elle est en outre un des trois seuls édifices (avec Saint-Nicolas de Plufur et Notre-Dame-de-la-Merci, à Trémel) à offrir encore les deux caractéristiques principales du style Beaumanoir : le clocher-mur et l'abside à noues multiples. Le bras sud du transept a été restauré en 1699. La flèche abattue en 1881 est refaite à l'identique. l'église a été classée monument historique le 19 janvier 1911, l'ossuaire et le mur du cimetière ont été inscrits le 6 mars 1925 et la croix de chemin située non loin a été inscrite le 22 décembre 1927.

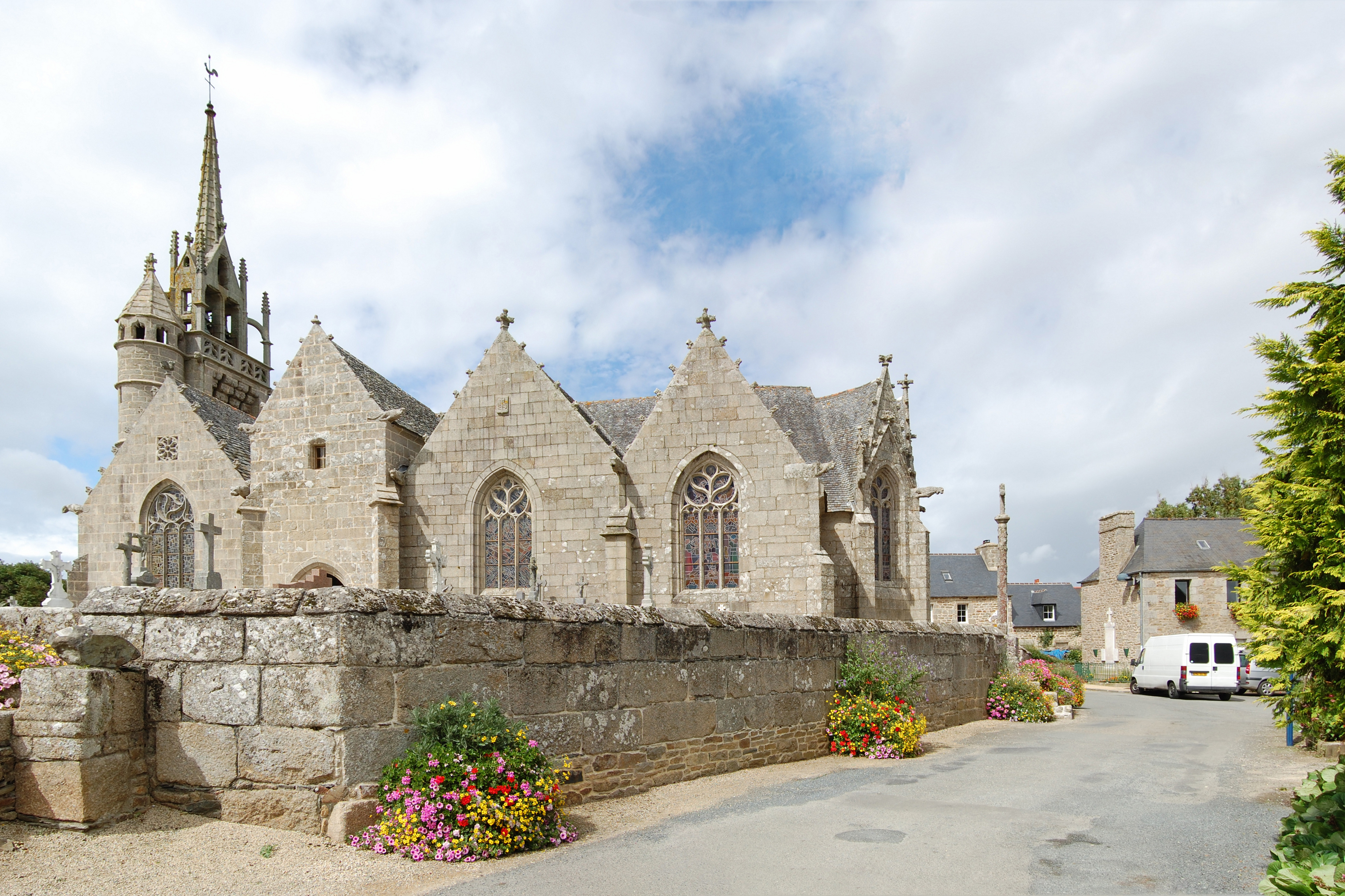
L'enclos paroissial du bourg de Trédrez: vue d'ensemble.
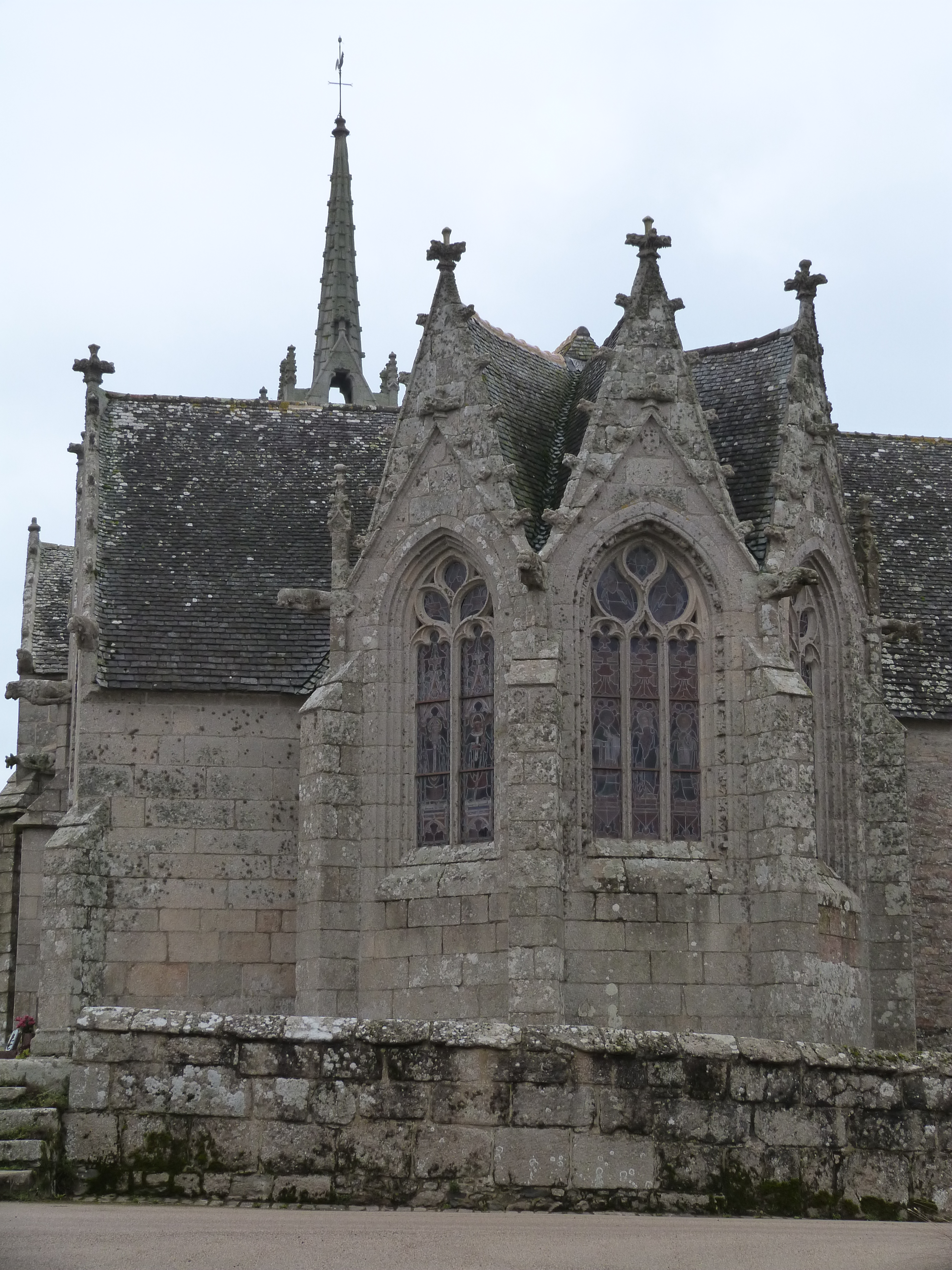
Chevet à trois pans de type Beaumanoir.
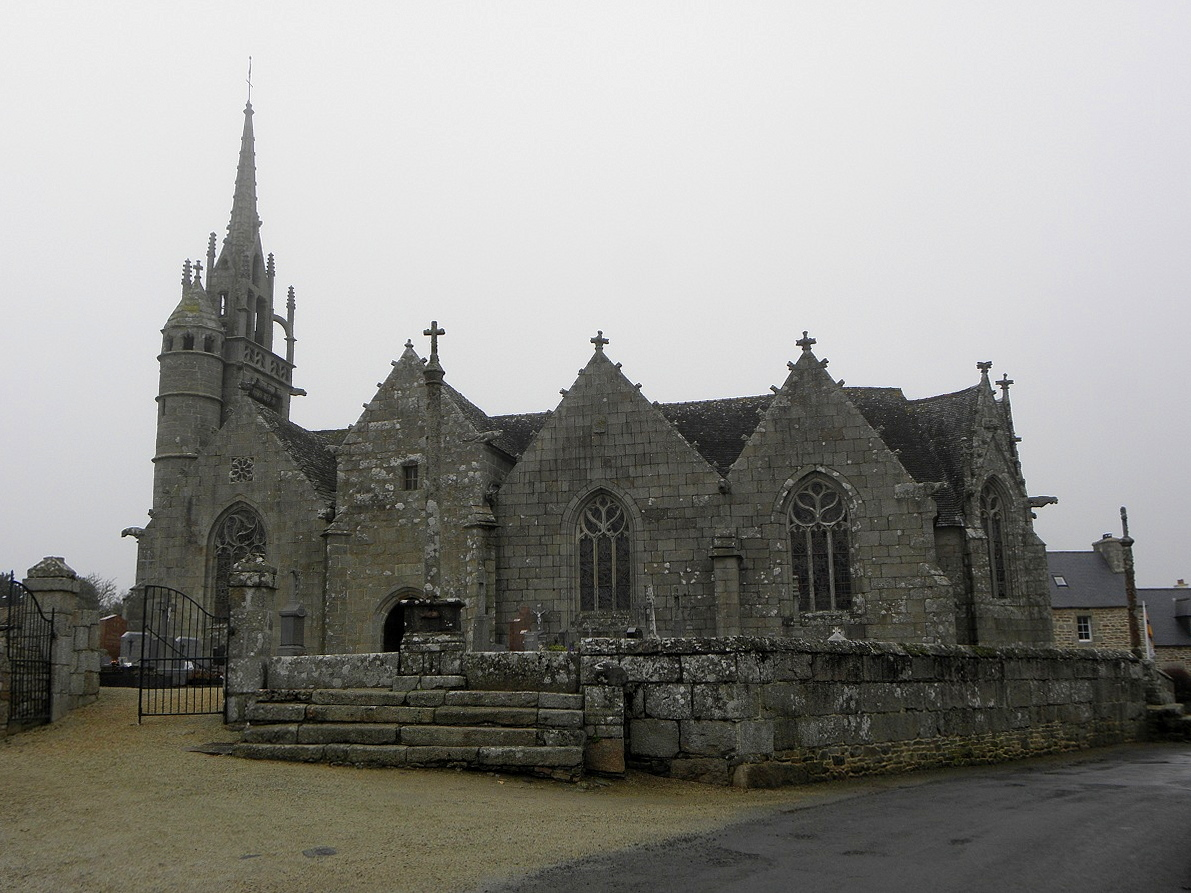
L'église vue du côte sud.
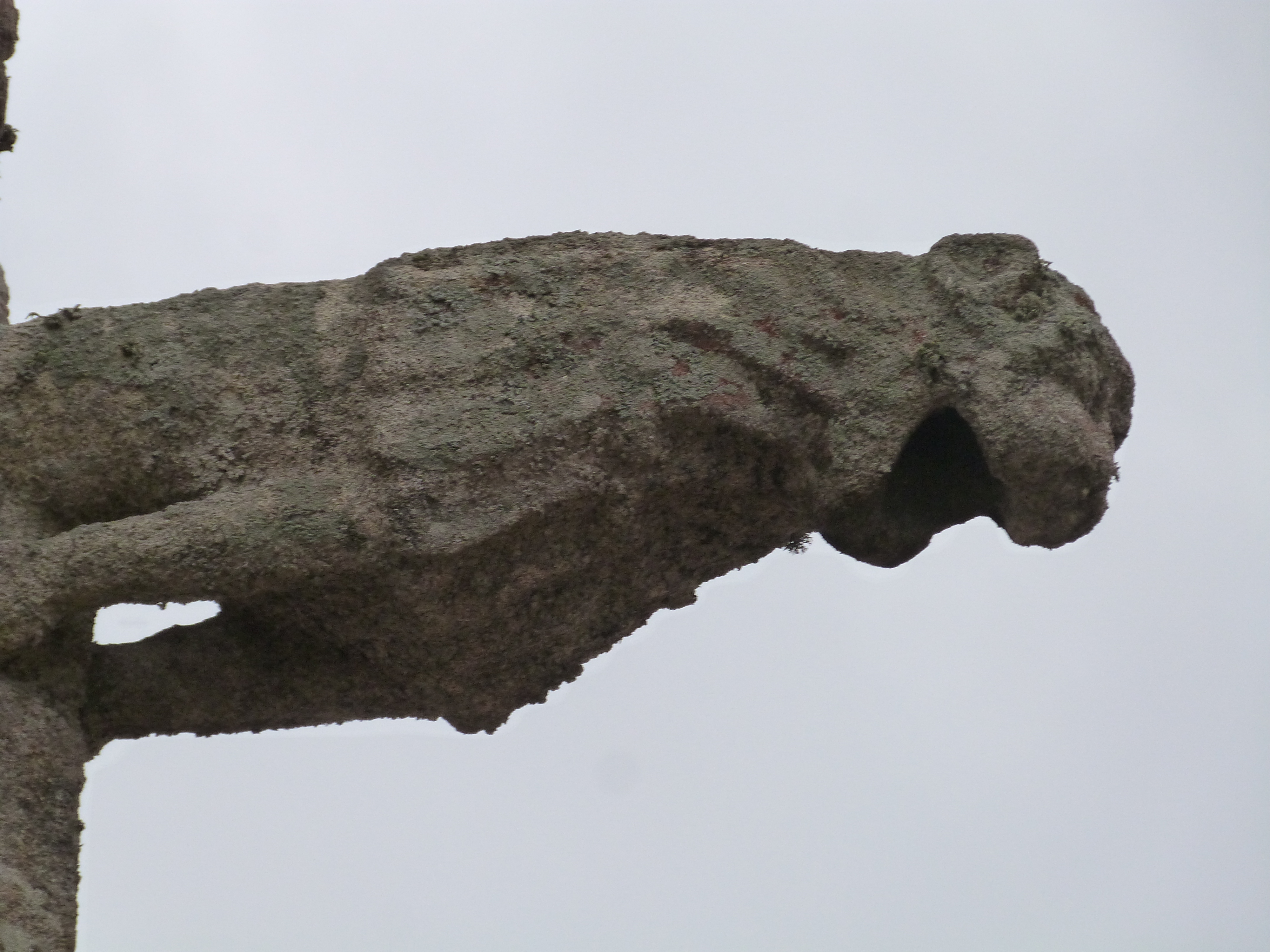
Gargouille.
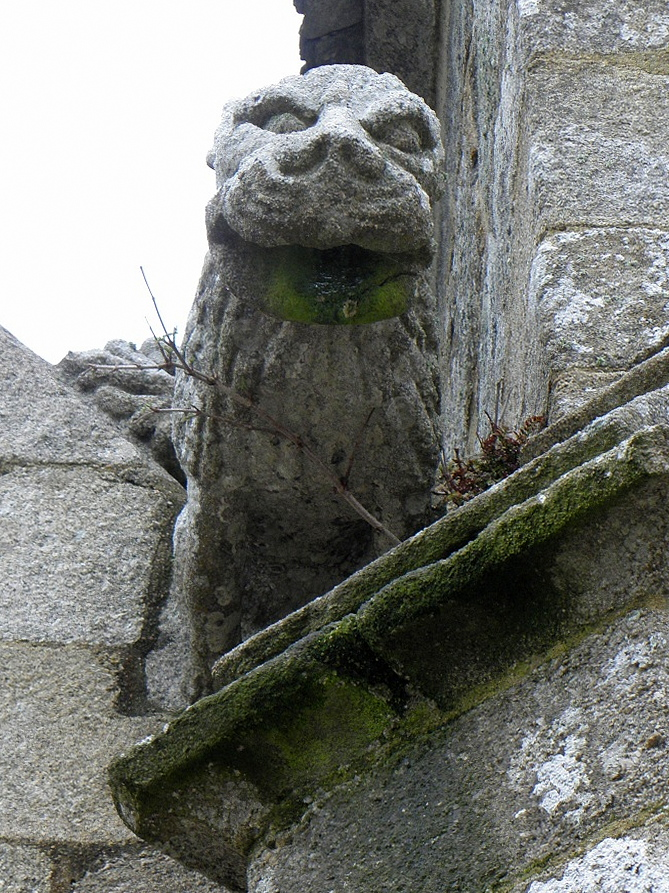
Gargouille représentant un lion.
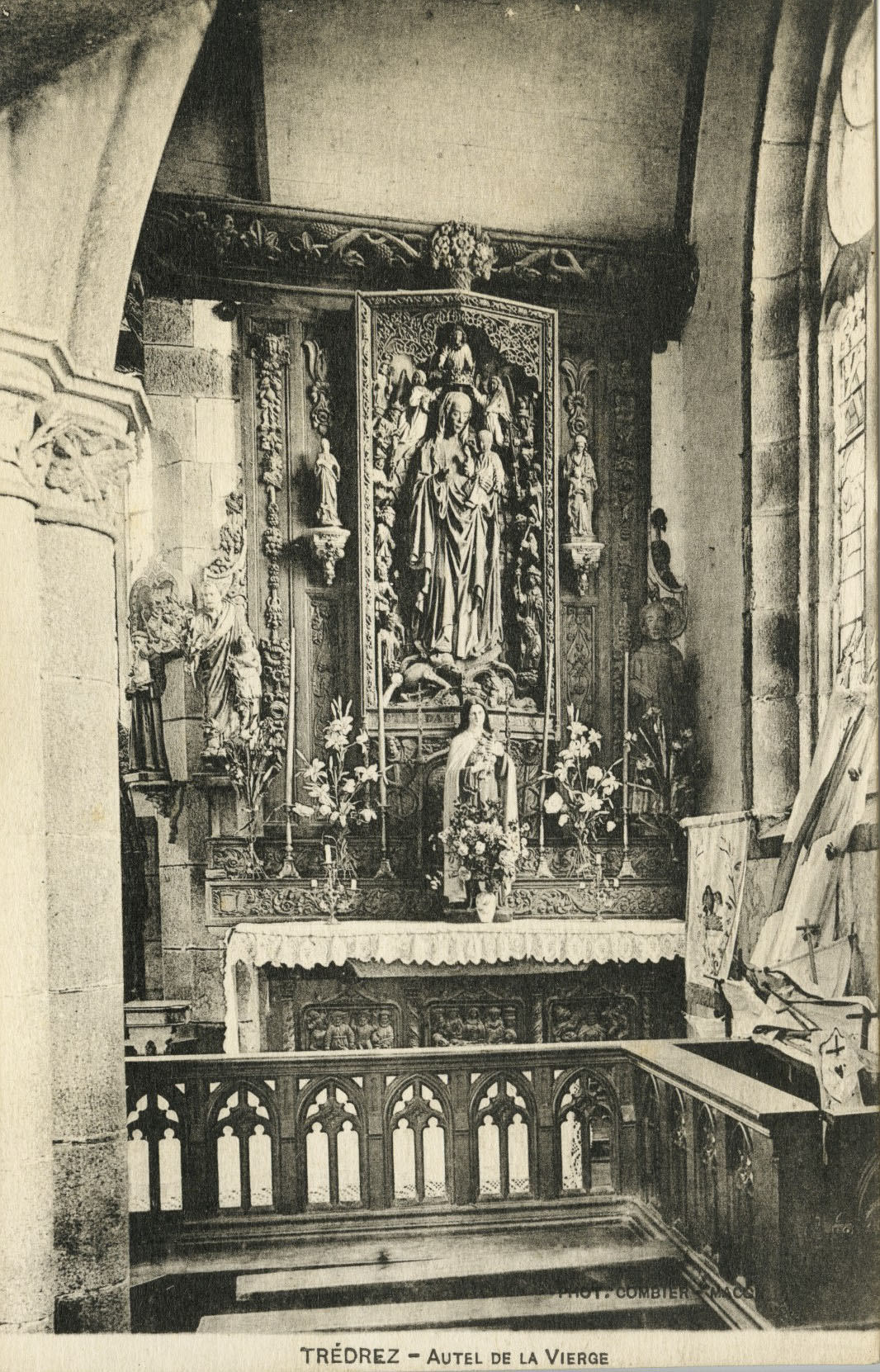
L'autel de la Vierge (carte postale début XXe siècle).
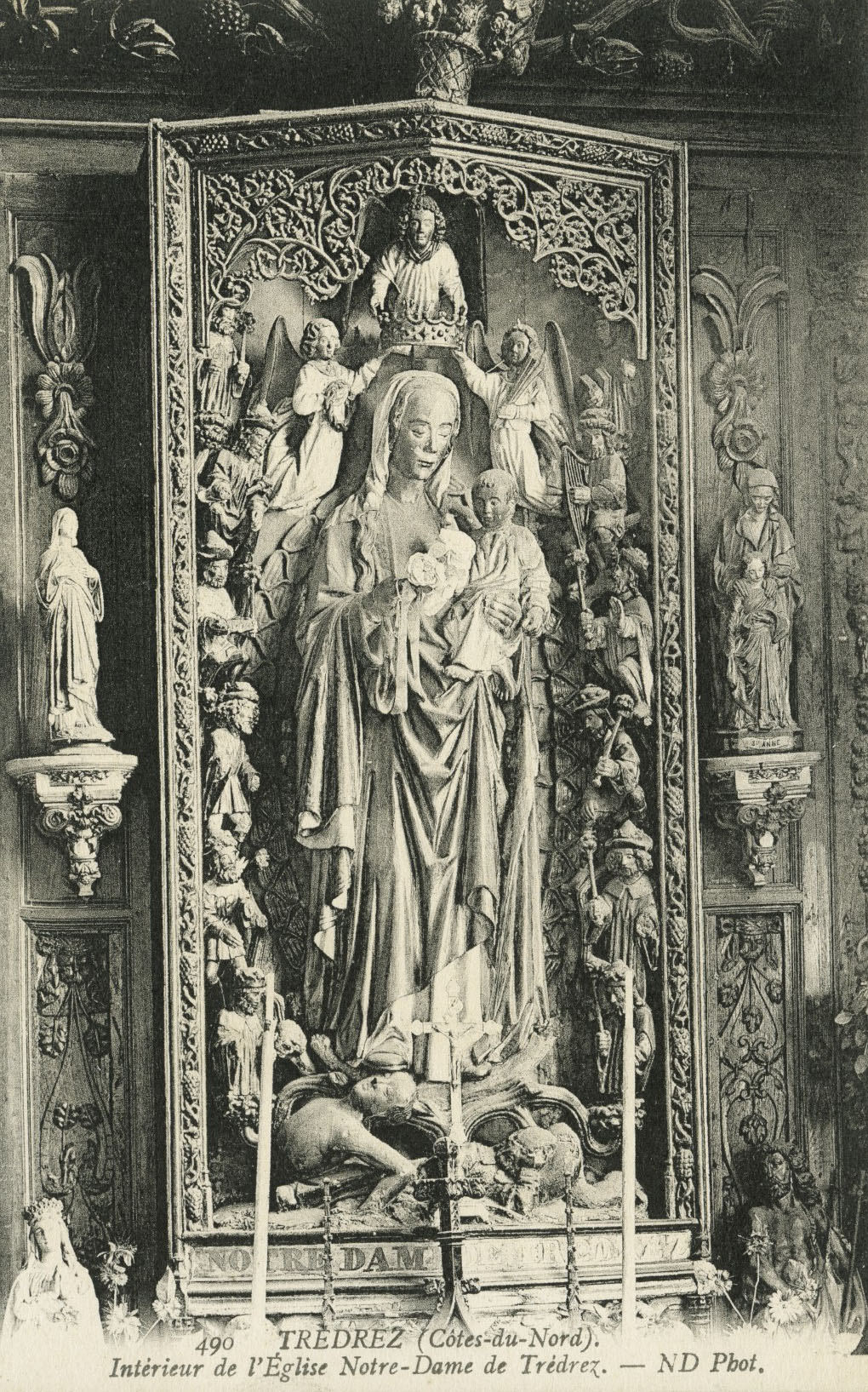
Vierge à l'Arbre de Jessé (carte postale début XXe siècle).

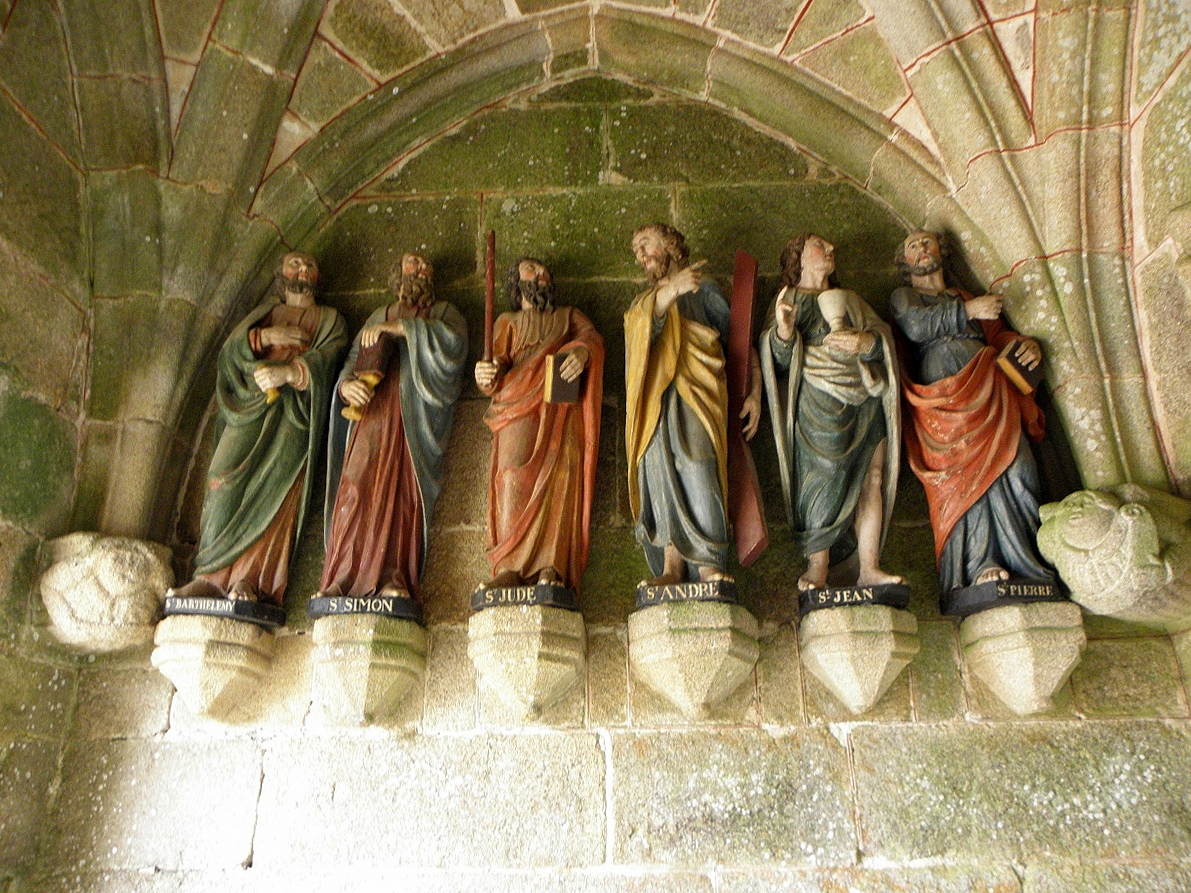
Statues de 6 apôtres.
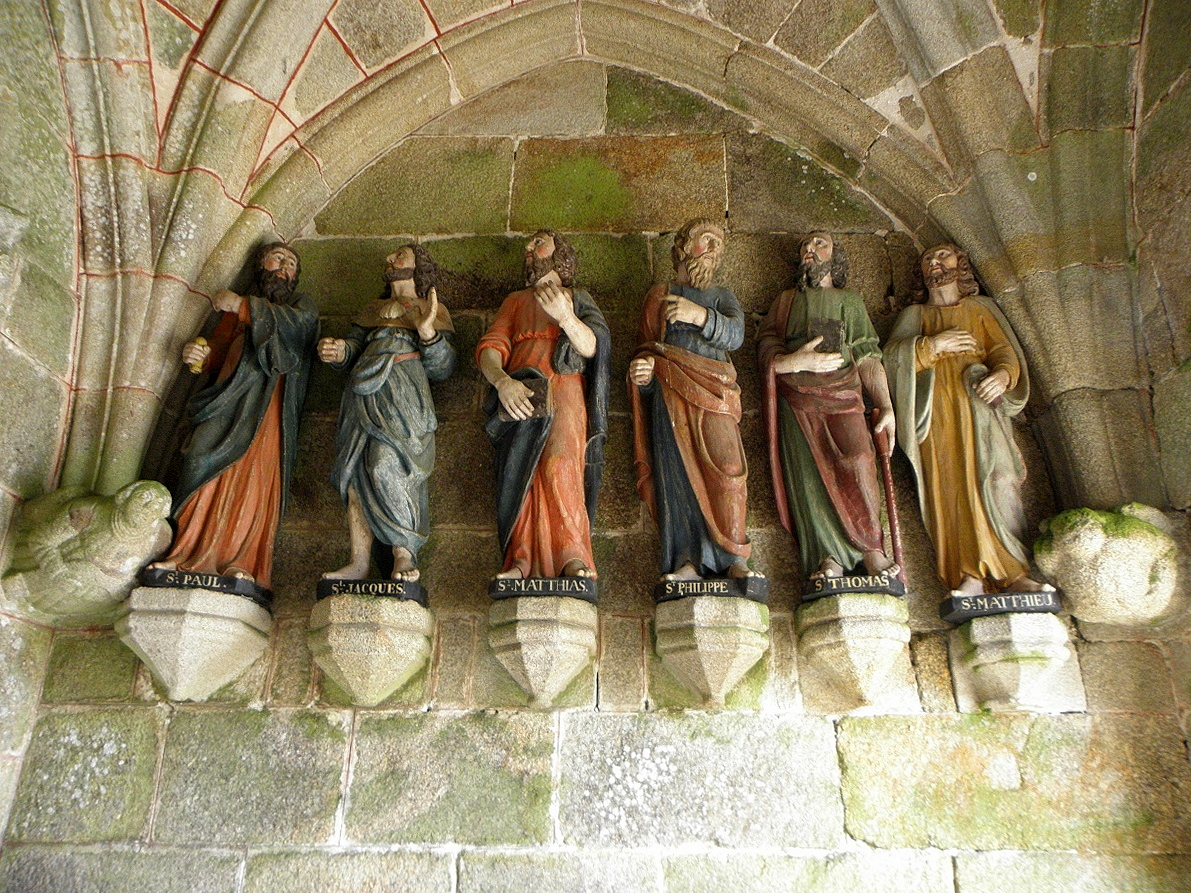
Statues de 6 autres apôtres.
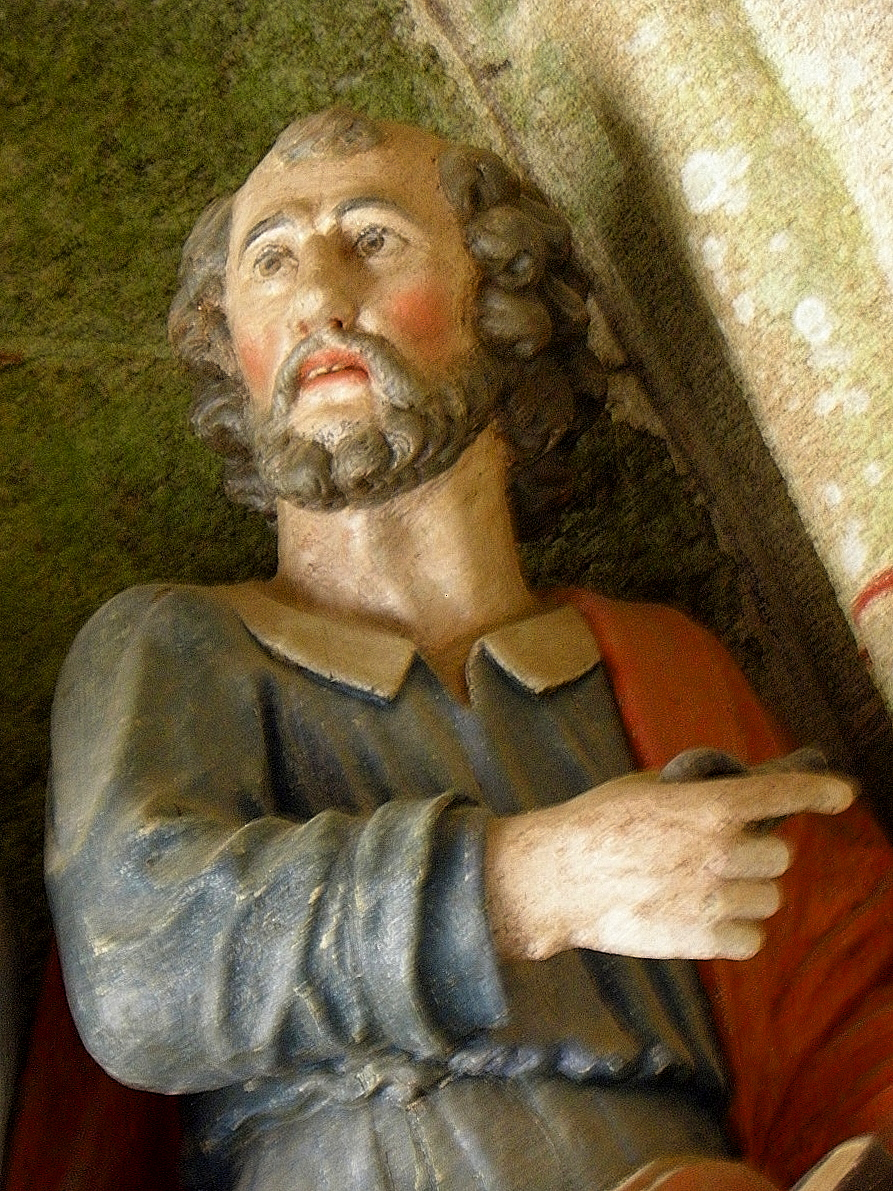
Statue de saint Pierre.
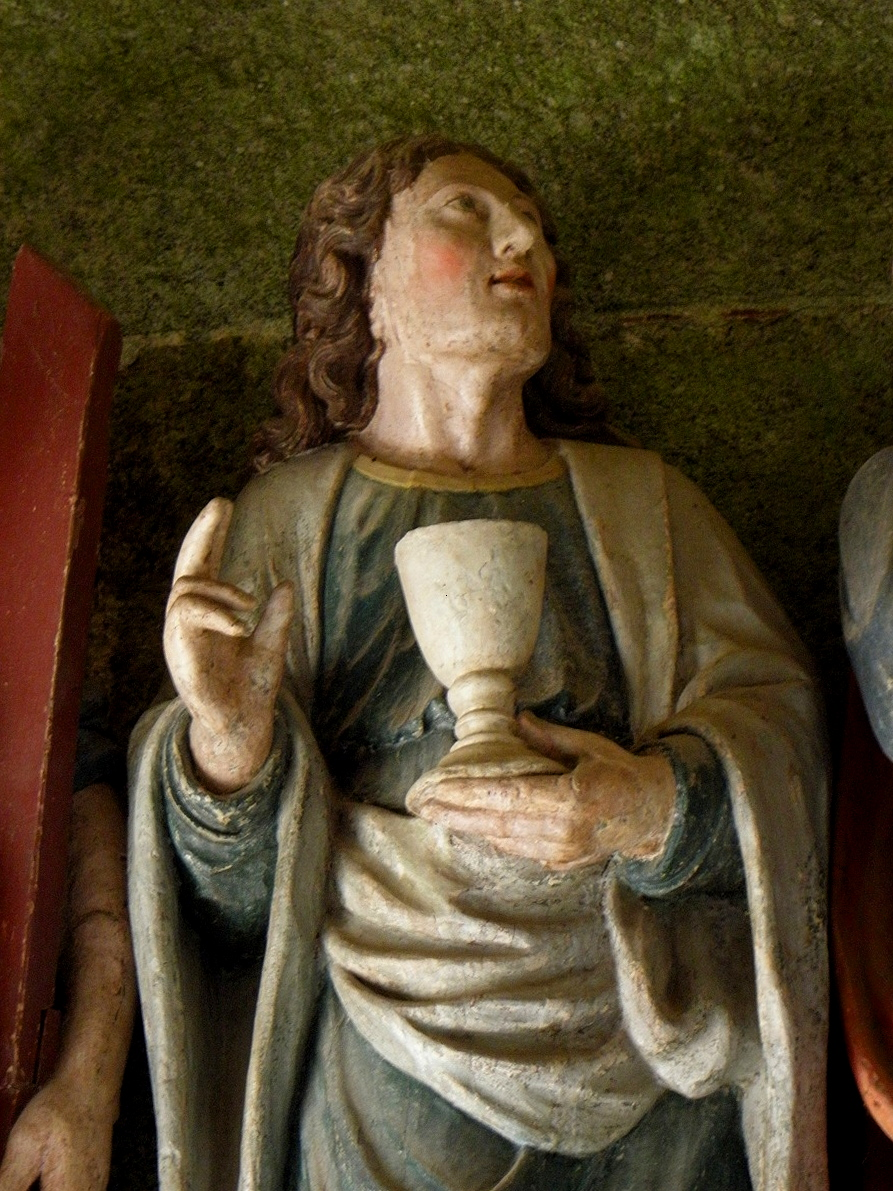
Statue de saint Jean.
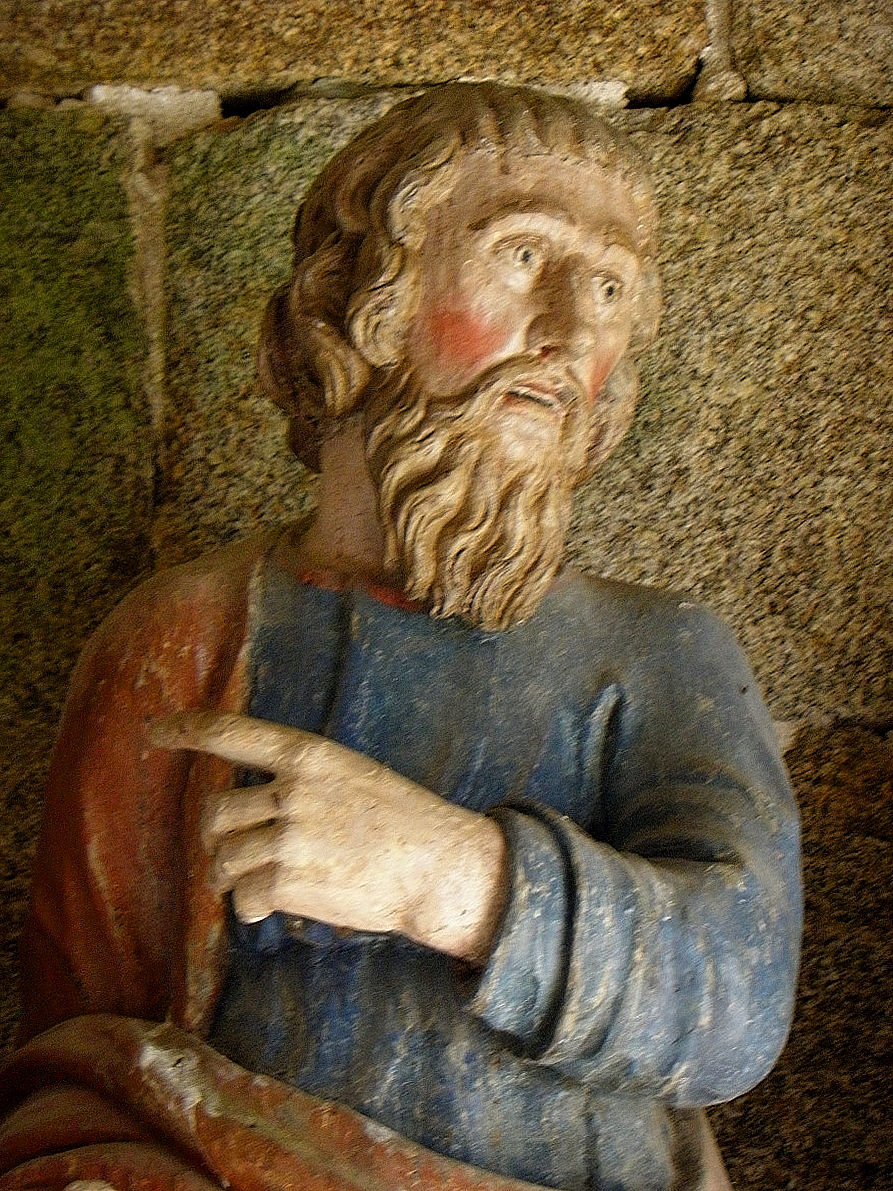
Statue de saint Philippe.
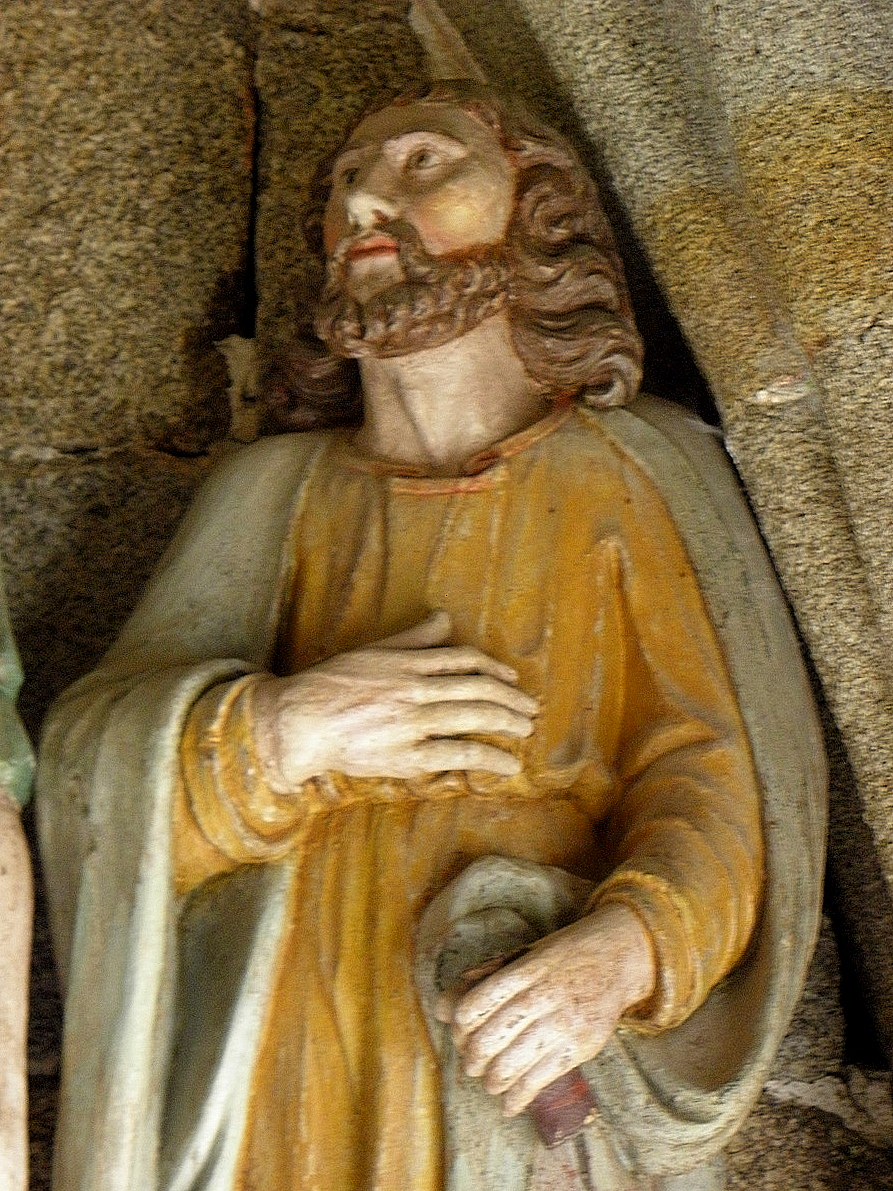
Statue de saint Matthieu.

### Autres monuments et sites
La campagne de Trédrez-Locquémeau est parsemée de petits monuments de caractère. plusieurs calvaires méritent l'attention : Kroas an Herry près de Coatrédrez, Kerbiriou, Kroas ar Bodeg au bourg de Trédrez et la croix de Kerhan. Les fontaines de dévotion ne sont pas en reste ; on peut citer celles de la Vierge, de saint Yves et de saint Laurent au bourg de Trédrez ; également, celles de saint Kirio, de saint Kemo près de la ferme de Kerbabu, et aussi celles de Keravilin, Kerbrigent, Kervogan, Guerewen...

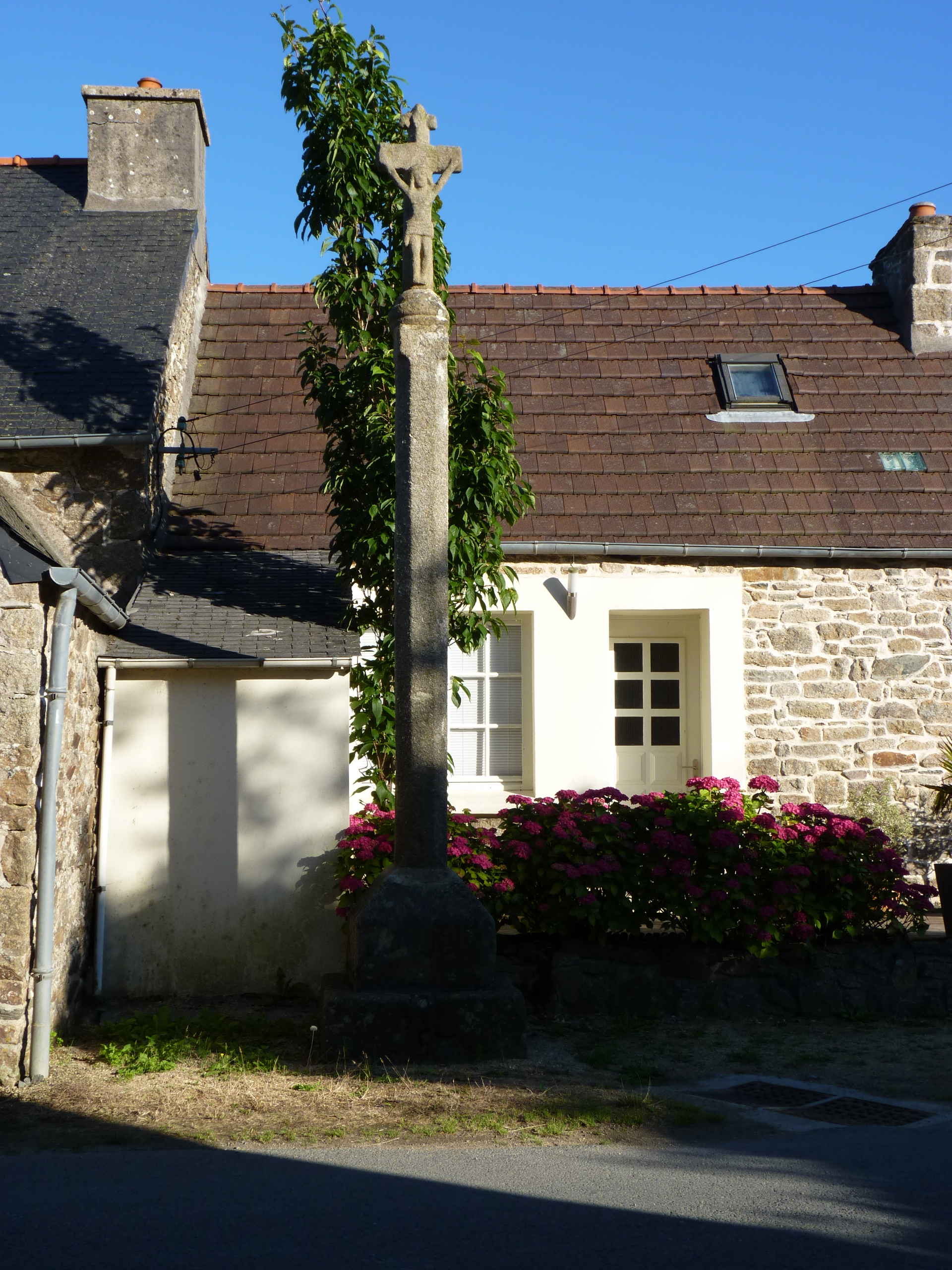
Croix du bourg de Trédrez : vue d'ensemble.
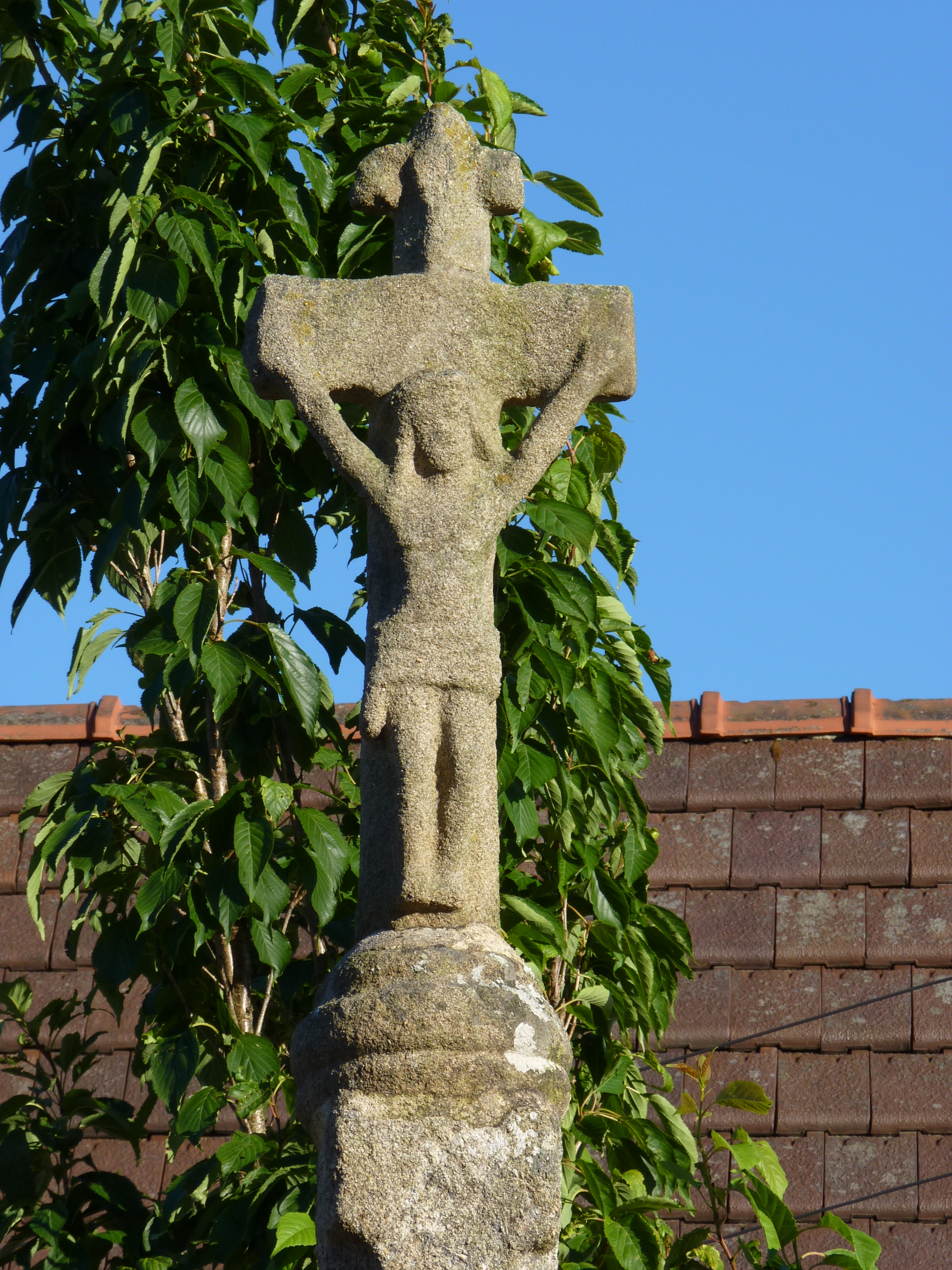
Croix du bourg de Trédrez : partie sommitale.

Le patrimoine mégalithique de la commune comprend trois menhirs (Toull an Lann, Lann Saliou et Lianver) et un dolmen sous cairn (classé le 7 juillet 1982).
Quelques édifices à citer : le manoir de Coatrédrez (XVe - XVIe siècle) ; la maison de Kerbiriou (XVIIe siècle) ; les colombiers de Kerhuic (XVIe-XVIIIe et remanié au XIXe), Coatrédrez (XVe-XVIIe) et Rest ; le corps de garde du Dourven (XVIIe siècle) ; le site de briqueterie de Rossen-Rouz (datant de l'Âge du fer).
Le manoir de Coatrédrez et son histoire ont été décrits par Louis Le Guennec en 1932.

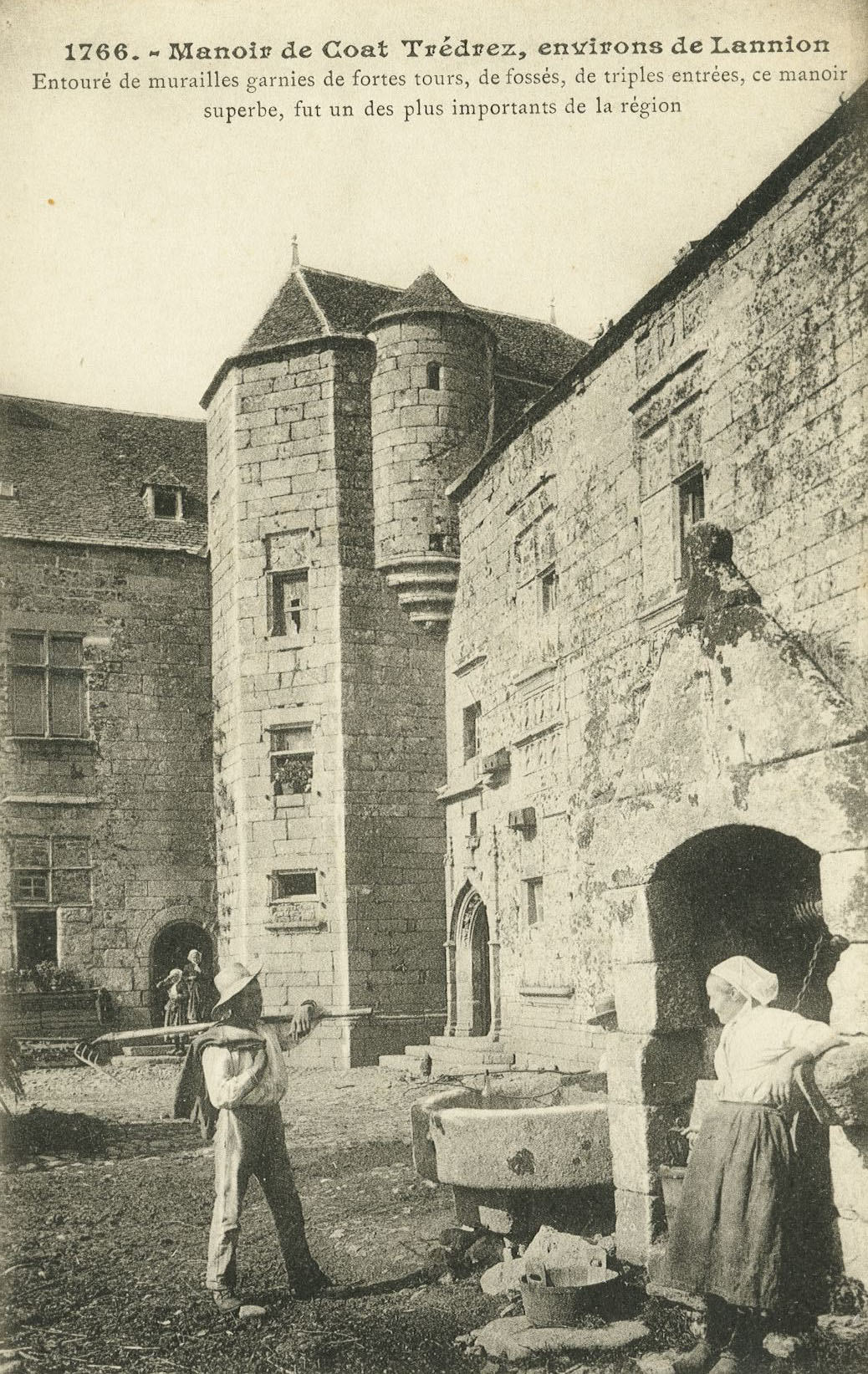
Le manoir de Coat-Trédrez au début du XXe siècle (carte postale).
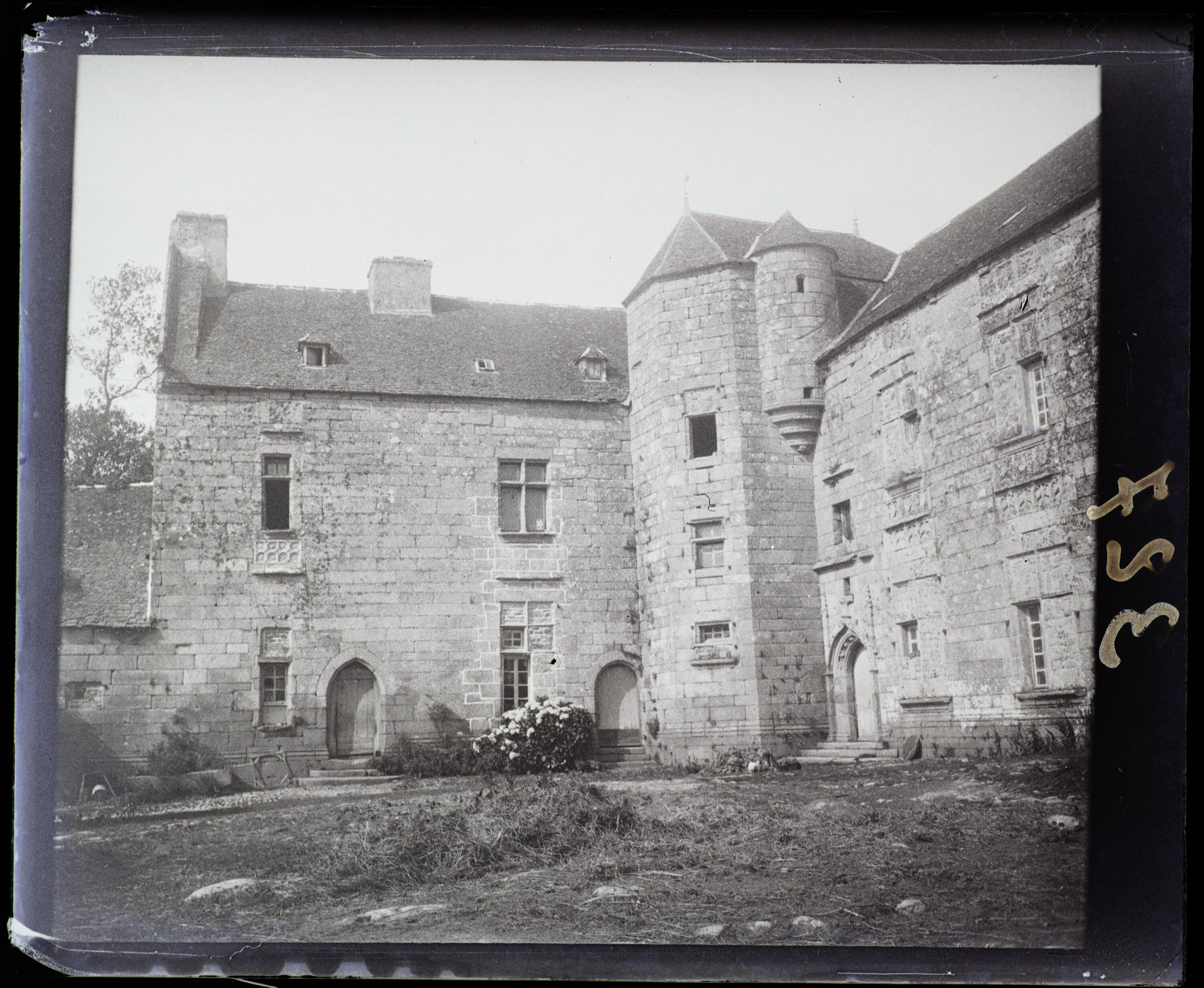
Le manoir de Coat-Trédrez en 1928.
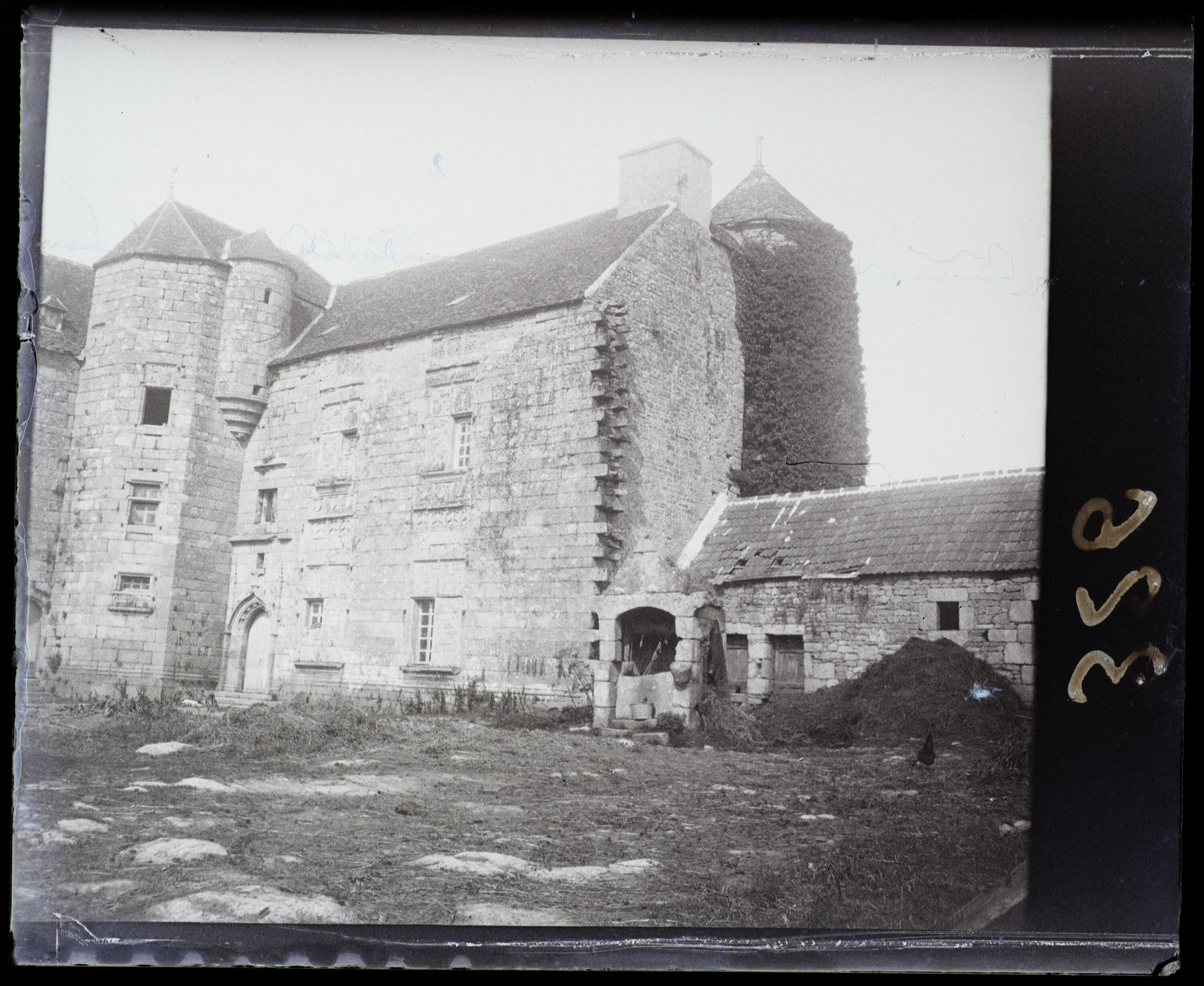
Le manoir de Coat-Trédrez en 1928.
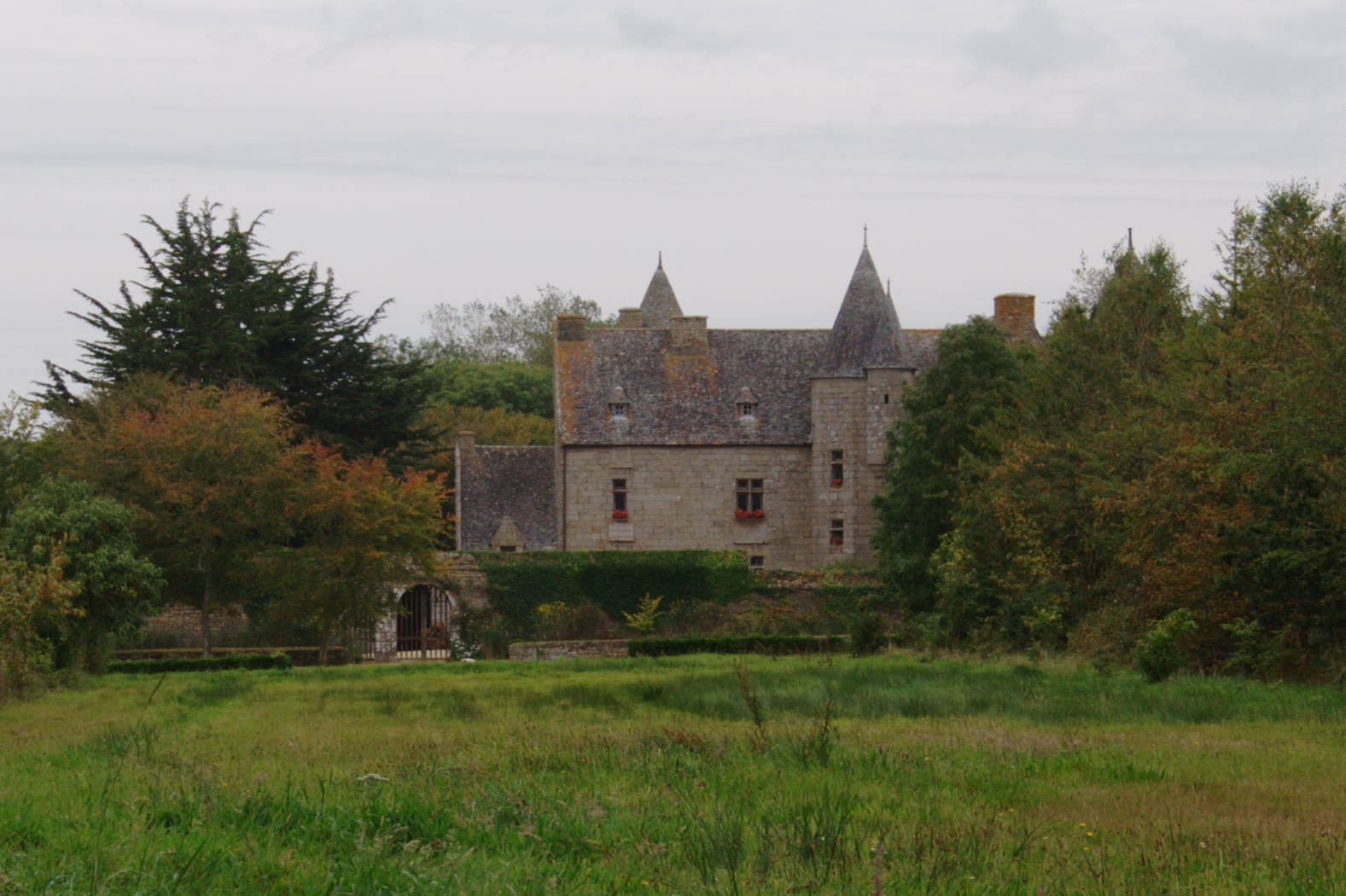
Le manoir de Coat-Trédrez.

## Personnalités liées à la commune
- Jean Conan (1765–1834), tisserand et écrivain, qui a passé la dernière partie de sa vie et est décédé à Trédrez[88].

C'est dans les rayons de la bibliothèque du château de Lesquiffiou en Pleyber-Christ qu'a été retrouvé, par Louis Le Guennec au début du XXe siècle, le récit de la vie de Jean Conan, surnommé « Guingamp » car né dans cette ville, qui a écrit son autobiographie dans un manuscrit nommé Avanturio ar Citoien Jean Conan a Voengamb (« Aventures du citoyen Jean Conan à Guingamp ») retrouvé par hasard, relié dans une peau de vache. Il décrit en particulier ses tribulations de soldat de l'an II. Jean Conan, se qualifiant lui-même de « pauvre homme », a rédigé ce texte à la fin de sa vie alors qu'il était installé comme tisserand dans le bourg de Tredrez. Il fut successivement petit tambour dans la milice royale à l'époque de Louis XVI, pêcheur de morue au large de Terre-Neuve, calfat dans le port de Brest, soldat de la République.
- Jules Gros, linguiste.
- Saint Yves, patron de la Bretagne, des avocats, des avoués, des notaires.
- José Pinheiro, réalisateur.
- Aristide Briand résida un temps à Locquémeau au manoir de Keruic[90].
- Jean Ajalbert fut propriétaire du manoir de Keruic.
- Louis Legrand, artiste peintre, posséda une maison près de la pointe de Beg ar Forn[91].
- Jacques Fillacier a peint Le port de Locquémeau[92].
- Paul de Lassence a peint l'Église de Locquémeau (1947).
- René Fontayne a peint notamment plusieurs tableaux représentant le port de Locquémeau et ses environs[93].
- Maurice Perronnet a peint Locquémeau et la Pointe de Séhar[94].